# Zuffenhausen
Koordinaten: 48° 50′ N, 9° 10′ O

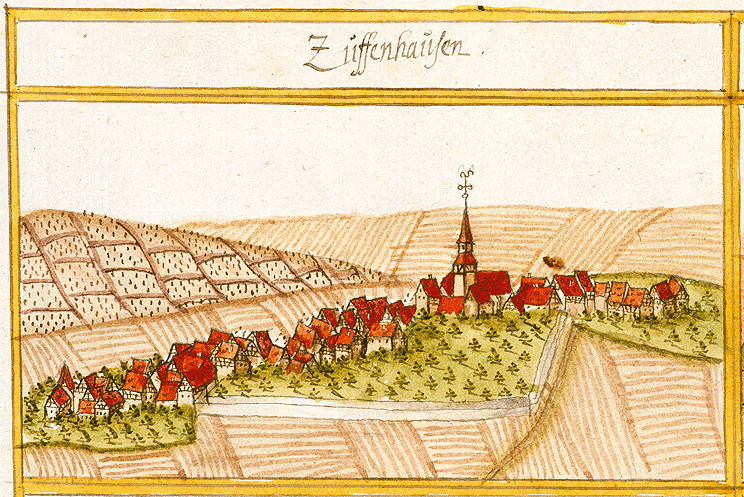
Ansicht von Zuffenhausen mit alter Johanneskirche, aus den Forstlagerbüchern von Andreas Kieser 1682. Blick von Westen etwa halbe Höhe Unterländer Straße. Die Anhöhe links ist heute von der Rotwegsiedlung bedeckt. Rechts sieht man die Höhen des Burgholzhofes und des Schoßbühls bis hin zum Schnarrenberg. Die Senke dazwischen ist der Haldenrain. Man erkennt die westliche und Teile der nordöstlichen Umgrenzung des Etters mit Zaun und Hecke.

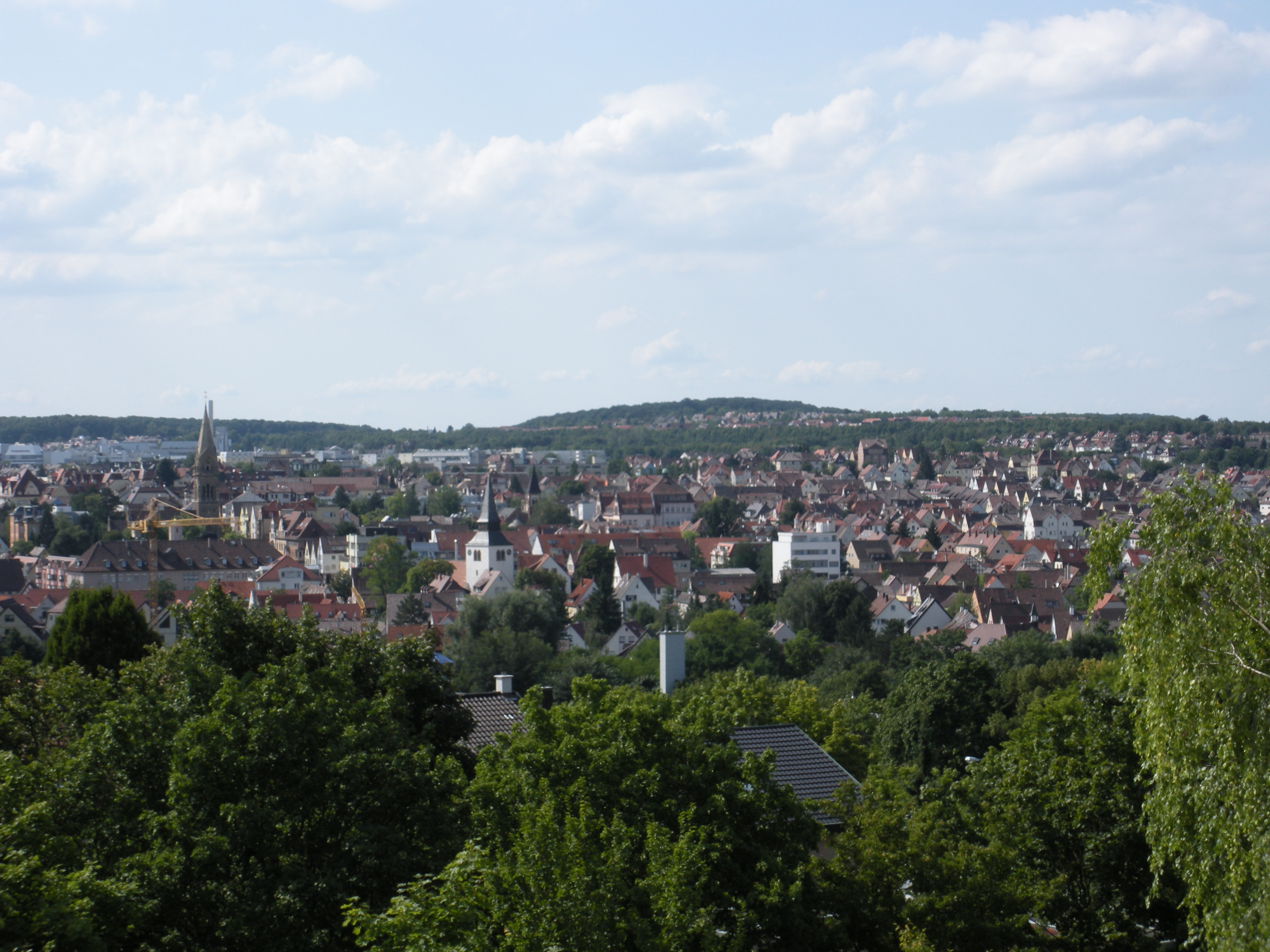
Blick von Südosten (Gärten am unteren Hang des Burgholzhofes) über den Kernbereich des heutigen Stadtbezirks Zuffenhausen mit den Türmen der Pauluskirche (links) und der Johanneskirche im „Alten Flecken“ (rechts). Man sieht im Hintergrund den Stadtpark, der dann weiter südwestlich in die Anhöhe des Lemberges übergeht.

Zuffenhausen wurde 1931 nach Stuttgart eingemeindet und ist nach Bad Cannstatt und Vaihingen der von der Einwohnerzahl drittstärkste der äußeren Stadtbezirke. Der Name leitet sich wohl von einem Uffo oder Offo ab, einem alamannischen Siedler aus dem 7. Jahrhundert. Zuffenhausen wurde 1204 als Bauerndorf im Besitz des Klosters Bebenhausen erstmals urkundlich erwähnt und 1907 vom Pfarrdorf zur Stadt erhoben. International bekannt ist Zuffenhausen als Hauptsitz von Porsche.

## Naturraum und Umwelt

### Geographie und Topografie
Topographisch liegt Zuffenhausen im Grenzbereich zweier Naturräume in einem vom Feuerbach geschaffenen Tal bei 255 Meter (Mühle), das sich nach Zazenhausen weiter auf 252 Meter einsenkt. Nach Norden und Nordwesten erstreckt sich die weite Gäuplatte des Langen Feldes mit ihren flachen Wellen in einer Höhe von über 300 m (Neuwirtshaus 327 m), das hier den östlichen Teil des Strohgäus bestimmt. Es ist fruchtbares Ackerland und weitgehend baumfrei. Im Süden liegt das Gebiet der Stuttgarter Berge, im Osten das Neckartal und dahinter das Bergland des Schurwaldes.
Die Anlage der Siedlungen auf der Gemarkung war sowohl von der Qualität des Bodens und der Nähe der Gewässer wie auch von der Möglichkeit bestimmt, auf dem welligen und vom Feuerbach und seinen Nebenbächen her ansteigenden Land Siedlungen in relativ hochwassersicheren Bereichen anzulegen, ohne sich allzu weit vom Wasser zu entfernen bei gleichzeitiger Nähe zu den großen, hier vorbeiführenden Handelswegen.

### Geologie
Die Geologie ist durch den Charakter einer Schichtstufenlandschaft bestimmt, bei der topografisch ein vielgestaltiges Bild vorherrscht und in der unterschiedliche Gesteinsschichten zutage treten, so wie sie jeweils in dem vor 240 bis 145 Millionen Jahren hier befindlichen flachen tropischen Meer abgelagert wurden. Dies gilt insbesondere für die unterste Schicht des Muschelkalkes, der hier vor allem in Steinbrüchen zutage tritt und zahlreiche Versteinerungen führt. Darüber liegen Letten- und Gipskeuper, die beide zeigen, dass das Gebiet damals auf Meereshöhe lag. Es folgt Schilfsandstein, der dem Delta eines alten Flusssystems entstammt und hier nur noch auf den höheren Flächen des Lembergs und Burgholzhofes erhalten ist. Darüber liegende Schichten sind im Zuffenhäuser Gebiet wegen der geringen Höhe nicht zu erwarten und treten daher nur eng begrenzt aufgrund lokaler Verwerfungen auf. Dabei sind höhere Schichten des Keupers und Stubensandstein erhalten. Quer durch Zuffenhausen verläuft dabei eine große Verwerfungslinie, die plattentektonisch vor etwa 65 Millionen Jahren während der Bildung der Alpen entstanden ist, die sog. Schwieberdinger-Zuffenhäuser-Cannstatter Verwerfung. Sie hat eine Sprunghöhe von ca. 110 Meter und führte dazu, dass durch ihren irregulären und durch Einbrüche stark gestörten Verlauf in Steinbrüchen auf etwa gleicher Höhe abwechselnd Muschelkalk oder Gipskeuper zutage trat, weiter westlich bei Neuwirtshaus sogar Kiesel- und Stubensandstein.

### Landschaft, Tier- und Pflanzenwelt, Umwelt

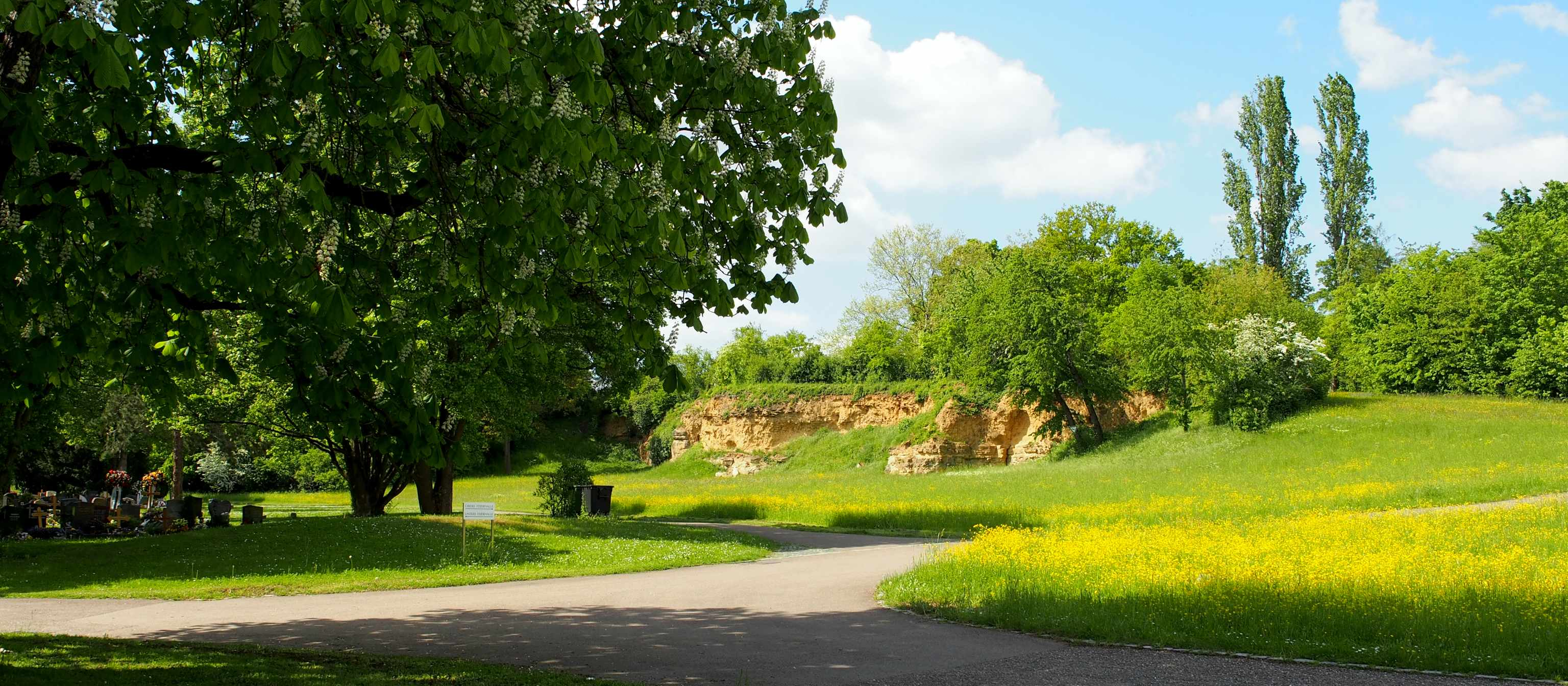
Felswand im Friedhof

Bis weit in die Neuzeit hinein gab es wenn auch lockerere Wälder, etwa am Burgholzhof lockere Eichenwälder, die für die Schweinehaltung genutzt wurden und offenbar bis ins 18. Jahrhundert bestanden, worauf auch einstige Flurnamen wie Wannenwald, Kögelwald und Lorcher Mönchswald hinweisen. Heute gibt es wie bereits ausweislich der Bebenhäuser Forstlagerbücher im Mittelalter eigentlich nur noch ein größeres zusammenhängendes Waldgebiet in Zuffenhausen, und zwar am Lemberg, einen von Ost nach West ansteigenden Höhenzug mit den Feuerbacher Weinbergen auf der Südseite und dem bewaldeten Nordhang auf der nördlichen Zuffenhäuser Seite. Es sind dies der Zazenhäuser Müllerwald, der kleine und große Bebenhäuser Wald sowie der Bebenhäuser Fuchswald, alles einstige Klosterwälder, der Kornwestheimer Pfaffenwald sowie zwei einstige Adelswälder: der Stammheimer Kleinlemberg und das Edelmannswäldle. All diese Waldteile haben eine Fläche von gut 58 Hektar, werden nach dem einstigen Besitzer, der sie nach der Säkularisation übernahm, auch Hofkammerwald genannt und sind seit 1968 Stuttgarter Gemeindewald. Der östlichste Teil ist der heutige Stadtpark von Zuffenhausen mit dem Flurnamen Schelmenwasen. Der nördliche bis hin nach Neuwirtshaus heißt inzwischen Schützenwiesenwald, ebenfalls ein alter Flurname, der westlichste Teil hin nach Weilimdorf heißt nun Maierwald.
Es entstanden im Holozän zudem auch die heutigen Bachläufe und Talauen, die stets vor allem wegen des nacheiszeitlich von den Hängen gespülten Gerölls und Feinmaterials bei Hochwasser überschwemmt wurden und so etwa im Feuerbachtal, an dessen mittleren Lauf später das alte Zuffenhäuser Dorf lag und noch liegt (heute der sogenannte „Alte Flecken“), Auenablagerungen von bis zu 8 Meter Dicke aufhäuften. Das gesamte Gewässernetz ist dabei auf den Neckar ausgerichtet, und in den Feuerbach münden mehrere heute eingedolte Nebenbäche von Westen her, doch kaum einer von Osten. Der alte Ortskern liegt dabei auf einer von Hochwässern kaum beeinträchtigten, da nach Westen ansteigenden Fläche zwischen dem Schmerbach, der einst zwischen Böhringer und Colmarer Straße floss und einem Bach, der im Bereich Hördtstraße/Bönnigheimer und Beilsteiner Straße verlief. Dabei weist das Gewässernetz in Abhängigkeit vom Gesteinsuntergrund eine unterschiedliche Dichte auf, denn Muschelkalk lässt wie im Gäu durch seine zahlreichen Spalten eine Versickerung zu, die Ton- und Mergelschichten des Keupers hingegen kaum, so dass hier oberflächliche Abflüsse vorherrschen.
Seit dem 19. Jahrhundert veränderte auch der Mensch zunehmend die Landschaftsgestalt, etwa durch den Bau von Bahnlinien und Straßen, wobei der Bauaushub zur Auffüllung von Senken und Trockenlegung lokaler Teiche wie des Spitalwaldsees verwendet wurde. Bis weit in die Neuzeit hinein beschränkte sich die Siedlung Zuffenhausen auf die lokale Talsenke des Feuerbachs. Durch die massive Ausweitung der Besiedelung über das Feuerbachtal hinaus, vor allem ab der zweiten Hälfte des 19. Jahrhunderts in Richtung Westen, dann nach 1945 auch in Richtung Osten (Rotwegsiedlung), veränderte sich die Landschaftsgestalt nicht zuletzt durch die zunehmende Bodenversiegelung und Eindolung der meisten Bachläufe in einem bisher nie dagewesenen Ausmaß. Nochmals starke Veränderungen erfuhr die Landschaft nach dem Zweiten Weltkrieg durch die Auffüllung größerer Bereiche und hier vor allem der Gehrenäcker und des Flurs Grund durch Trümmer und Müll. Dort ist über einem alten, von Stammheimer Hummelgraben kommenden und einst einen kleinen Bach führenden Seitental des Feuerbachs nun eine Hochfläche entstanden, auf der sich der nach und nach erweiterte Friedhof Zuffenhausens erstreckt. Auch mehrere alte Steinbrüche und Tongruben zum Beispiel entlang des Feuerbachtales wurden derart aufgefüllt.
Entsprechend vielfältig sind Pflanzen- und Tierwelt wenn auch aufgrund der ausgeprägten Durchsiedelung und Bodenversiegelung stark rückläufig, was die Tierwelt angeht, wobei der Rückgang jedoch durch die großen Hausgartenanlagen und die Wälder im Westen zumindest bei Vögeln eher begrenzt ist. Neben den inzwischen nur noch marginalen Ackerflächen und nun völlig fehlenden Weiden, einst ein zentraler Wirtschaftsfaktor des Dorfes, aus dem die junge Stadt 1907 sogar ihr Wappen mit dem „Zuffenhäuser Hirt“ bezog, finden sich vor allem im Westen größere Waldflächen, dazu Wiesen und Streuobstwiesen sowie Halbtrockenrasen und bedingt durch die zahlreichen Verkehrsanlagen sog. Ruderalflächen. Einige Natur- und Landschaftsschutzgebiete sind ausgewiesen, ein Biotopverbund ist seit 2003 entstanden. Die Weinbauflächen an den heute zur Feuerbacher Gemarkung gehörenden Westhängen des Burgholzhofes sind hingegen immer noch und nach einer umfangreichen Rebflurbereinigung zwischen 1976 und 1979 voll in Betrieb.
Der Umweltschutz ist vor allem wegen der starken Verkehrsbelastung ein Dauerproblem, da diese für hohe Emissionen insbesondere von Stickoxiden und Feinstaub verantwortlich ist. Waldschäden wurden daher auch in den Zuffenhäuser Waldgebieten beobachtet. Die Grundwasserneubildung ist weitgehend zum Erliegen gekommen. Die Lärmbelastung ist wegen der nahen Autobahn 81 und der Bundesstraßen 10, 27 und 27a, der S- und Stadtbahn sowie der durch die Gemarkung führenden IC-Eisenbahnhauptstrecke und dreier Nebenstrecken mit teils starkem Güterverkehr erheblich und mit die höchste in ganz Stuttgart. Inzwischen sind durch die Renaturierung des Feuerbaches, einen Biotopverbund und einen Grünordnungsplan Maßnahmen zur Verbesserung dieser Situation eingeleitet worden.

## Geschichte
Zum Stadtbezirk gehören heute außer Zuffenhausen noch die Siedlung Neuwirtshaus, das Dorf Zazenhausen und der nach 1945 vor allem für Flüchtlinge und Vertriebene aus dem Osten errichtete Stadtteil Rot.

### Übersicht

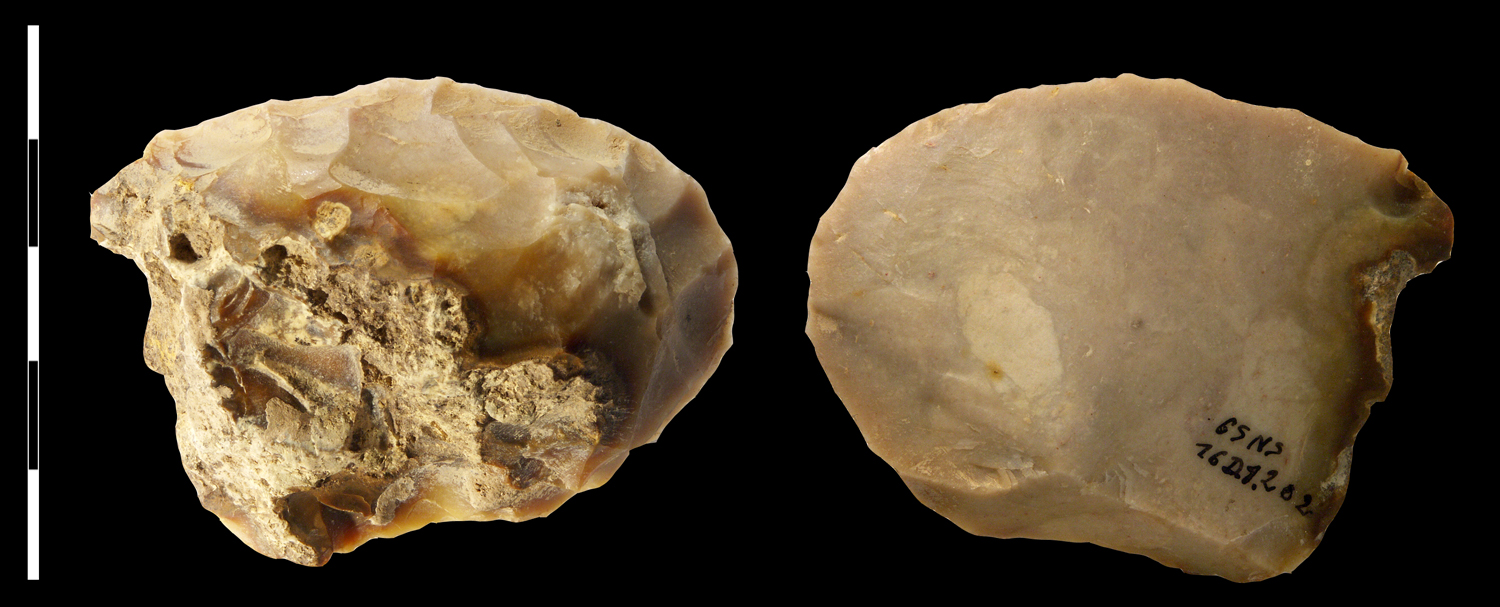
Feuersteinschaber des Moustérien der Neandertaler-Kultur, wie sie so ähnlich auch auf Zuffenhäuser Gelände bei der Hofackerschen Ziegelei zusammen mit Mammutknochen gefunden wurden, also wohl ein alter Schlachtplatz (diese Exemplare stammen aus der Grotte du Noisetier im französischen Département Hautes-Pyrénées)

Die Gemarkung von Zuffenhausen ist schon seit mindestens 7000 Jahren von Menschen besiedelt, und noch sehr viel länger, nämlich bis zu 40.000 Jahre, ist ihre regelmäßige Anwesenheit als Jäger und Sammler dort nachweisbar, die das wohl wegen der zahlreichen Gewässer sehr wildreiche Gebiet mindestens seit über 35.000 Jahren im Jungpaläolithikum durchstreiften, darunter wohl auch Neandertaler, wie einschlägige Funde (Werkzeuge, Mammutknochen) ausweisen. Allerdings zeigen zahlreiche Funde aus angrenzenden Bereichen, vor allem in Cannstatt (Travertinsteinbruch) und im Landkreis Ludwigsburg, dass Verwandte des Homo sapiens wie Homo erectus und der aus ihm hervorgegangene Neandertaler schon vor 300.000 Jahren als Zeitgenossen etwa des Homo steinheimensis hier lebten, sammelten und jagten.
Der im Mittelalter als Ottenhusen oder Offenhausen dokumentierte Ortsname wurde später zu Zuffenhausen. Ursprünglich zum Oberamt Cannstatt, ab 1718 zum Oberamt Ludwigsburg gehörig, wurde das Dorf 1907 zur Stadt erhoben und am 31. März 1931 nach Stuttgart eingemeindet. Ein wichtiger Meilenstein auf dem Weg zur Industriestadt war der bereits am 15. Oktober 1846 von den Württembergischen Staatsbahnen in Betrieb genommene Bahnhof Zuffenhausen, der an der Zentralbahn lag. In der Zeit der Industriellen Revolution veränderte sich der vormals rein dörfliche Charakter des Ortes völlig, als er über die der alten Dorfgrenzen hinaus nach Westen jenseits der Ludwigsburger Straße enorm expandierte und dabei nun eine strikt schachbrettartige Anlage in den damals neuen Bebauungsgebieten zeigt, die jetzt keinerlei Ähnlichkeit mehr mit der gewundenen Dorfstruktur zeigen, die mit der Marbacher Straße dem Bogen des Bachlaufs folgte, wobei von ihr rechtwinklig Gassen zum Bach hinunter und nach Westen zur heutigen Ludwigsburger Straße hinauf führten, die allerdings erst mit dem Bau von Ludwigsburg im 18. Jahrhundert in ihrer heutigen Bedeutung entstand und vorher wohl vor allem ein lokaler Weg gewesen sein dürfte.
Bei der Neueinteilung der Stadt Stuttgart in Stadtbezirke im Jahr 1956 wurde Zuffenhausen abermals und diesmal verwaltungstechnisch völlig neu strukturiert. Dies geschah vor allem mit dem ab 1949 großräumig zunächst als „Rotwegsiedlung“ entstandenen Stadtteil Rot (eine kleinere nördliche Bebauung, die sogenannte „SS-Siedlung“, gab es schon ab 1938), dem ursprünglich zum Stadtbezirk Stammheim gehörigen ab 1933 entstandenen Stadtteil Neuwirtshaus sowie dem am 1. Mai 1933 nach Stuttgart eingemeindeten Stadtteil Zazenhausen, die nun alle zum heutigen Stadtbezirk Zuffenhausen vereinigt wurden.
Im Verlauf der internen und verwaltungstechnischen Umstrukturierung der Stuttgarter Stadtbezirke vom 1. Januar 2001 wurde der Stadtbezirk Zuffenhausen dann in die Stadtteile Zuffenhausen-Am Stadtpark, Zuffenhausen-Elbelen, Zuffenhausen-Frauensteg, Zuffenhausen-Hohenstein, Zuffenhausen-Mitte, Zuffenhausen-Mönchsberg, Zuffenhausen-Schützenbühl und Zuffenhausen-Im Raiser aufgeteilt. Seither verwaltet das Bezirksrathaus in Zuffenhausen insgesamt elf Stadtteile des Stadtbezirks Zuffenhausen.

### Ur- und Frühgeschichte
Die vorgeschichtlichen Funde auf der heutigen Zuffenhäuser Gemarkung und auf den sie direkt umgebenden Gebieten und Gemarkungen wie Lemberg, Burgholzhof, Stammheim und Viesenhäuser Hof gehören zu den ältesten und vielfältigsten des gesamten Stadtgebietes von Stuttgart. Vor allem in der Jungsteinzeit sorgten die ausgezeichneten Böden hier schon bald für ein reges und kaum unterbrochenes Siedlungsgeschehen, das paradigmatisch für Gesamt-Stuttgart gelten kann und daher ausführlicher und vor allem in Beziehung zu den großräumigeren Entwicklungen der Umgebung dargestellt wird, in die es eingebunden war und ist.

#### Alt- und Mittelsteinzeit
Die ersten Funde auf der Gemarkung von Zuffenhausen stammen aus dem Jungpaläolithikum. Es handelt sich um vier bereits 1879 entdeckte Schaber aus Feuerstein, die zusammen mit Mammutknochen auf dem Gelände der alten Ziegelei „Gewann Hofäcker“ geborgen wurden. Ob sie noch von den damals aussterbenden Neandertalern oder vom hier längst schon präsenten anatomisch modernen Menschen (Cro-Magnon-Mensch) stammen, ist nicht feststellbar, zumal Schaber meist relativ unspezifisch für bestimmte paläolithische Kulturstufen sind. Damals war das Gebiet eine baumlose eiszeitliche Tundra, in der große Herden von Mammuts, Pferden und Rentieren umherzogen und gejagt wurden, wobei das reich gegliederte und von zahlreichen Gewässern durchzogene Gebiet von Zuffenhausen und Umgebung den Jägern zahlreiche Jagdmöglichkeiten bot.
Mittelsteinzeit (Mesolithikum): Funde sind für die Zuffenhäuser Gemarkung aus dieser Epoche für den benachbarten, heute formal zu Bad Cannstatt gehörenden Burgholzhof bezeugt.

#### Jungsteinzeit
Frühneolithikum (Bandkeramik): Auf der Gemarkung von Zuffenhausen fand man vor allem im nördlichen und östlichen Bereich Siedlungsreste von Bauern des Frühneolithikums mit ihrer typischen gebänderten Keramik. Solche Siedlungen waren dort vor allem am Südrand des Langen Feldes entstanden, wo es günstige Lössböden gab. Da der Fruchtwechsel noch nicht praktiziert wurde, mussten die Siedlungen nach Erschöpfung der Böden verlegt werden (Wanderfeldbau), was die vielen verschiedenen Siedlungsstellen erklären würde, die gefunden wurden, denn selbst wenn zunächst Landwechselwirtschaft betrieben wurde, wie bei den Bandkeramikern mit ihren massiven Großbauten sicher anzunehmen ist, waren irgendwann die Distanzen zu den Feldern zu groß. Aus der Existenz solcher Bodentypen kann man auf ein im Holozän wärmeres Klima mit der Entwicklung von offenen Waldsteppen schließen, die für Rodungen besonders geeignet gewesen sind und die man vor allem in Senken findet. Auch Gräber mit Beigaben aus dieser Zeit wurden als die damals typischen Hockergräber im Gewann Pliensäcker/Hohlgraben entdeckt. Eines dieser Gräber enthielt die ältesten bisher überhaupt gefundenen Reste einer zubereiteten Speise (Hülsenfrüchte, geröstetes Brot, Haselnüsse und Leinsamen), die als Wegzehrung bei der Jenseitsreise gedacht waren und so Rückschlüsse auf die damaligen religiösen Vorstellungen zulassen, die wohl bereits einen Ahnenkult beinhalteten (vgl. Prähistorischer Schamanismus). Angebaut wurden Einkorn, Emmer und Nacktweizen, allerdings erst nach Rodung der bis dicht an die Siedlungen heranreichenden Eichenmischwälder, vermutlich durch Brandrodung. An Haustieren hielt man Schaf, Ziege und Schwein. Die Wohnhäuser waren bis zu 40 Meter lang und kamen als Einzelgehöfte und gruppiert zu Dörfern vor. Mehrere derartige Siedlungen wurden auf Zuffenhäuser Gemarkung gefunden, die aus unterschiedlichen Phasen des Frühneolithikums stammen, die größte im Bereich der alten und neuen Rotwegsiedlung, die sehr viele Einzelfunde von Feuersteingeräten erbrachte: Klingen, Schaber, Beile, Mahl- und Reibsteine und Keramik. Die große Zahl der Feuersteinwerkzeuge, insbesondere Klingen, deutet auf eine bereits handwerkliche Herstellung, wie sie im Neolithikum mit seinen nun aufwändigen Techniken wie Steinschliff und -bohrung, Kombinationsgeräten mit Mikrolithen usw. nach und nach üblich wurde. Derartige Funde streuen über das gesamte Gebiet von Zuffenhausen zwischen Neuwirtshaus, Friedrichswahl, Zazenhausen und Rot diesseits und jenseits des Feuerbachtales. Dabei ist nicht überraschend, dass der alte Ortskern Zuffenhausens in der Talsenke des Feuerbaches damals eher gemieden wurde, denn da es um die zwei Grad wärmer und wesentlich feuchter war als heute, dürften Talauen eher sumpfig und wenig geeignet für die großen, 20–40 Meter langen, bis zu 60 Personen und das Vieh beherbergenden Langhäuser der Bandkeramiker gewesen sein. Man findet die Siedlungsreste, in denen die Langhäuser meist in Gruppen zu etwa zehn auftreten, daher durchweg in etwas höheren Lagen auf den von den Bandkeramikern bevorzugten Lössebenen wie etwa am Viesenhäuser Hof mit stabilen, für die schweren Langhäuser geeigneten Böden. Man fand dort etwa 200 bandkeramische Gräber aus dem 6. vorchristlichen Jahrtausend. Insgesamt hat man dort etwa 4000 Siedlungsspuren aus fast allen vorgeschichtlichen Perioden gefunden, bis hin zur späten Hallstattzeit mit Häusern, die bereits Kellergruben besaßen, so dass diese Stelle ein bevorzugter Aufenthaltsort gewesen ein muss. Ähnliche kontinuierliche Siedlungsbereiche hat es wohl auch auf der Zuffenhäuser Gemarkung mit vergleichbar guten Bedingungen (Böden, Wasser) gegeben, wie Funde nahelegen. Überdies war die Nähe zum Wald wirtschaftlich besonders wichtig. Weitere teils ergiebige Fundplätze mit Streufunden waren unter anderem die Fluren Schertlinsäcker und Gehrenäcker (Knechtsche Ziegelei), Bubenhalde/Nonnenäcker und Neuwirtshaus/Spitalwald.
Mittelneolithikum: Ende des 6. vorchristlichen Jahrtausends änderte sich das Verzierungsmuster der Tongefäße, und bei Steinäxten begann man, die Klinge für den Holzstiel zu durchbohren und sie nicht mehr wie bei den bisherigen Beilen am Schaft mit einer Schlingenschäftung festzubinden und/oder zu klemmen bzw. kleben. Die Toten wurden nun auch nicht mehr hockend, sondern liegend beigesetzt. Die in Süddeutschland nun präsenten mittelsteinzeitlichen Kulturen, die man derart von der Bandkeramik unterscheidet, sind die Hinkelstein-Gruppe, die Großgartacher und die Planig-Friedberg-Gruppe sowie die Rössener Kultur. Auf der Gemarkung von Zuffenhausen haben diese Kulturen nur geringe Spuren hinterlassen; allerdings fand sich in enger Nachbarschaft im Gebiet des zu Mühlhausen gehörenden „Viesenhäuser Hofs“ eine Siedlung der Großgartacher Kultur.
Jungneolithikum: Mit der Schwieberdinger Gruppe, die sich Mitte des 5. Jahrtausends als lokaler Keramikstil entwickelte, beginnt das Jungneolithikum in Südwestdeutschland. Sie geht in die Schussenrieder Kultur über.
Auf der Gemarkung Zuffenhausen gibt es im Bereich Salzweg ein 8 Meter langes Gebäude als einschlägige Fundstelle der Schwieberdinger Gruppe. Kupferverarbeitung tritt hier erstmals auf. Zur Schussenrieder Kultur gibt es mehrere Fundorte vor allem mit Keramik (Sauhalde, Schoßbühl und mit sehr umfangreichen Funden der Burgholzhof). Die etwas frühere Rössener Kultur hat hier hingegen weniger Spuren hinterlassen.
Spät- und Endneolithikum: Diese ab Mitte des 4. Jahrtausends anzusetzende, auch als Goldberg-III-Gruppe bezeichnete und durch Ötzi besonders bekannt gewordene Periode, die bereits Kupfertechnologie einsetzte, ist auf der Zuffenhäuser Gemarkung ebenfalls nur gering vertreten, ebenso die vor allem auf Oberschwaben konzentrierte Horgener Kultur mit den frühesten Radfunden. Die ab Mitte des 4. Jahrtausends zu beobachtende und bereits am Rande der Frühbronzezeit stehende Glockenbecherkultur hat hingegen zahlreiche Spuren auf Zuffenhäuser Gemarkung hinterlassen, vor allem ihre typische Keramik. Sie war überhaupt im gesamten Großraum verbreitet, und man hat etwa in der Flur Heinrizau Hocker-Flachgräber mit Beigaben gefunden, darunter Schmuck, ebenso bei Kornwestheim. Auch Schnurkeramiken wurden auf der Zuffenhäuser Gemarkung gefunden.

#### Bronzezeit
Auf der Gemarkung Zuffenhausen und ihrem näheren Umfeld finden sich kaum Spuren der bronzezeitlichen Hügelgräberzeit, die sehr wohl vorhandenen Hügelgräber sind eisenzeitlich und stammen aus der Hallstattzeit. Eine Fundstelle liegt im Gebiet von Weilimdorf, eine andere bei Ludwigsburg, wobei zu beachten ist, dass kleinere Grabhügel meist durch die Bewirtschaftung der Äcker zerstört wurden.
Die Urnenfelderkultur ist hingegen mit mehreren Fund- und Siedlungsstellen nachgewiesen, etwa am Hohlgraben, an der Friedrichshaller Straße, in Neuwirtshaus und nicht zuletzt auch am Viesenhäuser Hof. Gefunden wurden neben Keramik auch Bronzegegenstände wie etwa Fibeln und Regenbogenschüsselchen.

#### Vorrömische Eisenzeit
Auf der Gemarkung Zuffenhausen sind die Grabhügel im Gebiet „Schelmenwasen“, dem Stadtpark von Zuffenhausen, und am „Siegelberg“ mit die auffälligsten vorgeschichtlichen Bodendenkmale. Sechs derartige Hügel konnten bisher identifiziert werden. Sie sind zwischen 0,3 und 2 Meter hoch und haben Durchmesser von 15 bis 33 Metern. Größere Funde wurden nach der Öffnung der Grabhügel nicht gemacht, lediglich Knochen und wenige Einzelstücke. Neun weitere Grabhügel finden sich knapp außerhalb der Gemarkungsgrenze am Withau-Wald. Beziehungen bestehen hier möglicherweise zu den späthallstattzeitlichen Siedlungsstellen von „Stammheim Süd“, wo man Grubenhäuser, Abfallgruben und Vorratskeller gefunden hat. Ebenso gibt es derartige Grabfunde in Rot, mit einem Fußring aus Bronze, und im Neuwirtshausgebiet. Auf dem zu Feuerbach gehörenden Lemberg fand man eine früh- bis mittelhallstattzeitliche Befestigungsanlage mit mehreren Wällen, die zeitweise eine Fläche von über 6000 Quadratmetern umschlossen.
Latènezeit: In Zuffenhausen fanden sich entsprechend mehrere latènezeitliche Spuren, so etwa zwei keltische Münzen, da die Kelten begonnen hatten, nach römischem Vorbild Münzen zu prägen. Siedlungs- und Gräberreste gibt es neben Streufunden entsprechend vor allem aus der frühen Latènezeit an verschiedenen Stellen (Elbelen/Wollinstraße, Nonnenäcker, Hummelbrunnental, Rotweg). Einige Funde aus dem jüngeren Latène mit der typischen Keramik jener Periode stammen aus dem Bereich des Friedhofes und der benachbarten Gehrenäcker.

#### Römerzeit

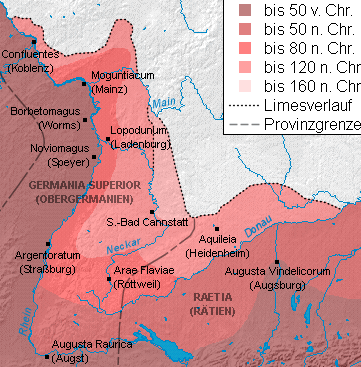
Römische Expansion in Südwestdeutschland zwischen 50 v. Chr. und 160 n. Chr.

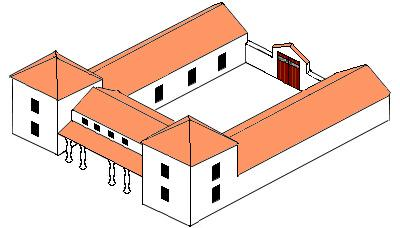
Schema einer römischen Villa rustica. Auf Zuffenhäuser Gebiet und angrenzenden Bereichen wurde ein halbes Dutzend gefunden. Die Gutshöfe konnten baulich weit umfangreicher sein und eine Fläche von 100 bis 300 Hektar bewirtschaften.

Im Gebiet von Zuffenhausen finden sich zahlreiche Kulturzeugnisse aus römischer Zeit, so etwa entlang des Feuerbachtales in hochwassersicherer und meist südlich oder südöstlich orientierter Lage mehrere Gutshöfe, die das Land intensiv nutzten (z. B. Siemensstraße/Mea-Brücke, Friedhof/Flur Espach, nördliches Zazenhausen, nördlich und östlich von Stammheim) und auch schlechtere Böden bebauten, da der Nahrungsbedarf des Militärs enorm war und ein ausgedehntes Straßennetz erforderte. Eine der wichtigsten südwestdeutschen Römerstraßen verband, durch Meilensteine markiert, Mainz (Mogontiacum) und das Rheintal über Vaihingen an der Enz und Schwieberdingen mit Cannstatt und führte von dort weiter auf die Alb bis nach Heidenheim an der Brenz. Ihr geradliniger Verlauf ist heute mit der Schwieberdinger Straße identisch. In früherer Zeit befand sich auf dem Gebiet der heutigen Neuwirtshaussiedlung eine Pferdewechselstation an der alten Römer- und Heerstraße. Über das gesamte Zuffenhäuser Gebiet streuen zahlreiche Münzfunde mit den Bildnissen mehrerer Kaiser aus dem 1. bis zum Beginn des 4. Jahrhunderts, von Augustus und Hadrian bis Constantius Chlorus und Konstantin. (Münzen sind wegen ihrer präzisen, sich an den Regierungszeiten der abgebildeten Kaiser orientierenden Datierung archäologisch besonders wichtig.)

#### Alamannen und Merowinger

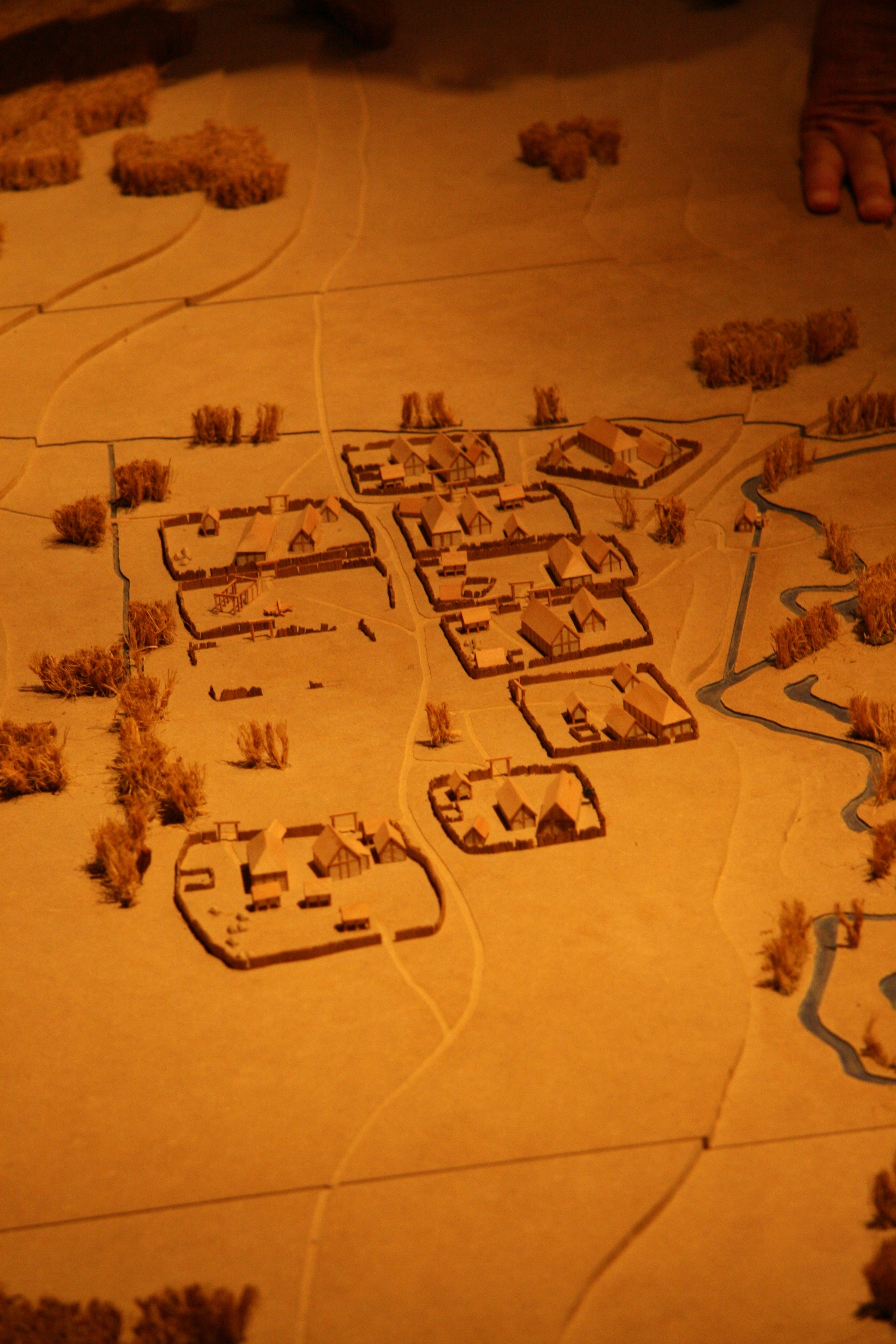
Modell eines alamannischen Weilers mit Einzelhöfen (Gruben- und Pfostenhäuser) verschiedener Familienverbände, wie es sie auch in Zuffenhausen gab

In der sog. „Ausbauphase“ des 7. Jahrhunderts, in der sich unter starkem fränkisch-merowingischem Einfluss auch das Christentum ausbreitete und eine kirchliche Organisation entstand, kam es dann zu einem bedeutenden Bevölkerungswachstum. In dieser Phase entstanden gewöhnlich Orte auf -hausen und -hofen. Ortsnamen mit der Endung -hausen sind dabei oft durch einen Siedlernamen wie vermutlich in Zuffenhausen und auch in Zazenhausen oder eine spezifische Ortseigenschaft (etwa in Mühlhausen) charakterisiert, wobei das „Z“ in Zuffenhausen wohl von einem dativischen „zu“ herrührt. Allerdings ist die Ableitung von einem Namen Uffo oder Offo nicht sicher, da es um 1150 auch eine Nennung als „Offenhausen“ gibt. Die Siedlungslandschaft in Baden-Württemberg ist daher, wie die heutigen Ortsnamen beweisen, zum größten Teil alamannisch geprägt.
Die Zuffenhäuser Gemarkung umfasste damals ca. 10 Quadratkilometer und war durch Landmarken bestimmt, etwa alte Römerstraßen, Grabhügel, den Lemberg und den Burgholzhof. Die Zuffenhäuser Siedlung selbst bestand wohl schon ab 600 n. Chr. Wahrscheinlich gab es zunächst sogar zwei Siedlungen, eine in der Flur „Hohenstein“ an der alten Römerstraße, der heutigen Schwieberdinger Straße, wo sich der große Reihengräberfriedhof befand, eine zweite im alten Ortskern von Zuffenhausen, wo man ein altes alamannisches Grab mit reichen Beigaben gefunden hat. Die Beigabensitte verschwand nach der Christianisierung und ist daher ein Zeichen höheren Alters. Diese Siedlung war wohl zum Schutz eines alten, vorrömischen, den Feuerbach hier querenden ost-westlichen Weges angelegt worden. Zur Zeit der Christianisierung im 7. Jahrhundert wurden dann wohl beide Siedlungen zusammengelegt, und das Dorf, das dann die nächsten vierzehnhundert Jahre bis heute Zuffenhausen heißen würde, war endgültig entstanden.

### Mittelalter
Auch für Zuffenhausen gilt, dass das Mittelalter von seiner Spätphase abgesehen machtpolitisch und gesellschaftlich-ökonomisch insgesamt eine Periode war, in der es vor allem immer wieder im Rahmen des damals zunächst und bis etwa zum 11. Jahrhundert vorherrschenden, sich in den folgenden Jahrhunderten langsam auflösenden Fronhofsystems zu den anschließend dargestellten Veränderungen der Besitz- und Hoheitsverhältnisse kam, die zeitweise ein für das Mittelalter recht typisches Geflecht aus sich überkreuzenden Einflüssen, Interessen und Rechten aufweisen, bei denen es oft kaum klare Trennungen zwischen kirchlich und zivilrechtlich gab, auch dies ein typisches Merkmal des europäischen Mittelalters mit seiner Dominanz und Konkurrenz von Kirche und feudalistischem Adel sowie später württembergischen und kaiserlichen Machtansprüchen.

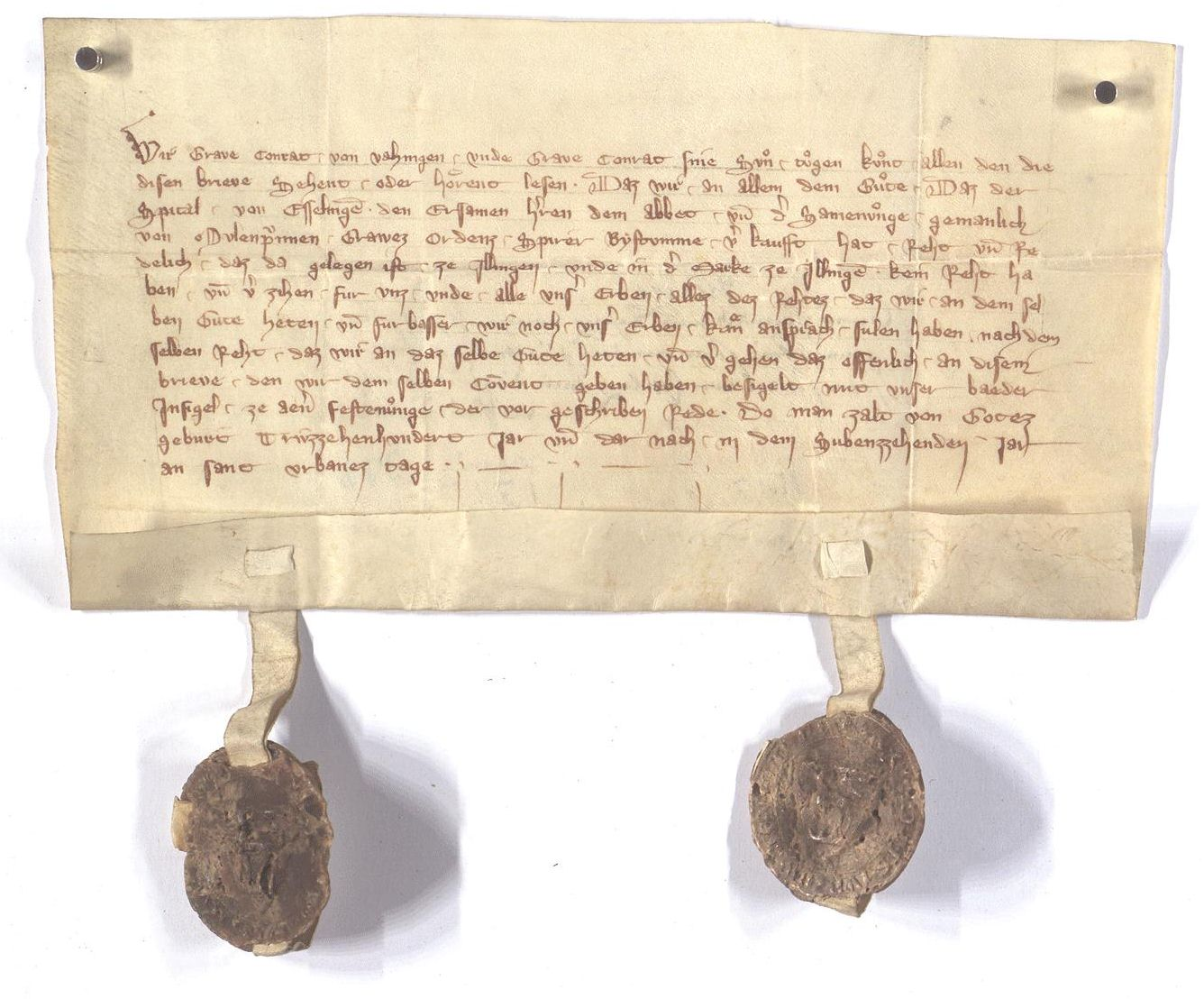
25. Mai 1317: Die Grafen von Vaihingen verzichten auf ihre Rechte und Ansprüche an den Gütern, die das Spital in Esslingen dem Kloster Maulbronn verkauft hat, eine der im Hochmittelalter nicht seltene Abtretungsurkunden, wie es sie auch für Zuffenhausen gibt. Landesarchiv Baden-Württemberg.

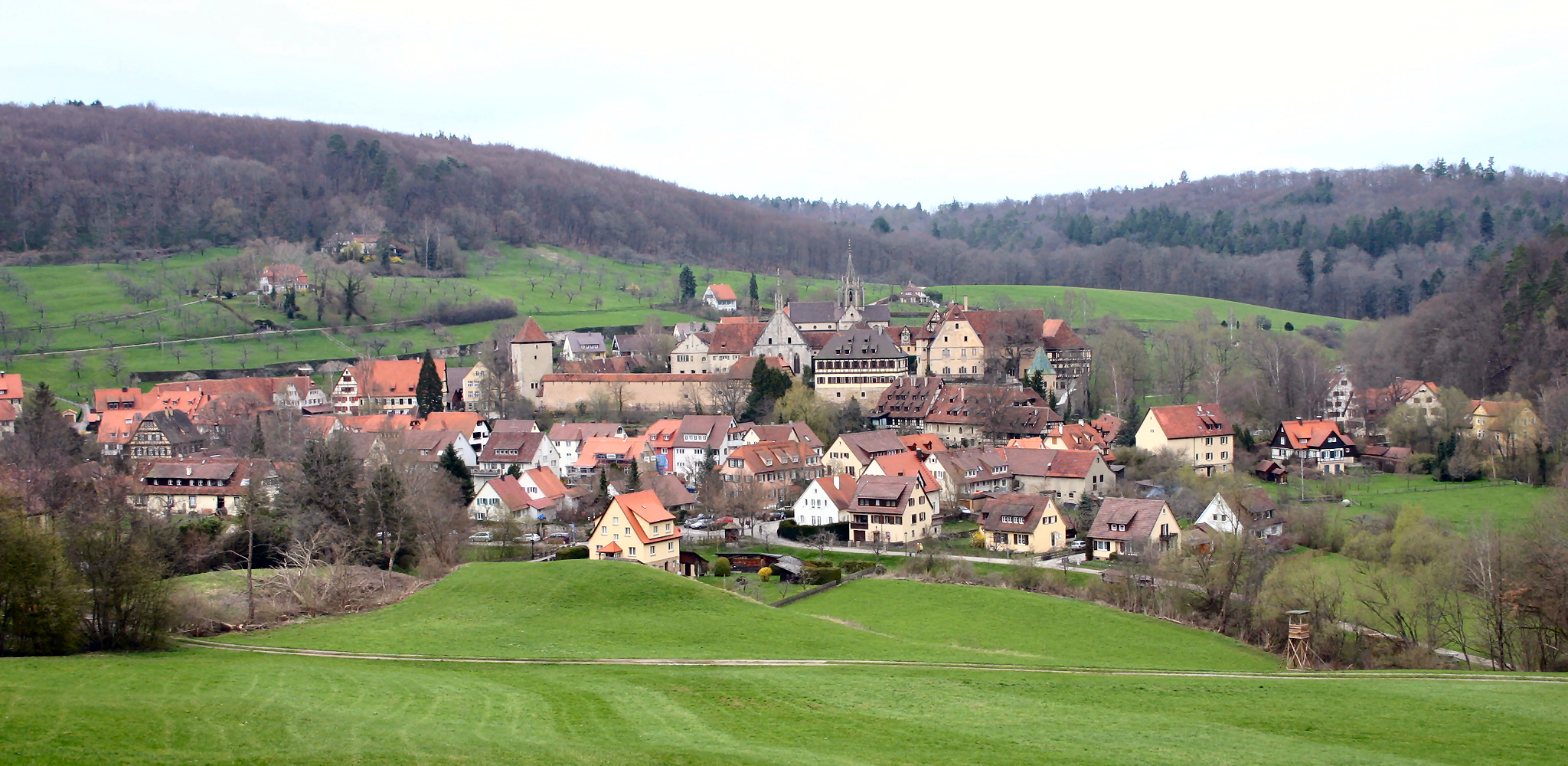
Das bei Tübingen gelegene Kloster Bebenhausen mit Ort, das im Mittelalter lange Rechte in Zuffenhausen besaß

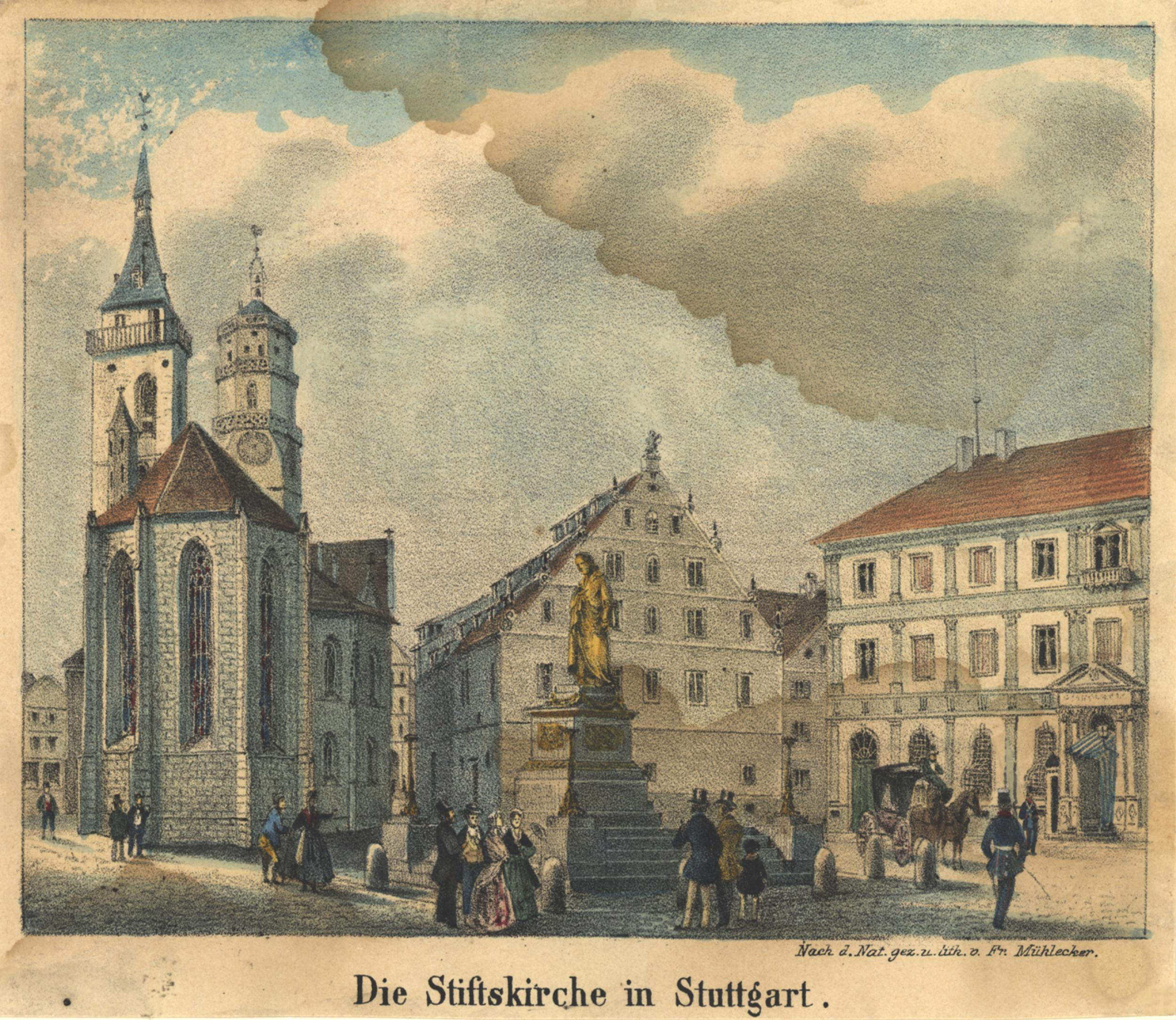
Auch das Stuttgarter Stift, hier eine Ansicht des Schillerplatzes um 1840 mit Stiftskirche und Stiftfruchtkasten, besaß umfangreicher Rechte in Zuffenhausen.

Archäologischer Beginn: Der eigentliche, allerdings nur archäologisch bestimmbare Beginn der Siedlung von Zuffenhausen liegt wie oben geschildert in der Alamannen- und Merowingerzeit im 6./7. Jahrhundert. Archäologisch auffallend ist dabei ein Übergang bei den Bestattungssitten, denn die Toten wurden nach der Christianisierung nun ohne Beigaben und bei der Kirche bestattet. Das etablierte sich spätestens um 800 in der Karolingerperiode, aus der vermutlich auch die damals dem Heiligen Hippolyt geweihte Johanneskirche stammt. Kirchlich gehörten die Zuffenhäuser damals zur Martinskirche in Kornwestheim, einer merowingischen Gründung nach 500. Martin von Tours war damals der Heilige der fränkischen Mission und Kolonisation, dem zahlreiche Kirchen im Altsiedelland gewidmet waren.
Historischer Beginn: Man kann den „offiziellen“ und gleichsam historischen fixierbaren Beginn des Mittelalters für Zuffenhausen mit der Ersterwähnung des Ortsnamens um etwa 1150 im Hirsauer Kodex ansetzen, in der ein Rickowo von Offenhusen und ein Gotebertus von Offenhusen erwähnt werden, beide im Zusammenhang mit einer Spende für das Kloster Hirsau. Da in beiden Einträgen die alten Namen von Botnang (Botenanc), Feuerbach (Biberbach) und Kornwestheim (Westheim) genannt sind, dürfte es sich bei Offenhusen um Zuffenhausen gehandelt haben. Allerdings wurde das heute zu Zuffenhausen gehörende Dorf Zazenhausen bereits am 26. Dezember 788 als Zazenhusen im Lorscher Codex erwähnt, ebenso in zwei weiteren Schenkungen 788 und 789 an das Kloster Lorsch.
Die Entwicklung der kirchlichen Patronatsverhältnisse im Hoch- und Spätmittelalter wird ab 1295 klar, als ein Friedrich von Urbach, auf dessen Familie das Patronat offenbar durch Erbe gelangt war, als Kirchherr in einem Dokument auftaucht und 1299 das Patronat mit Erlaubnis seines Lehnsherrn, des Grafen Konrad von Vaihingen, dem Grafen Eberhard I. von Württemberg schenkte. Die damals dem heiligen Hippolyt geweihte Zuffenhäuser Kirche (als „Johanneskirche“ erscheint sie erst zu Beginn des 20. Jahrhunderts) muss inzwischen selbstständig geworden sein, da die Kornwestheimer Mutterkirche 1276 von dem dortigen Patron Konrad von Kirchheim dem Kloster Bebenhausen übereignet worden war. Allerdings scheint der Graf das Patronat alsbald an das Kloster Bebenhausen weitergereicht zu haben, denn in der ersten nun präzise datierten Urkunde vom 18. März 1204, in der „Offenhusen“ erwähnt wird, bestätigt Papst Innozenz III. die Rechte des 20 Jahre zuvor vom Pfalzgrafen Rudolf von Tübingen zunächst als Prämonstratenserkloster, dann als Zisterzienserabtei gegründeten Klosters und nennt unter anderem auch Zuffenhausen als Bebenhäuser Besitzung und eine der neun Grangien des Klosters, ebenso wie eine Urkunde des Papstes Gregor IX. von 1229 und eine Urkunde des Pfalzgrafen Wilhelm von Tübingen von 1244. Die Kirchengemeinde von Zuffenhausen blieb danach eigentumsrechtlich lange an das Kloster Bebenhausen gebunden, und das Kloster mehrte dabei im 13., 14. und 15. Jahrhundert seinen Besitz in Zuffenhausen noch beträchtlich durch allerlei Schenkungen sowie durch Zukäufe vom in Not geratenen Kloster Hirsau.
Davon unabhängig gestaltete sich jedoch die Entwicklung der Patronatsverhältnisse, denn 1324 erscheint ein Konrad von Gundelfingen als Patronatsherr, nachdem Graf Eberhard I. ihm diese Rechte überlassen hatte, und die Gundelfinger stritten sich denn auch alsbald mit dem Kloster Bebenhausen um Rechte am Heuzehnten, die Einkünfte der Weinberge sowie die Eigentumsrechte an einem Hof und sonst noch allerlei, auf die sie als verarmte Ritter nicht verzichten wollten. 1366 bis 1373 schließlich verkaufte ein Nachkomme dieser Sippe seinen Anteil am Patronat Zug um Zug an das Stift in Stuttgart. Die Eigentumsverhältnisse gestalteten sich dadurch allerdings nun äußerst verwickelt, denn neben dem Stift bestanden Rechte des Bebenhäuser Klosters und dazu des Esslinger Katharinenspitals weiter, das inzwischen 1277 auch einige Eigentumsrechte erworben hatte, so dass sich nun drei kirchliche Institutionen um den Zehnten stritten, wobei komplizierend hinzu kam, dass auch die Grafen von Württemberg weiter Besitztümer in Zuffenhausen hatten. Die komplizierten, mitunter heute kam noch entwirrbaren inner- und außerkirchlichen Besitzverhältnisse werden in einem Dokument von 1417 deutlich, in dem ein finanzieller Streit über die relativ wohlhabende Pfarrei von Zuffenhausen geschlichtet wird. Verwaltungstechnisch gehörte die Zuffenhäuser Pfarrei seit 1275 zum Bistum Konstanz, in dessen Zehntverzeichnis sie in diesem Jahr erstmals erwähnt wird, wobei sich allerdings ständig die Rechte der Kirchherren mit denen des Bistums überkreuzten.
All diese Rechtvorgänge sind urkundlich belegt und somit wichtige Quellen der mittelalterlichen Geschichte Zuffenhausens und ihrer relativen Verwickeltheit, die sich vor allem auf eigentumsrechtliche und schutzrechtliche Vorgänge bezieht, wobei die Vorgänge im Einzelnen allerdings nicht ganz klar sind, etwa, wie das Patronat vom Grafen Eberhard I. von Württemberg an den Pfalzgrafen Rudolf von Tübingen gelangte. Dynastische Beziehungen oder politische Vorgänge könnten hier eine Rolle gespielt haben. Auch wie und wann wem was gehörte und welche Rechte er in der Gemeinde und Kirche jeweils genau hatte, bleibt mitunter diffus.

### Frühe Neuzeit: Reformation bis Dreißigjähriger Krieg

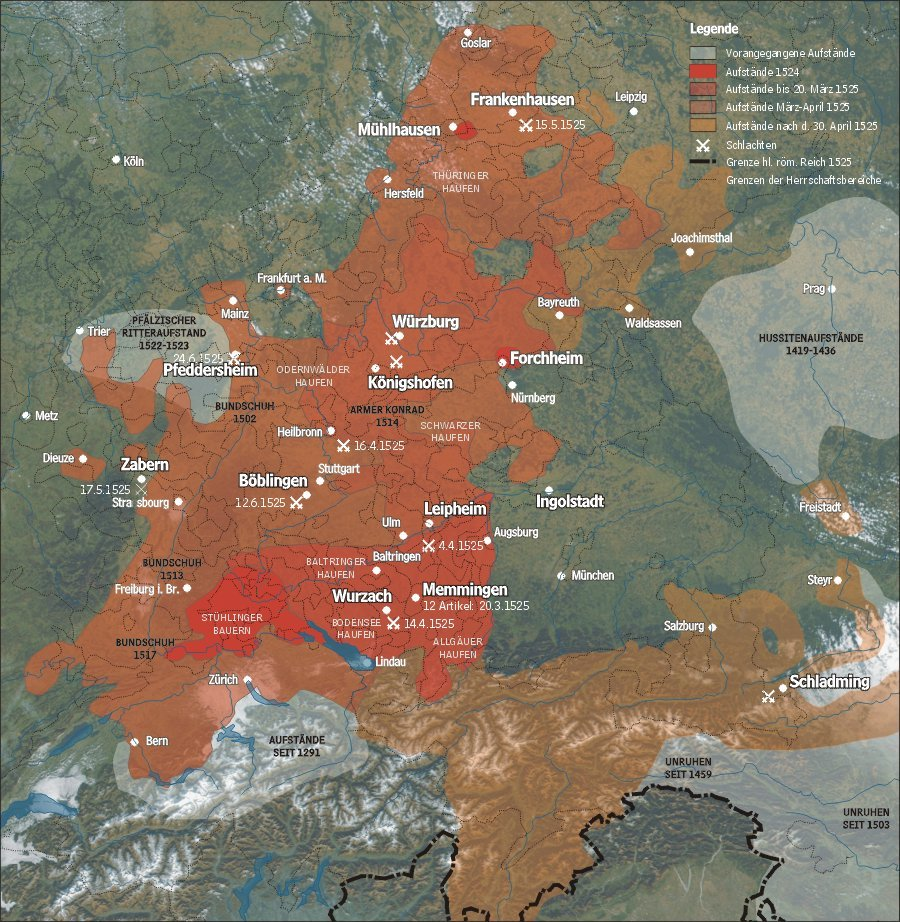
Karte der Ereignisse des Deutschen Bauernkrieges in Süddeutschland 1523–1525

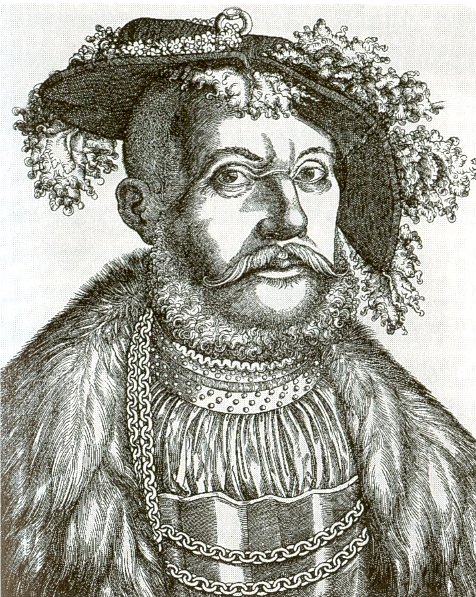
Herzog Ulrich von Württemberg, der dort die Reformation durchsetzte

Bauernkrieg: Im heute als Deutscher Bauernkrieg bekannten Bauernaufstand waren nach den Abrechnungen der Hauptleute des Bauernheeres vermutlich auch Zuffenhäuser Bauern kämpfend beteiligt.
Beginn der Reformation in Zuffenhausen:
Der Anschlag der 95 Thesen in Wittenberg durch Martin Luther war 1517 erfolgt, doch ist noch für 1520 in der Zuffenhäuser Pfarrkirche eine Messe nachgewiesen. Auch eine bestehende, dem Seelenheil Verstorbener gewidmete Messstiftung unterstreicht, dass hier noch vorwiegend katholisches Gedankengut vorherrschte, denn Luther hatte solche Stiftungen wenige Jahre zuvor abgelehnt.
Erzherzog Ferdinand, der von 1526 bis 1531 König von Böhmen, Ungarn und römischem König und damit designierter Nachfolger Karls V. als Kaiser geworden war, setzte in Württemberg eine moderne Verwaltung durch, die auch neue Lagerbücher erstellte, in denen für das Amt Cannstatt auch die Zuffenhäuser Besitzverhältnisse aufgeführt sind mit dem Herzog als persönlichem Oberherren von Zuffenhausen, und zwar in allen Belangen. Zu dieser Oberherrschaft gehörte auch ein Lehenhof, das Palmers Güttlin. Größter Grundherr blieb jedoch weiter das Kloster Bebenhausen.
1534 gelang es dem vertriebenen Herzog Ulrich allerdings mit Hilfe des verbündeten Landgrafen Philipp von Hessen, einem wichtigen Unterstützer der Reformation, Württemberg von den Habsburgern zurückzuerobern und es sich danach als Lehen von Ferdinand wieder übertragen zu lassen mit dem Recht, die Reformation im Lande einzuführen. Dies geschah denn auch mit Hilfe zweier protestantischer Theologen, Erhard Schnepf, der unter anderem für Zuffenhausen zuständig war, und Ambrosius Blarer. Ein wesentlicher Punkt dieser Reform war die Ersetzung der Messe durch den Predigtgottesdienst. Die dabei bisher benötigten oft kostbaren Gerätschaften, Messgewänder usw. mussten bei der herzoglichen Münze abgeliefert werden. Für das zum Amt Cannstatt gehörende Zuffenhausen ist das für den 27. Juli 1535 bezeugt. Reformerische Visitationen der Gemeinde waren wohl schon vorausgegangen, eine weitere, mehrere Monate dauernde fand 1541 statt, und sie diente vor allem auch der wirtschaftlichen Neuordnung der Pfarrgemeinde, die unter anderem auch in einer Reduzierung auf lediglich eine Pfarrstelle statt mehrerer Messpriester und der Neuordnung bzw. im Falle von Zuffenhausen der Auflösung der Pfründe bestand.
Weiterer Verlauf der Reformation:
Der Spannungszustand zwischen Kaiser Karl V. und den seit 1530 im Schmalkaldischen Bund zusammengeschlossenen protestantischen Fürsten entlud sich 1546/47 im Schmalkaldischen Krieg. Der Kaiser siegte und nahm die beiden Anführer gefangen. Er gedachte diese Situation zur Regelung der religiösen Verhältnisse in seinem Sinne zu nutzen und erließ dazu 1548 auf dem Augsburger Reichstag das Augsburger Interim, das allerdings von Herzog Ulrich in Württemberg nur zögerlich durchgesetzt wurde. Pfarrer, die es nicht annehmen wollten, waren zu entlassen. Vom Zuffenhäuser Pfarrer Klemmerspecht weiß man nun, dass er das Interim annahm, was ihm allerdings leicht fiel, da er schon vor der Reformation Pfarrer von Zuffenhausen gewesen war.
Es gelang den Fürsten jedoch, in einem Aufstand schließlich die Gleichberechtigung des katholischen und protestantischen Glaubens im Augsburger Religionsfrieden von 1555 zu erreichen, und der Nachfolger Ulrichs, Herzog Christoph, befahl 1552 die Abschaffung der Messe in Württemberg. Die Verhältnisse in Zuffenhausen sind allerdings nun ein Ausnahmefall, denn in kaum einer anderen Pfarrstelle des Landes sind all diese historischen Vorgänge mit ihrem Hin und Her zwischen Protestantismus und Katholizismus so gut belegt wie hier, wo alle Wechselfälle der Religionsgeschichte von einer einzigen Person repräsentiert werden, dem bereits erwähnten Pfarrer Klemmerspecht, bei dem es im Übrigen erst 1552 nach erheblichen Bemühungen unter anderem durch Visitatoren und materielle Zugeständnisse gelang, ihn durch einen jüngeren Mann, Samuel Halbmayer, ablösen zu lassen. Die Besoldung der Zuffenhäuser Pfarrer ist nun auch seit 1559 durch genaue Berichte im sog. „Kompetenzbuch“ belegt. Gleichzeitig gab es eine Art innerkirchliche Volkszählung, die in Zuffenhausen 400 Kommunikanten ergab, also Einwohner über 14 Jahre, die zum Abendmahl zugelassen waren.
Auch das Kloster Bebenhausen war durch die Reformation und das sie in der frühen Phase begleitende Hin und Her betroffen und wurde schließlich, nachdem die 20 katholisch gebliebenen Mönche erst aus- und dann wieder eingezogen waren, unter Leitung des protestantischen Abtes Eberhard Bidembach ab 1560 zur Klosterschule umgeformt, neben der das Kloster noch eine Zeitlang bestehen blieb. Das Kloster blieb jedoch weiter bis 1806 größter Grundeigentümer in Zuffenhausen, als der kirchliche Besitz im Zuge der Säkularisation in den Staatsbesitz überging. Ähnliches gilt für das Stuttgarter Stift und das Kloster Lorch mit ihren Zuffenhäuser Besitzungen. Das Esslinger Katharinenspital als weiterer Zuffenhäuser Eigentümer hingegen war nicht betroffen und blieb von der Reformation unberührt.
Zuffenhausen bis zum Dreißigjährigen Krieg:
Nach dem Tode des Herzogs Ulrich 1550 festigte sein Nachfolger Herzog Christoph den Protestantismus in Württemberg weiter und wurde ab 1553 endgültig auch Herr über die noch bestehenden geistlichen Herrschaften und damit auch über den Großen und Kleinen Zehnt in Zuffenhausen, wobei man sich die Einkünfte mit den geistlichen Herrschaften wie Bebenhausen oder dem Stift nach einem relativ komplizierten Modus teilte. Dabei gab es gelegentlich auch Streit, wie etwa um das kleine Kohlebergwerk, das auf Zuffenhäuser Gemarkung bestand, mit dessen Kohle ein Kalkofen beheizt wurde. Maßgebliche geistliche Institution für Zuffenhausen war jedoch das Chorherrenstift in Stuttgart. In dieser Periode erhielt Zuffenhausen nun auch eine Schule, die ab 1559 auch mit einem besoldeten Schulmeister ausgestattet war: Jörg Rörlin, der nun in dem kurz zuvor erbauten Schulhaus amtierte, zunächst fünf Knaben unterrichtete (Mädchen durften nicht zur Schule) und das Amt des Mesners versah. In dieser Periode vor dem Beginn des Dreißigjährigen Krieges ist eine starke Verbesserung der wirtschaftlichen und sozialen Verhältnisse nicht nur in Zuffenhausen zu beobachten.

### Vom Herzogtum zum Königreich

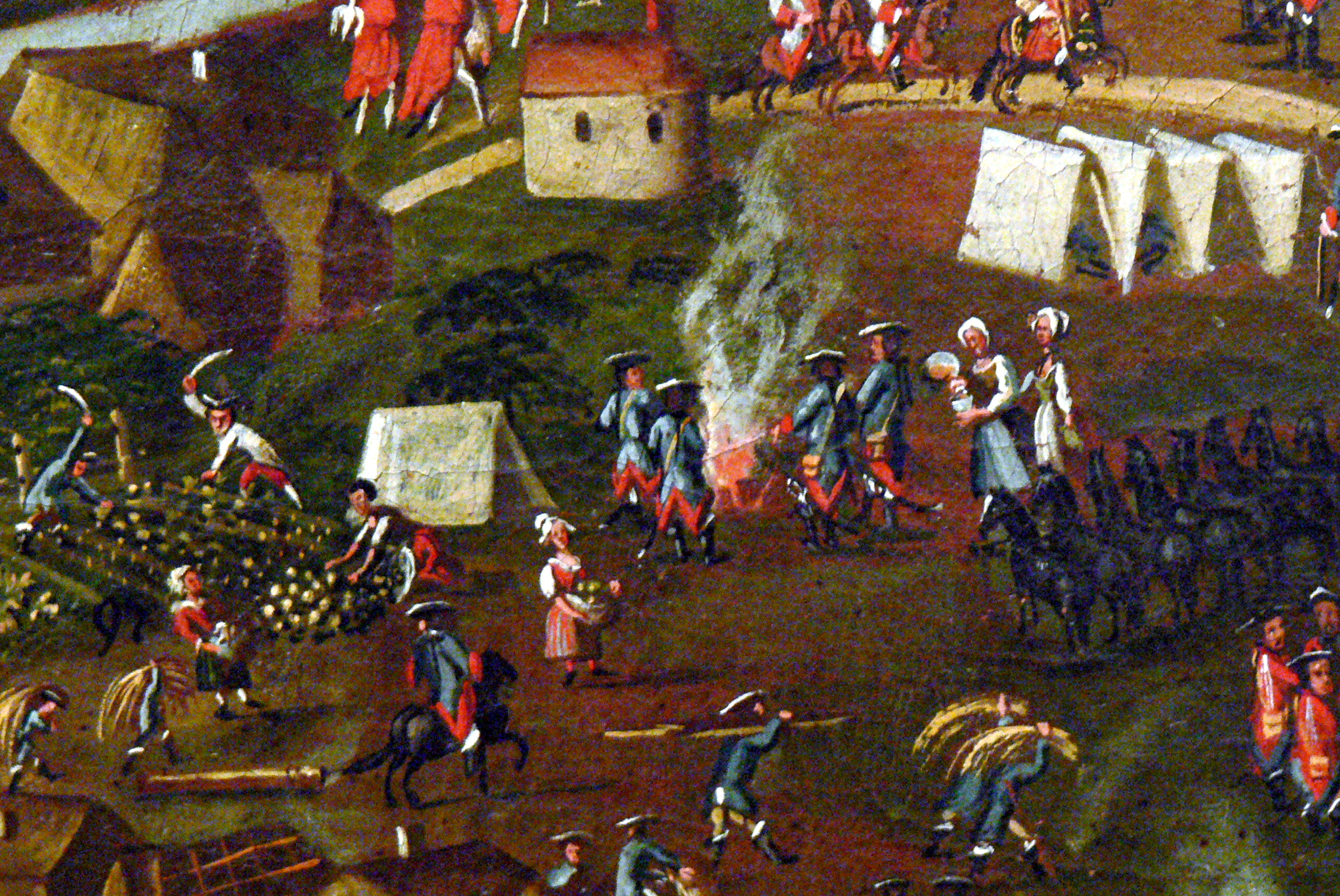
Dieses naive Gemälde aus dem Jahr 1748 von J. G. Käser aus Vilshofen an der Donau zeigt Szenen aus dem Österreichischen Erbfolgekrieg, hier zwischen Deggendorf und Vilshofen 1741–1745. Dargestellt ist, wie die Soldaten die Bauern ausplünderten und „aus dem Land lebten“.

Der Dreißigjährige Krieg:
Dem Ausbruch des Dreißigjährigen Krieges 1618 folgte 1626 eine große Pestepidemie, die ungefähr die Hälfte der Zuffenhäuser Bewohner dahinraffte. Soldatendurchzüge und Einquartierungen waren jetzt immer öfter an der Tagesordnung. 1629 zogen auch die Truppen Wallensteins mit 18.000 Mann durch den Amtsbezirk von Cannstatt, zu dem Zuffenhausen gehörte. Am 9. September 1634 brannte der Großteil von Zuffenhausen samt Kirche und Pfarrhaus nieder, ebenso wie am 21. ein Teil von Stammheim sowie vorher und nachher eine Reihe weiterer Orte der Umgebung. Im Cannstatter Amt waren jedoch neben der abgebrannten Cannstatter Vorstadt Zuffenhausen und Untertürkheim am stärksten betroffen. Die Einwohner flohen in die Wälder oder hinter die sicheren Mauern von Cannstatt. Das Cannstatter Totenbuch gibt Auskunft über zahlreiche Todesfälle Zuffenhäuser Bürger in diesem Zusammenhang. 1634/35 wütete dann eine neue Pestepidemie, die zwei Drittel der Zuffenhäuser Bevölkerung umbrachte. Das Leibeigenenbuch des Klosters Bebenhausen von 1641 weist vergleichbare Verluste in Zuffenhausen auf.
Die Schäden der Katastrophenjahre zwischen 1634 und 1638 beliefen sich alleine für das Amt Cannstatt auf 10,5 Millionen Gulden, heute ca. 420 Millionen Euro, der höchste Schaden im ganzen Herzogtum. Stadt und Amt Cannstatt waren eindeutig im Brennpunkt der Kämpfe gewesen. Bis Kriegsende kamen weitere Kontributionen in Höhe von 350.000 Gulden hinzu (ca. 14 Millionen Euro).
Erst 1639 fand das Zuffenhäuser Gemeindeleben wieder zurück in geregelte Bahnen, wenn auch wegen der zerstörten Gebäude und Dokumente unter stark eingeschränkten Bedingungen. Aus dieser Zeit gibt es einen ergreifenden Bericht des Pfarrers Spilbiller über die zurückliegende Zeit, den er dem neuen Kirchenbuch von 1640 voranstellte und in dem vom „erbärmlichen Zustand“ und „unaussprechlichen Jammer“ die Rede ist, die der Krieg für Zuffenhausen, „vor der Zeit ein schöner und reicher Flecken“, mit sich gebracht habe. Die Zahl der Einwohner nahm jedoch ausweislich der Kirchenbücher zwischen 1641 und 1651 nur langsam wieder zu. Ab 1643 zogen erneut Truppen mehrfach durch Zuffenhäuser Gebiet, vor allem die französisch-schwedische Armee, und fast alle Zuffenhäuser flohen erneut hinter die Mauern von Cannstatt.
Die Folgen des Krieges:

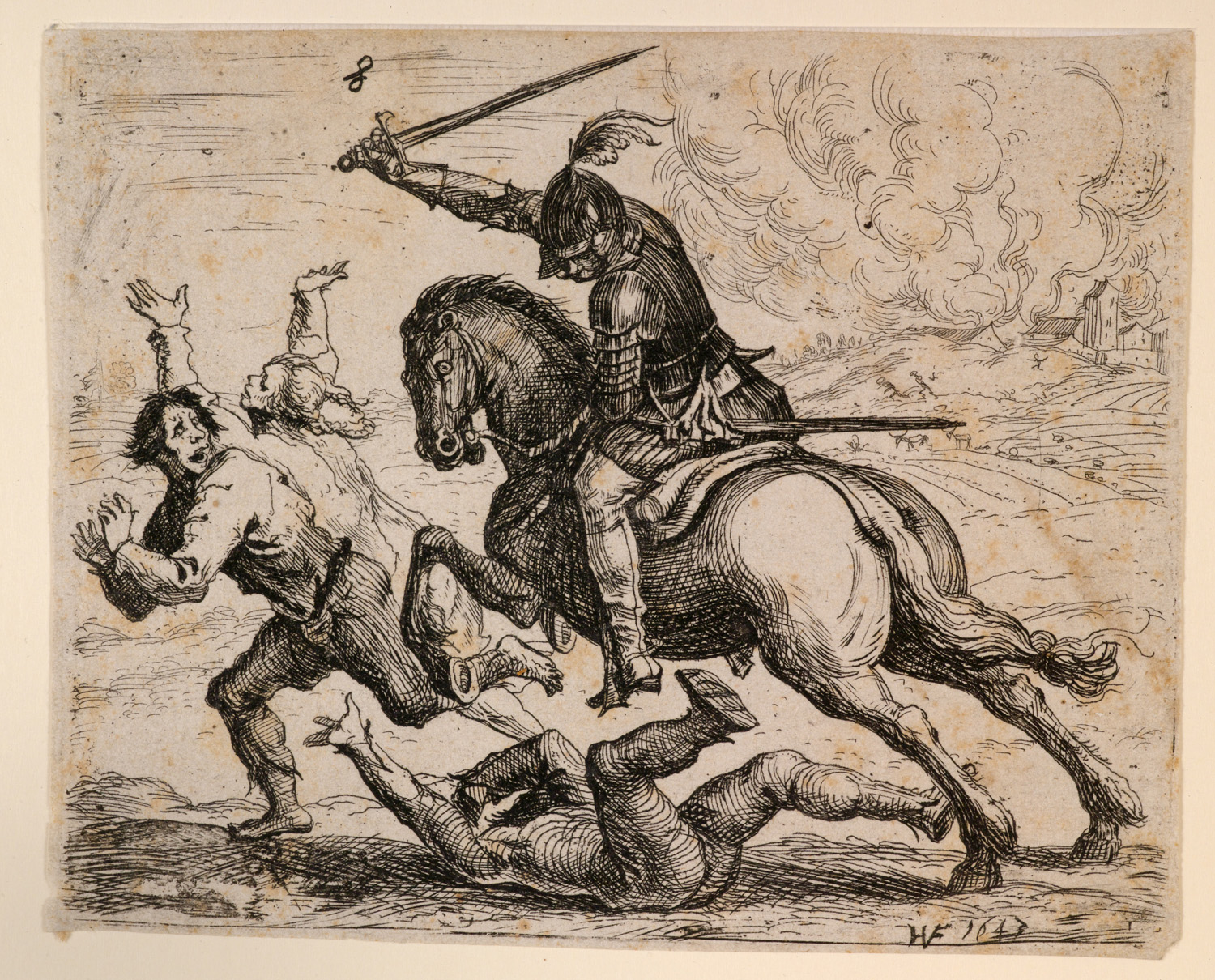
Der geharnischte Reiter, Radierung von Hans Ulrich Franck 1643. Sie zeigt, wie sehr dieser Krieg auf dem Rücken der bäuerlichen Bevölkerung ausgetragen wurde (Germ. Nationalmuseum Nürnberg).

Nach einer Aufstellung des Amtes Cannstatt aus dem Jahre 1655 sahen die Zahlen für Zuffenhausen im Vergleich zu denen von 1629/34 so aus:
Bestand 1629/34
Bürger: 109, Gebäude: 160, Äcker: 1291, Weingärten: 172, Wiesen, Gras- und Kräutergärten: 106.
Bestand 1655
Bürger: 41, Gebäude: 75, Äcker: 800, Weingärten: 60, Wiesen, Gras- und Kräutergärten: 106.
Es waren in Zuffenhausen fast zwei Drittel der Bürger verloren und beinahe die Hälfte der Gebäude zerstört sowie zahlreiche nicht zerstörte verlassen. Zwischen 1621 und 1641 sank die Einwohnerzahl sogar von 514 auf 98 auf ein Fünftel. Selbst 1651 lebten erst wieder 183 Menschen in dem abgebrannten Dorf. Das Bevölkerungsvakuum nach dem Krieg wurde dann vor allem von Ausländern aufgefüllt, insbesondere protestantische Schweizer kamen hierher, die allerdings nicht sofort Bürgerrecht erhielten und ein Schutz- und Schirmgeld bezahlen mussten, bis sie sich endgültig niederließen. Der Stand einer Leibeigenschaft war durch die Vernichtung von Dokumenten oft so unklar, dass ganze Ortschaften provisorisch zu Leibeigenen erklärt wurden und viele Einwohner Zuffenhausens daraufhin das beim Tode eines Leibeigenen fällige Hauptrecht für ihre verstorbenen Verwandten bezahlen mussten, sie hätten ja Leibeigene sein können.
Neue Kriege bis zum Ende des Jahrhunderts:
25 Jahre nach Ende des Dreißigjährigen Krieges herrschte Frieden, und das Land erholte sich langsam. Während des Reichskrieges gegen Frankreich zwischen 1673 und 1679 drangen jedoch immer wieder französische Truppen in Württemberg ein, und es kam in Cannstatt zu Einquartierungen. 1688 bis 1697 kam es während des Pfälzischen Erbfolgekriegs zu neuen Belastungen. Truppendurchmärsche mussten ertragen werden, die gewöhnlich mit Beschlagnahmungen von Nahrungsmitteln usw. verbunden waren, so dass die Einwohner nach zeitgenössischen Berichten „ganz ruiniert waren und daher betteln müssen“, wie der Pfarrer Schlotterbeck im Taufbuch notierte. Der negative Höhepunkt war das Jahr 1693, als schon die Nachricht vom erneuten Rheinübergang der Franzosen eine allgemeine Panik auslöste, erinnerte man sich doch nur allzu gut an die französischen Plünderungen vergangener Jahre. Viele Menschen flohen nach Osten und kamen so auch nach Zuffenhausen, und als die französischen Truppen näher rückten, flohen auch die Einwohner hier. Die Kirchenbücher geben Nachricht über die Folgen, denn die Bevölkerung Zuffenhausens nahm zwischen 1692 und 1695 stark ab, indes die Zahl der Toten von 11 (1692) auf 84 (1694) stieg. Die häufigsten Todesursachen waren Infektionen und Hunger, zumal die Franzosen 1693 das erntereife Getreide komplett beschlagnahmt oder verbrannt hatten. Die finanziellen Schäden für das Amt Cannstatt, wo die Franzosen drei Monate lang gehaust hatten, betrugen 1693 386.000 Gulden (ca. 16 Millionen Euro), der Schaden für Zuffenhausen war mit 23.770 Gulden (ca. 1 Million Euro) der fünfthöchste (Fellbach und Cannstatt hatten knapp fünfmal so viel). 20 Gebäude waren in Zuffenhausen zerstört worden. Der Krieg dauerte jedoch bis 1697 und brachte immer wieder Einquartierungen etc. mit sich, die Zahl der Bürger sank abermals um über die Hälfte auf 37, 200 Morgen Land lagen brach, 15 Häuser standen leer, ein absoluter Tiefpunkt war in Zuffenhausen erreicht.
Das 18. und 19. Jahrhundert bis zum Königreich 1806:
Militärisch: Im 18. Jahrhundert setzten sich die kriegerischen Ereignisse fort. Zunächst kam es zwischen 1701 und 1713/14 zum Spanischen Erbfolgekrieg, und Württemberg lag in dessen Brennpunkt. Abermals kam es zu Durchzügen und Besetzungen vor allem französischer Truppen, von denen auch die Zuffenhäuser Kirchenbücher zeugen. Zuffenhausen litt massiv unter Plünderungen. Der Polnische Erbfolgekrieg zwischen 1733 und 1735/38 blieb hier hingegen ohne größere Auswirkungen. Erst der Österreichische Erbfolgekrieg führte erneut fremde Truppen nach Württemberg, und es kam zu Kämpfen in der Gegend zwischen Zuffenhausen und Cannstatt.
Im Siebenjährigen Krieg schließlich zwischen 1757 und 1763 bekam Zuffenhausen abermals die Auswirkungen zu spüren, obwohl Württemberg hier nicht direkt beteiligt war, jedoch massive militärische Vorsorge durch eigene Truppen traf. Die Umwälzungen der Französischen Revolution 1789 wurden in Württemberg von Herzog Carl Eugen im Gegensatz zur Bevölkerung mit Abneigung verfolgt. 1792 fielen allerdings ausgehungerte und undisziplinierte konterrevolutionäre französische Truppen unter der Führung des Prinzen Condé in Württemberg ein und drangsalierten die Bewohner schwer, die verarmte und durch eine Kälteperiode überdies in eine Hungersnot geriet. 1793 erklärte das Heilige Römische Reich Frankreich den Krieg. 1796 drangen erneut Franzosen in Württemberg ein und erzwangen einen Waffenstillstand, der nach Friedensverhandlungen schließlich 1801 in den Frieden von Lunéville mündete. Die Versorgungslage war indes immer schlechter geworden, und die Franzosen hatten Zuffenhausen auch geplündert, bevor österreichische Truppen dort einrückten. Die Truppen Napoleons, die 1805 einmarschierten, waren zwar disziplinierter, lebten aber ebenfalls aus dem Land.
Politisch: Der 1677 bis 1693 regierende Herzog Eberhard Ludwig hatte 1704 mit dem Bau des Ludwigsburger Schlosses begonnen, dem 1718 der planmäßige Ausbau der gleichnamigen Stadt Ludwigsburg folgte. Als Ludwigsburg 1718 zur Stadt erhoben wurde, erhielt es ein eigenes Amt, dem nun auch trotz Cannstatter Proteste wegen des Steuerausfalls nebst anderen Orten Zuffenhausen, Stammheim, Kornwestheim und Zazenhausen zugeschlagen wurden. 1739 kam Zuffenhausen aber wieder zum Cannstatter Amt und 1762 abermals zurück nach Ludwigsburg. Auf der am Waldrand gelegenen Schlotwiese entstand damals 1715 bis 1720 auch ein kleines herzogliches Jagdschloss, um dem herzoglichen Jagdbedürfnis zu genügen, eine echte barocke Anlage, die auch von Herzog Carl Eugen genutzt wurde und zudem Adeligen des Hofes als Wohnsitz diente, die auch in den Zuffenhäuser Kirchenbüchern bezeugt sind. 1806 wurde dort sogar eine große Kesseljagd zu Ehren Kaiser Napoleons abgehalten, der sich damals in Ludwigsburg aufhielt. Die Hoffnung, die die Bevölkerung bis dahin in die Revolution gesetzt hatte, schwand allerdings spätestens dann gründlich, als sich zeigte, dass Napoleon das Land lediglich als Aufmarschgebiet betrachtete und Satellitenstaaten gründete, die ihm tributpflichtig waren, wobei er die Fürsten reichlich mit Kronen beschenkte, wobei auch für den Herzog von Württemberg eine Königskrone abfiel.

### Vom Königreich 1806 bis zur Reichsgründung 1871
Im Verlauf der Ablösung der seit dem Mittelalter bestehenden grundherrlichen Struktur der Besitz- und Abgabenverhältnisse durch die Bauernbefreiung, kam es wegen der enormen Zersplitterung der Vermögensverhältnisse in Zuffenhausen, die durch die in Württemberg übliche Realteilung über die Jahrhunderte immer schlimmer geworden war, zu erheblichen Differenzen zwischen Eigentümern, wenn es um die Verteilung des Fruchtzinses ging. Auch stießen diese Reformen bei den Bauern nicht überall auf Gegenliebe, da sie erhebliche, sich oft über Jahrzehnte erstreckende Belastungen bedeuteten, Summen, die in etwa das 10- bis 16-fache des Jahresertrages bedeuteten und zudem mit 4 Prozent verzinst werden mussten.

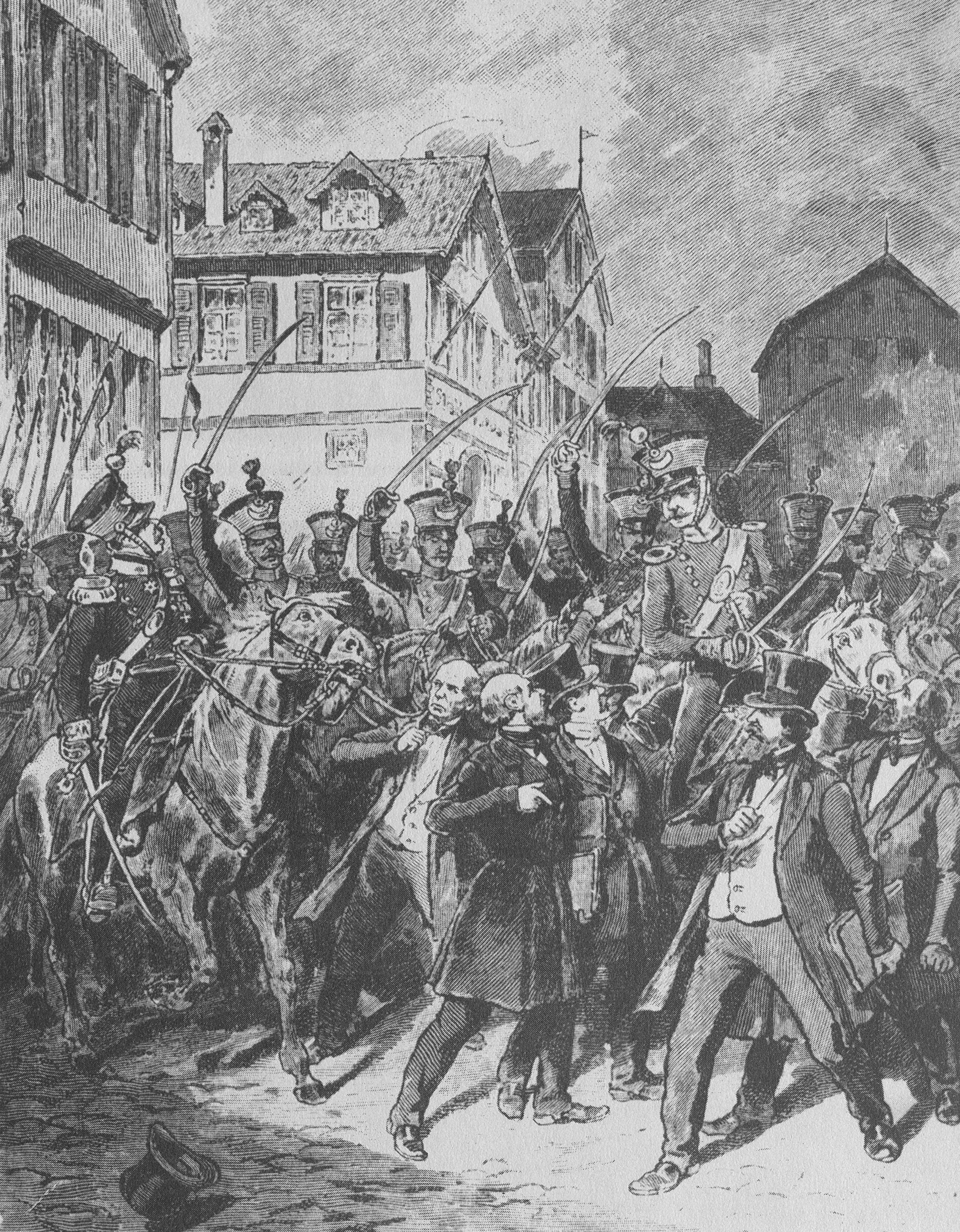
Die Auflösung des Rumpfparlaments am 18. Juni 1849 in Stuttgart durch württembergische Truppen. Die Reste des Frankfurter Paulskirchenparlaments waren hierher geflohen (Buchillustration von 1893).

Im Mai 1847 kam es zu Hungerkrawallen in Stuttgart, Ulm und Tübingen, die gewaltsam unterdrückt wurden. Die Unruhen gingen auch an Zuffenhausen nicht spurlos vorbei, und vor allem die Spannungen zwischen verarmter Bevölkerung und einer kleinen Schicht reicher Bürger, die zunehmend auch den Gemeinderat beherrschten und sich so Vorteile verschafften, entluden sich, wenn auch in Zuffenhausen nicht gewaltsam wie anderswo, so dass es bei einer Art Basisrevolution blieb, die vor allem auf Abstellung solcher Missstände zielte. Allerdings legten auch in Zuffenhausen drei auf Lebenszeit gewählte Gemeinderäte ihr Amt nieder, ob freiwillig oder, wahrscheinlicher, unter dem Druck der Bevölkerung bleibt unklar. Insgesamt stand der Gemeinderat auch in Zuffenhausen schwer in der Kritik. In der damaligen Presse wurde dabei generell für das ganze Land beklagt, die Zusammensetzung der Räte benachteilige die Armen und bevorzuge die Reichen, etwa bei den sog. Gemeindevorteilen wie etwa die Nutzung des Gemeindewaldes und die entsprechende Bürgerabgabe. Das lässt sich auch für Zuffenhausen belegen, wo sich wie anderswo ein regelrechtes Patriziat ausgebildet hatte, denn die häufigsten Namen der Gemeinderäte waren Pfisterer, Siegel und Sigloch, und die Familie Schäfer stellte fast 80 Jahre lang die Schultheißen. In Württemberg bewegte sich die Revolution nach der Einsetzung eines Märzministeriums größtenteils in obrigkeitlich gelenkten Bahnen. In Baden hingegen war es mit dem Heckerzug wesentlich unruhiger.
Die institutionellen, gesellschaftlichen, wirtschaftlichen und infrastrukturellen Veränderungen werden in dieser Phase aber nun so komplex, dass sie im Detail in den Spezialkapiteln weiter unten unter dargestellt werden müssen.

### Überblick: Von der Reichsgründung bis zum Ende der NS-Diktatur
Für Zuffenhausen war dies eine besonders ereignisreiche Zeit, die nicht nur die Erhebung zur Stadt und die Aufgabe dieses Status durch Eingemeindung binnen 24 Jahren umfasste, sondern auch durch sich in rascher Folge vollziehende Entwicklungen und Veränderungen gekennzeichnet war, die aus dem Dorf endgültig einen einwohnerstarken Industriestandort und einen Verkehrsknotenpunkt machten mit allen strukturellen und sozialen Nachteilen, die solche ein allzu schnelle, für jene Zeit aber generell typische Entwicklung nun einmal sich bringt.
Zahlreiche Grundlinien dieser Entwicklung waren jedoch bereits vor diesem Zeitraum gezogen worden. Das gilt vor allem für den 1846 erfolgten Anschluss an das Eisenbahnnetz, der nicht nur den wirtschaftlichen Erfolg Zuffenhausens maßgeblich förderte, sondern auch vor allem in den Jahren 1900, 1918 und 1933 dazu führte, dass wegen der ständig verbesserten logistischen Infrastruktur mehrere Gewerbegebiete entlang der Bahnlinie entstanden, so dass Eisenbahn, Industrie und Strukturveränderung einschließlich der rapide steigenden Einwohnerzahl ortsgeschichtlich in dem darzustellenden Zeitraum einen sich wechselseitig beeinflussenden sozioökonomischen und historisch-dynamischen Komplex ergeben, der auch die bisher vorwiegend von bäuerlichen Traditionen geprägte politische und soziale Struktur des Ortes vor allem durch den massiven Zuzug zahlreicher Arbeiter für die Fabriken völlig umformte und auch zum Entstehen eines breiten mittelständischen Gewerbes mit modernen Produktions- und Vertriebsmethoden führte – aber auch zur Etablierung linker Arbeitertraditionen, die zunehmend politisch zum Ausdruck kamen, wobei etwa die in Stuttgart lebende Clara Zetkin und andere Größen der Linksparteien nach Zuffenhausen kamen, zuletzt Otto Wels 1931.

### Deutsches Kaiserreich 1871–1918

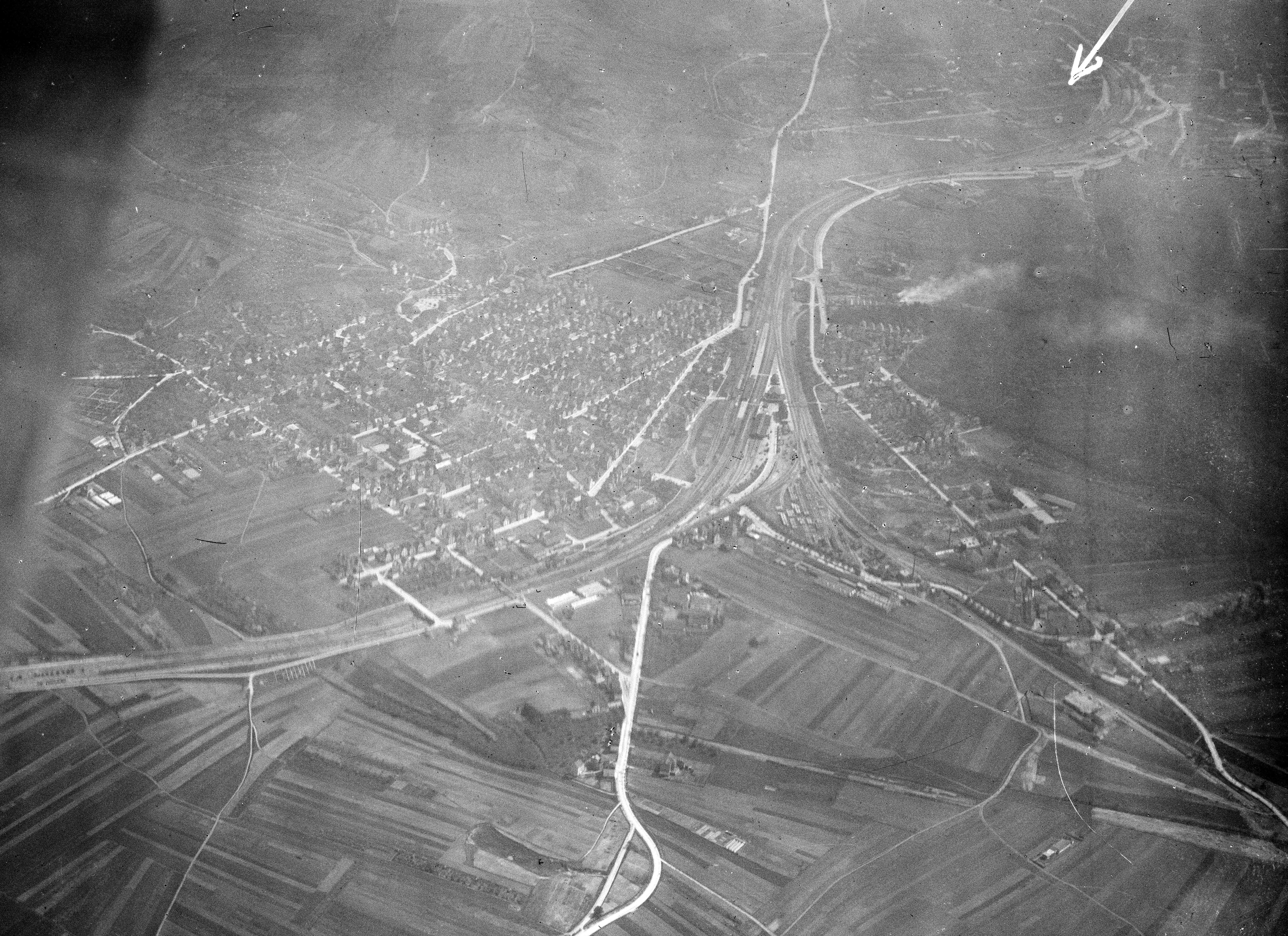
Luftbild von Zuffenhausen, Mai 1918

Diese Zeit hatte für Zuffenhausen ihren Höhepunkt mit der Erhebung zur Stadt 1907 durch König Wilhelm II. und sie endete 1918 mit der Niederlage im Ersten Weltkrieg 1918, dem Sturz des Kaiserreiches und der Ausrufung der Republik durch Scheidemann, in Württemberg mit der Abdankung des sehr beliebten Königs Wilhelm II., der den Zuffenhäusern dadurch in guter Erinnerung geblieben war, dass er und seine Gattin Königin Charlotte die Einweihung der Pauluskirche mit ihrer Anwesenheit beehrt hatten und auch dem Wunsch der Zuffenhäuser, ihr Dorf zur Stadt zu erheben mit der Bemerkung nachgegeben haben soll: „Tut dene halt den G'falle“.
Der Abgang Bismarcks 1890 gilt gleichzeitig als Beginn des Zeitalters des deutschen Imperialismus mit der zentralen Figur von Kaiser Wilhelm II., eine Entwicklung, die durch den Zusammenbruch der europäischen Bündnissysteme letztlich in die Katastrophe des Ersten Weltkrieges führte. All dies ging einher mit einer massiven Bautätigkeit und Technikgläubigkeit, die auch Zuffenhausen vom Dorf zur sich in Richtung Bahnhof rapide ausdehnenden Stadt machte und mit modernen Einrichtungen wie Gas, fließend Wasser und Abwasserreinigung, Strom, modernen Schulen, einer Apotheke, einem Wochenmarkt und einem ausgeprägten Vereinswesen versahen. So entstand etwa auch in Zuffenhausen eine Jugendgruppe der „Freien Jugendorganisation Stuttgart“, die hier 1906 ihren ersten Kongress abhielt.
Der Kriegsausbruch im Sommer 1914 warf die junge Stadt allerdings sofort und ohne die Möglichkeit, Versäumtes nachholen zu können, vor allem in ihrer wirtschaftlichen Entwicklung zurück. Zuffenhausen war bis 1919 zudem Garnisonsstadt. Massiver Mangel an Raum für militärische Zwecke, später auch an Nahrungsmitteln, Rohstoffen und Strom breitete sich aus. Die Industrie stellte sich auf Kriegs- und Rüstungsproduktion um, Feldlazarette wurden eingerichtet. Zusätzliche Truppen wurden in Schulen und Gasthöfen einquartiert. 1916 gab es erstmals Fliegeralarm, und über der Stammheimer Straße stürzte ein deutsches Flugzeug ab. Französische Kriegsgefangene wurden während des Krieges als Arbeiter eingesetzt. 1918 nach Kriegsende bildete sich vorübergehend und bis zur Auflösung der Garnison im März 1919 auch in Zuffenhausen ein Arbeiter- und Soldatenrat.

### Weimarer Republik 1918–1933

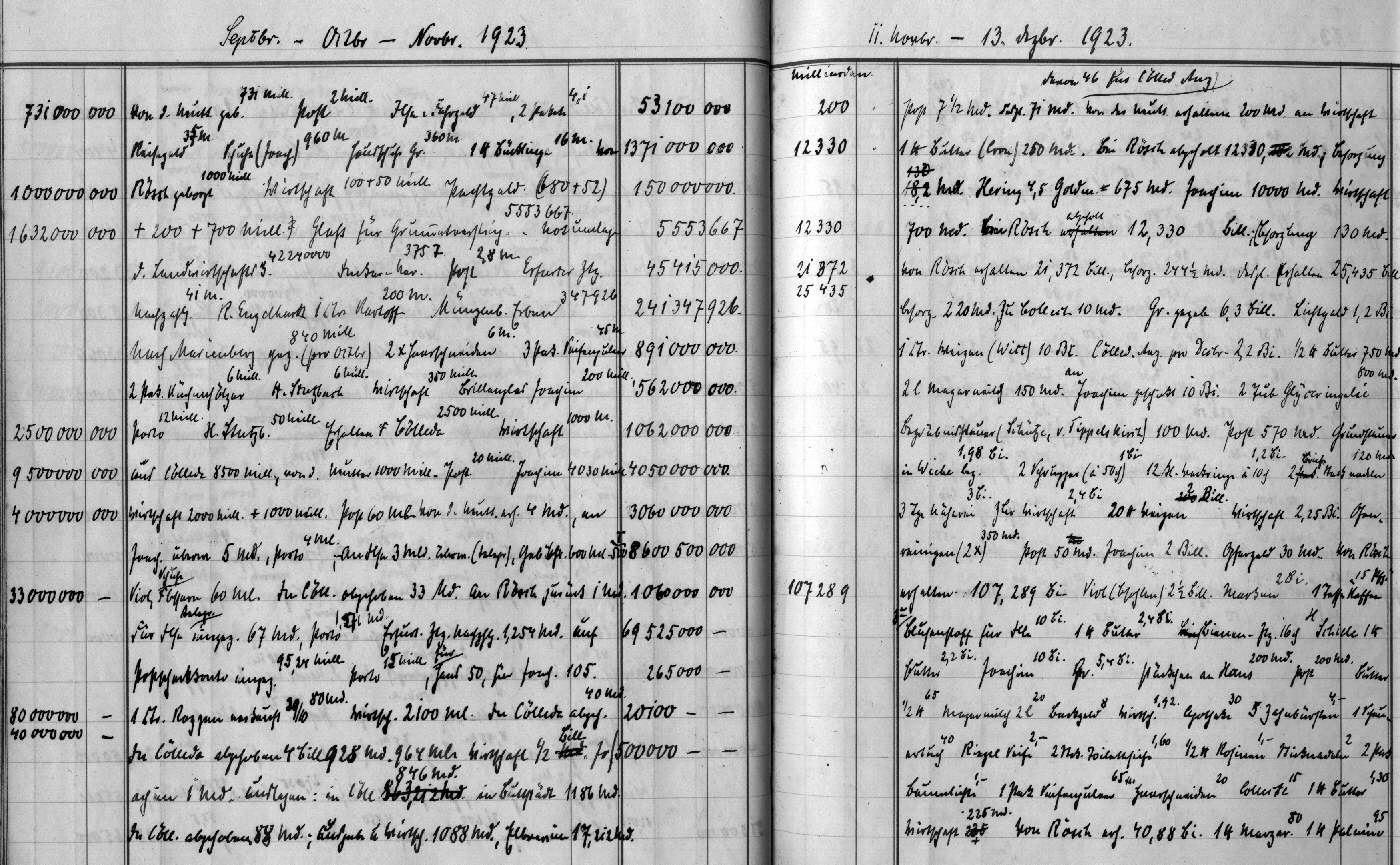
Haushaltsbuch eines Pfarrers, September bis Dezember 1923 während der letzten Phase der Hyperinflation

In die Zeit der Weimarer Republik fällt die Eingemeindung Zuffenhausens nach Stuttgart im Jahr 1931.
In Zuffenhausen hatte sich kurz nach Kriegsende ein Arbeiter- und Soldatenrat gebildet, der als „Kontrollorgan“ fungieren sollte. Da die Garnison jedoch 1919 aufgelöst wurde, war er nur von kurzer Dauer. In den 1920er-Jahren hatten sich allerdings auch massive finanzielle Probleme der Stadt abgezeichnet, denn das Steueraufkommen reichte nach der Inflationszeit bei weitem nicht, die städtischen Aufgaben alle zu bewältigen. Es gab die Alternativen, mit dem benachbarten Feuerbach zu einer Stuttgarter Trabantenstadt zu fusionieren oder aber die Eingemeindung nach Stuttgart anzustreben. Zunächst scheint ab 1921 die erste Variante bevorzugt worden zu sein. Nach dem Scheitern dieses Planes und dem Verkauf des Burgholzhofgeländes an Stuttgart als Exerzierplatz 1927 gewann jedoch die zweite Lösung an Bedeutung. Die Eingemeindungsverhandlungen begannen 1929 und wurden mit dem positiven Votum des Stuttgarter Gemeinderates (33 gegen 21 Stimmen) und einer ebensolchen Volksabstimmung im selben Jahr abgeschlossen (95,4 Prozent für die Eingemeindung). 1930 beschloss der Landtag darauf das Eingemeindungsgesetz, und die Eingemeindung wurde am 31. März 1931 vollzogen. Trotz aller anderen Gründe, die dabei als Ursache genannt wurden (industrielle Vorteile, „Heimatgefühl“, Verwaltungsvereinfachung), waren jedoch letztlich nur finanzielle Erwägungen ausschlaggebend gewesen
In der kurz nach der Eingemeindung durchgeführten Stuttgarter Gemeinderatswahl zeigte sich dann bald die nach der Wirtschaftskrise erstarkte NSDAP sehr erfolgreich, auch wenn zuvor noch Karl Lautenschlager die Oberbürgermeisterwahl gegen den NSDAP-Kandidaten und späteren NS-Oberbürgermeister Karl Strölin mit 69,5 gegen 15,5 Prozent gewonnen hatte (Zuffenhausen 81,2 gegen 7,8 Prozent). Das örtliche Geschehen 1931 und 1932 wurde in Zuffenhausen nun allerdings stark von den übergeordneten politischen Ereignissen überlagert und kommt daher in der lokalen Presse kaum vor, doch scheinen die Zuffenhäuser die Eingemeindung weiter positiv beurteilt zu haben. Allerdings schien sich die negativen Effekte der politischen Großwetterlage auch auf die an sich positive Stimmung in Zuffenhausen ausgewirkt zu haben.
Die politischen Auseinandersetzungen der letzten Jahre der Weimarer Republik waren insbesondere in Zuffenhausen durch den Mord an dem kommunistischen Arbeiter Hermann Weishaupt während einer NSDAP-Veranstaltung 1930 bestimmt. Die sehr niedrige Strafe von zwei Jahren für den Mörder (er wurde nach 1933 sogar freigesprochen) lösten große Unruhe aus, die insbesondere 1932 auch durch die SA und ihre Trupps geprägt waren. Bei der Reichspräsidentenwahl 1932 erhielten im zweiten Wahlgang Hindenburg in Zuffenhausen 69 Prozent, Hitler 20 Prozent, Ernst Thälmann 10,9 Prozent. Der Unterschied zum Reichsergebnis war bei Hitler eklatant (36,8 Prozent). Dass Zuffenhausen ein recht linker Bezirk war, zeigten dann auch die Landtagswahlen kurz danach, die in Zuffenhausen für die SPD 33,4 Prozent, für die KPD 15,4 Prozent und die NSDAP 23,4 Prozent ergaben. Dennoch erwies sich, dass die NSDAP und die mit ihr sympathisierenden bürgerlichen und rechten Parteien auf Dauer die Oberhand behalten würden. Die SPD verlor in der Folge an Zustimmung, während die NSDAP in Zuffenhausen bei der Reichstagswahl am 31. Juli 1932 mehrere Wahlbezirke gewann, auch wenn die SPD hier immer noch deutlich vor ihr lag. Alleiniger Nutznießer dieses Trends war aber die NSDAP, obwohl sie bei der Reichstagswahl im November 1932 wieder an Rückhalt verlor, so dass manche irrtümlich meinten, sie sei endgültig wieder im Niedergang – eine folgenschwere Fehleinschätzung, wie sich bald zeigen sollte.

### Drittes Reich 1933–1945
Die zwölf Jahre des Dritten Reiches bis zur Niederlage im Zweiten Weltkrieg 1945, die in Zuffenhausen mit seinen zahlreichen auch kriegswichtigen Industrien und Zwangsarbeiterlagern zu schweren Zerstörungen führte, brachte neben den politischen vor allem wirtschaftliche, institutionelle, gesellschaftliche, soziale und strukturelle Änderungen mit sich. Doch auch rein historisch war diese Periode naturgemäß in Zuffenhausen eine bewegte und ereignisreiche Zeit.

#### Vorkriegszeit 1933–1939

##### Generelle Situation
Deutschland war nun für die nächsten zwölf Jahre Diktatur, und das wirkte sich sofort auch auf Stuttgart und Zuffenhausen aus, wo fortan nicht nur Hakenkreuzfahnen und SA das Bild bestimmten, sondern auch die Ämter zügig mit NS-Mitgliedern besetzt und die politischen Gegner reihenweise verhaftet und in das neu gegründete und zunächst nur für Kommunisten geplante KZ Heuberg verschleppt wurden. Die Staatsgewalt lag nun beim Gauleiter Wilhelm Murr, der sich am 15. März im Landtag zum württembergischen Staatspräsidenten wählen ließ und später Reichsstatthalter wurde. Staatskommissar für die Verwaltung von Stuttgart und später, nach „Verabschiedung“ von Karl Lautenschlager, Oberbürgermeister wurde Karl Strölin, Polizeichef der SA-Gruppenführer von Jagow. Die eigenständige Kommunalverwaltung wurde zerschlagen, der alte Gemeinderat aufgelöst und der neue gleichgeschaltet.
In Zuffenhausen, das nun mit einem NSDAP-Mitglied im Gemeinderat vertreten war, wurden die KPD- und SPD-Mitglieder reihenweise in Schutzhaft genommen, unter ihnen der Stadtpfarrer Gotthilf Schenkel, von dem sich der Kirchengemeinderat in vorauseilendem Gehorsam sofort distanzierte, und der Redakteur Emil Schuler, nach dem Krieg erster Bezirksvorsteher in Zuffenhausen. Die Kommunikationsstrukturen der Arbeiterbewegung wurden zerschlagen, und die SA besetzte das Waldheim, das später wie die Parteivermögen beschlagnahmt und der Deutschen Arbeitsfront übereignet wurde. Bereits am 2. Mai waren die Gewerkschaftshäuser von SA und SS gestürmt, die Funktionäre dort gefoltert und teilweise zu Tode geprügelt, die Überlebenden ins KZ Heuberg verschleppt worden. Auch die ersten politischen Strafprozesse gegen Zuffenhäuser Bürger begannen bald. Gleichgeschaltet wurden darauf auch die Presse, die Vereine, die lokale Baugenossenschaft, die Handels- und Gewerbebank sowie die berufsständischen Vereinigungen von Gewerbe und Handwerk, also Kammern und Innungen. Das öffentliche Leben erhielt nun ein neues, NSDAP-konformes Gesicht mit Hakenkreuzfahnen, Märschen, dem Horst-Wessel-Lied usw. Bisherige Feste wie das Deutsche Turnfest oder der 1. Mai wurden übernommen und nach NS-Art umgestaltet. Die erst 1930 eröffnete Hohensteinschule wurde in Horst-Wessel-Schule umbenannt, ebenso mehrere Straßen mit nicht mehr genehmen Namen wie Ebert, Rathenau und Heine, die NS-konformen Bezeichnungen weichen mussten.

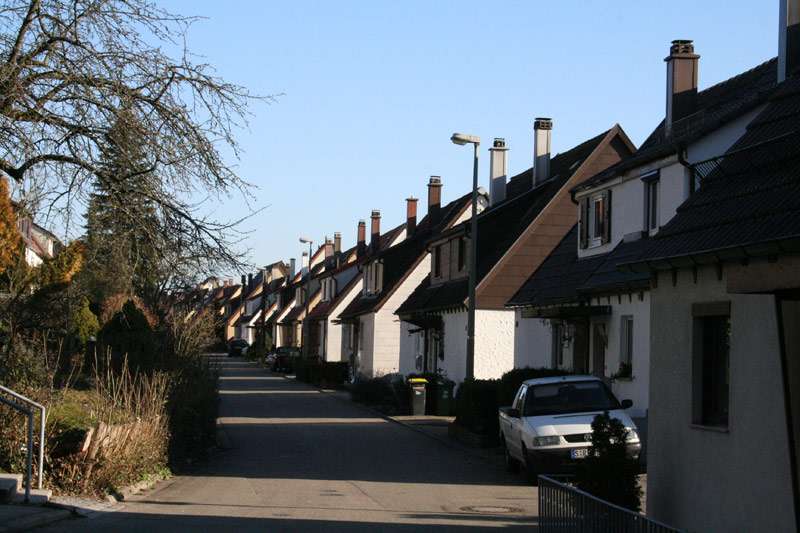
Die 1933 bis 1937 ursprünglich für Arbeitslose gebaute Neuwirtshaussiedlung

Die von den Nationalsozialisten gerne als eigene Erfindung in Anspruch genommenen infrastrukturellen Verbesserungen in Zuffenhausen gingen allerdings meist auf die Zeit vor 1933 zurück und wurden lediglich wie schon die Reichsautobahnen und die Beseitigung der Massenarbeitslosigkeit von diesen propagandistisch usurpiert. Vor allem folgende Projekte sind hier zu nennen:
1. Die Neuwirtshaussiedlung: die Nationalsozialisten behaupteten, sie sei von ihnen für die Arbeiter gebaut worden, doch war sie schon ab 1931 geplant gewesen. Sie hatte ihren Namen von einem bereits um das Jahr 1600 erbauten Gasthaus, zu Beginn ein wohl bestallter Hof, dann als Hofkammergut eine Staatsdomäne des Königreiches Württemberg, anschließend lange Zeit Stützpunkt für Kutschen aller Art. 1737 ging das 1990 abgerissene und historisierend wieder errichtete Objekt in die Hand des Staates über, zumal hier wenige Jahre später die Solitudeallee vorbeiführte, die den Sitz des Herzogs in Ludwigsburg mit seinem Lustschloss Solitude in gerader Linie verband und hier überdies die alte römische Heerstraße, nun die heutige Schwieberdinger Straße, kreuzte.
2. Die Kanalisierung des Feuerbachs war schon lange geplant, war 1932 begonnen worden und wurde nun nach der handstreichartigen Eingemeindung von Feuerbach 1933 durch den Reichsarbeitsdienst vollendet. Diese Umwandlung in einen Abwasserkanal ist inzwischen wieder wegen der negativen Umweltfolgen im Rahmen von Renaturierungsmaßnahmen rückgängig gemacht worden.
3. Die Verbesserung der Straßenbahnanbindung war ebenfalls schon vorher geplant gewesen, ebenso wie Elektrifizierung und Ausbau des Vorortverkehrs durch die Reichsbahn.
4. Die erste Rotwegsiedlung wurde hingegen erst zwischen 1937 und 1941 errichtet. Da sie fast ausschließlich SS-Männern und „Alten Kämpfern“ sowie anderen „verdienten“ NSDAP-Mitgliedern vorbehalten war, denen man zudem bei der Finanzierung großzügig half, erhielt sie in der Bevölkerung bald den Spitznamen „SS-Siedlung“, der sich bis lange nach dem Krieg gehalten hat, zumal damals diese alten Nationalsozialisten, die die Siedlung zunächst zugunsten von Zwangsarbeitern, den Displaced Persons, hatten räumen müssen, auf dem Klageweg wieder einziehen konnten.
5. Die NSDAP beanspruchte als Staatspartei zudem den ersten Zugriff auf soziale Einrichtungen, insbesondere durch die Nationalsozialistische Volkswohlfahrt NSV, die zunehmend von den bisherigen kommunalen und kirchlichen Trägern Aufgaben übernahm oder abzog, vor allem die Kontrolle der Kindergärten, von denen sie etwa im Rotweg und in Neuwirtshaus eine Reihe zusätzlich einrichtete, so dass bereits hier und noch vor Jungvolk und Hitlerjugend eine Indoktrination erfolgen konnte.

Die NSDAP in Zuffenhausen war schon 1925 seit der Neugründung der Partei als Ortsgruppe präsent gewesen, doch scheint die Lage innerhalb der Ortsgruppe zunächst vor allem auch nach personellen Querelen instabil gewesen zu sein. Nach dem Machtwechsel, als die Märzgefallenen in die Partei drängten, hatte die Ortsgruppe Ende April 500 Mitglieder. Diese starke Mitgliederzunahme führte wiederum mit den alten Parteimitgliedern zu Spannungen. Auch nach dem Röhmputsch und dem Tod des Reichspräsidenten Hindenburg 1934 hielt diese schlechte Stimmung an. Nach dem Anwachsen der Mitgliederzahl auf 1000 musste 1935 eine zweite Ortsgruppe gebildet werden. 1937 allerdings führte die Reichsleitung der NSDAP eine neue Struktur ein, nach der die Ortsgruppe nun automatisch alle Einwohner umfasste und nicht mehr nur die Parteigenossen. Es entstand das Blockwartsystem, in dem die eigentlichen Parteigenossen nun Teil des Überwachungsapparates wurden.

##### Politische Verfolgung und Widerstand in Zuffenhausen
Widerstand gab es in Zuffenhausen nur in geringem Umfang analog zur Situation im ganzen Reich. Mit ein Grund war, dass der Nationalsozialismus von den Kirchen wegen seiner antibolschewistischen Ausrichtung am Anfang und vor allem von den Katholiken nach dem Reichskonkordat positiv gesehen wurde, während ihn die Arbeiter zunächst ganz einfach als neue, jetzt eben nationalsozial orientierte Arbeiterpartei missverstanden, die ihre Interessen vertrat, wie die Bezeichnung „Nationalsozialistische Deutsche Arbeiterpartei“ ja auch suggerierter und die Arbeiter, vor allem aber die Angestellten so nach und nach zu NSDAP-Wählern machte, wobei sich der Aufstieg der NSDAP allerdings vor allem auf Kosten der nichtkatholischen bürgerlichen Parteien vollzog, indes die Arbeiter bis 1930 in der Mitgliederstruktur noch unterrepräsentiert waren (Arbeiter 28,1 Prozent Parteimitglieder zu 45,9 Prozent Anteil in der Gesellschaft; Angestellte 25,6 Prozent zu 12 Prozent in der Gesellschaft). Auch dass es nun einen „starken Mann“ gab, der endlich die Ruhe im Lande wiederherstellen werde, wurde allgemein begrüßt. Die antisemitischen Tendenzen entsprachen im Übrigen durchaus den Traditionen des späten 19. Jahrhunderts und waren in der Bevölkerung allgemein akzeptiert, wie entsprechende mörderische Vorgänge (z. B. Rosa Luxemburg, Kurt Eisner und Walther Rathenau) während der Weimarer Zeit ja auch illustrieren.
Im Gegensatz zu anderen Stadtteilen Stuttgarts ist mit aus solchen Gründen in Zuffenhausen auch kein organisierter Widerstand in größerem Umfang bekannt geworden, als dies noch möglich war. Allenfalls finden sich Phänomene einer stillen Opposition und Renitenz mit der Herstellung einer Art Gegenöffentlichkeit etwa durch Untergrundzeitungen und Flugblätter, in denen etwa über die Zustände im KZ Heuberg berichtet wurde. Das gilt auch für SPD und KPD, die ohnehin durch Verhaftungswellen und Emigration stark geschwächt waren und entweder im Untergrund oder spätestens nach Kriegsausbruch vom Ausland aus operieren mussten, wie das Beispiel von Fritz Eberhard zeigt, der bis 1937 sogar bis zu deren Verbot 1937 unter diesem Pseudonym (eigentlich hieß er Hellmut von Rauschenplat) verdeckt kritische Artikel für die von Erich Schairer herausgegebenen Stuttgarter Sonntagszeitung verfasste. Zu nennen ist hier auch die Widerstandsgruppe um Erwin Schoettle mit Verbindung zur Exil-SPD, die aber 1936 ebenfalls aufflog. Auch der illegale Widerstandsapparat der KPD wurde bis 1936 aufgerieben. Überdies wurden die meisten Widerständler und ihre Gruppen relativ früh enttarnt, häufig durch Denunziation. Verurteilungen erfolgten meist nach dem sog. Heimtückegesetz, also wegen Kritik an der NS-Politik oder am Krieg. Nach Abbüßen der zunächst meist eher kurzen Gefängnisstrafe wurden die Delinquenten allerdings oft der Gestapo überstellt und verschwanden bis Kriegsende in einem KZ, was oft nicht überlebt wurde, ein Schicksal, das auch einigen Zuffenhäuser Bürgern beschieden war. Insgesamt war eine derartige Zivilcourage jedoch selten. Vereinzelt bestanden in kleinen Betrieben und privat weiterhin alte Kommunikationsstrukturen innerhalb bestimmter Schutzräume. Die Mutter des Hitler-Attentäters Georg Elser lebte in Zuffenhausen, wo sie ihr Sohn häufig besucht hat. Nach dem Attentat lag Zuffenhausen daher im Fokus der Gestapo. Einige linke Politiker und Gewerkschafter wurden relativ früh 1933 in die sog. Schutzhaft genommen und kamen teils für mehrere Jahre in Gefängnisse und KZs, so etwa Albert Glöck und Hugo Walz. Andere wie Richard und Adolf Rau, Helmut Walz oder Emil Schuler standen nun unter ständiger Beobachtung der Gestapo und wurden mehrfach abgeholt und verhört, ein probates Mittel, um der Bevölkerung zu zeigen, was mit denen geschah, die den Nationalsozialisten feindlich oder auch nur kritisch gegenüberstanden.
Viele von Terror und Verfolgung bedrohte Bürger wussten während der NS-Zeit nicht, wo sie Unterschlupf finden konnten, um ihren Häschern zu entkommen. Eine offene Tür fanden einige von ihnen in der Unterländer Straße 65. Wo sich heute das Gebäude der BW-Bank befindet, stand früher das ehemalige evangelische Pfarrhaus. Unter anderem ist dort von den Pfarrfamilien Gümbel, Kirschmann und Werner auch der Jude Hermann Pineas versteckt worden.

##### Euthanasie und Judenverfolgung

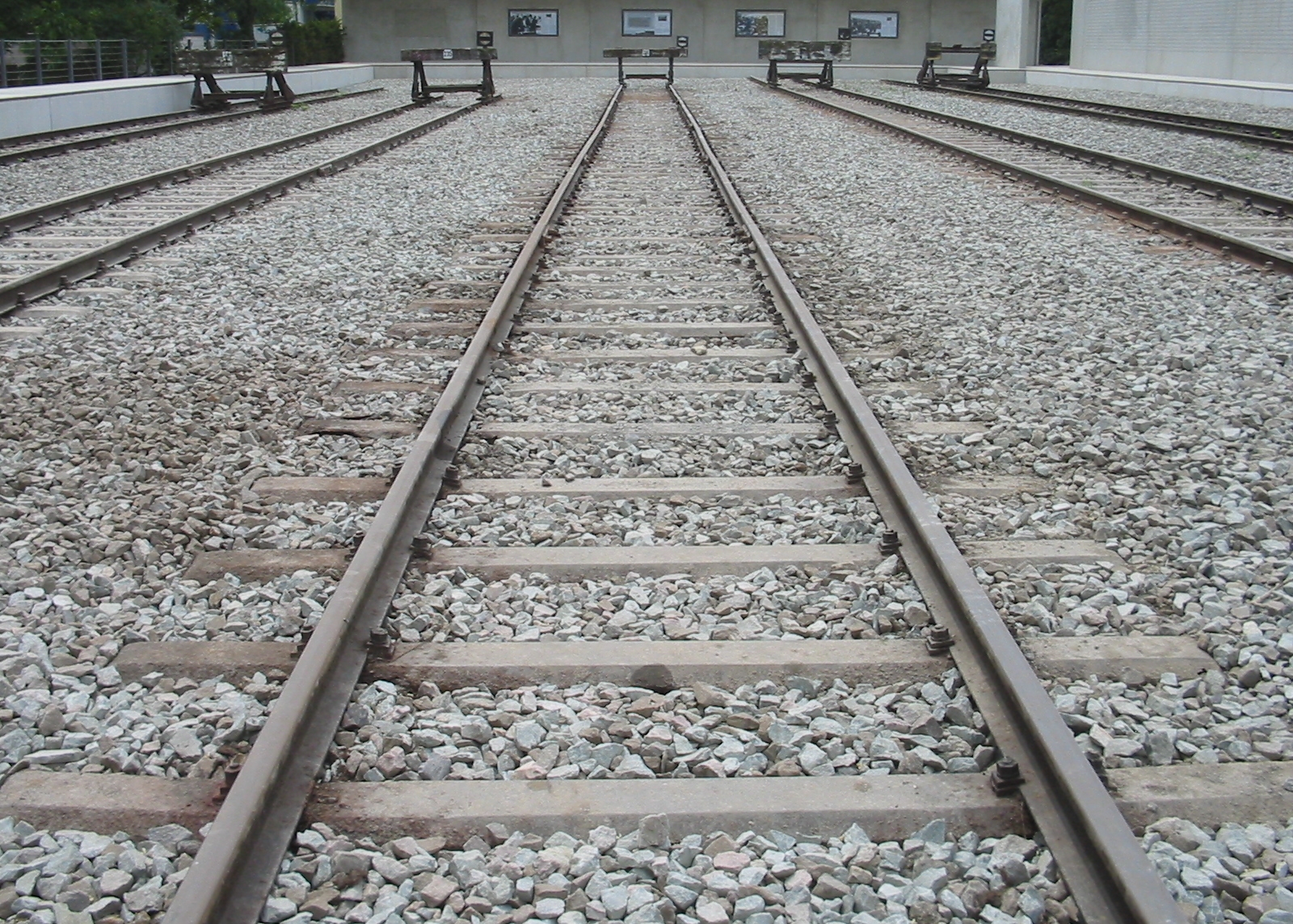
Gedenkstätte „Zeichen der Erinnerung“ der Judendeportationen vom Stuttgarter Nordbahnhof

Euthanasie: Wie im gesamten Reich wurden 1940 und 1941 im Rahmen der „Aktion T4“ auch Menschen aus Zuffenhausen ermordet, vor allem in Grafeneck bei Gomadingen. Genaue Zahlen über die betroffenen Zuffenhäuser liegen nicht vor, nur die Daten der Stolpersteininitiative (siehe unten).
Shoah: Im Verlauf der 12 Deportationen von Juden aus Württemberg kamen auch Zuffenhäuser Juden um.
Das Schicksal vieler dieser Menschen ist bis heute unklar. Einiges konnte im Rahmen der sog. Stolperstein-Initiative geklärt werden. Mitunter sind die Sterbeorte nicht bekannt, so dass diese Angaben im Folgenden fehlen.
| NS-Opfer aus Zuffenhausen (Unvollständige Liste, da viele Unterlagen zerstört sind oder von den Nationalsozialisten bei Kriegsende vernichtet wurden. Opfer, die bereits einen Stolperstein erhalten haben, sind mit einem S gekennzeichnet) Euthanasie (Aktion T4): S: Willy Bosch, Berta Göpfert, Lydia Hägele, Rosine Nieden, Ernst Rau, Hedwig Voith, Anna Wahl. Noch ohne Stolperstein: Friedrich Burkhardsmayer, Herbert Fröhlich, Gottlob Klotz, Eugen Lang, Willy Retlich. Die meisten von ihnen wurden in Grafeneck ermordet. Kindereuthanasie: Rudi Kleemann, Ingrid Reith, Ursula Siegel, Karin Weiniger, Gerda Wild. Keines dieser oft ebenfalls in Grafeneck, aber auch in Kinderkliniken ermordeten Opfer hat bisher einen Stolperstein. Massenmord an den Juden (Shoah): S: Julius Beickert (Polizeigefängnis Welzheim), Max Böhm KZ Treblinka, Berta Fransziska Sander, Siegfried Sander (beide KZ Ravensbrück, KZ Dachau), Pauline Schneider (Ghetto Izbica oder KZ Belzec/KZ Sobibor). Ermordung der Sinti und Roma: S: Johann Kling, Marta Kling, Johanna Kling (alle im Zigeunerlager Auschwitz), Albert Reinhard (KZ Natzweiler), August Reinhard (KZ Auschwitz-Birkenau). Noch ohne Stolperstein: Maria Munk (Zigeunerlager Auschwitz). Widerstand und politische Häftlinge: S: Karl Holzlehner (Spätfolgen der Haft 1948), Karl Rumberger (KZ Flossenbürg), Eugen Spilger (verscharrt bei Nürtingen), Eugen Wiedmaier (Gefängniskrankenhaus Ludwigsburg), Erwin Winkler (unbekanntes Krankenhaus). Noch ohne Stolperstein: Hugo Bartsch, Julius Noppel, Helmut Stahl, Paul Stiefel. Sie wurden als politische Gegner ermordet. Zwangsarbeiter (NS-Zwangsarbeit): Alle noch ohne Stolperstein: Stefan Gorski, Peter Czornopyski, Franz Kiryzug, Johann Hadam, Iwan Makarsky, Adolf Seruga. (Stolpersteine sind geplant sowie die Aufnahme auf der Gedenktafel für die Opfer des Faschismus auf dem Zuffenhäuser Friedhof.) Zwangsarbeiterkinder, die kurz nach der Geburt im Zwangsarbeiterlager hinter dem Zuffenhäuser Friedhof starben: Kleiner Gedenkstein am Friedhof für: Kateriane Alesso, Roman Lenosky, Halina Maidowski, Eduard Passteskin, Nikolai Schukow, Karolina Skudniewska, Boriso Wassili, Natweede Zubow. |

Das Kelterviertel um die alten Zuffenhäuser Kelter wurde in den 1930er-Jahren vom NS-Regime errichtet. Hier wurden den Nationalsozialisten unliebsame Menschen konzentriert, z. B. Kommunisten, Gegner des NS-Regimes, Sinti, Juden in sogenannten Judenhäusern. Der Luftschutzbunker in der Hohenloher Straße durfte von ihnen nicht benutzt werden. Sie mussten bei Luftangriffen in ihren Häusern bleiben oder sich verbotenerweise in der Dohle des Feuerbachs verstecken.
Einer der berüchtigtsten KZ-Schergen im KZ Auschwitz, Wilhelm Boger, stammte aus Zuffenhausen.

#### Zweiter Weltkrieg 1939–1945, Zwangsarbeit
Als industrielles Zentrum war Zuffenhausen Standort kriegswichtiger Fabriken und damit vorrangiges Ziel der alliierten Bomberflotten. Gleichzeitig hat es hier auch mehrere industrielle Zwangsarbeiterlager gegeben, vor allem ab 1944 mehrere sog. Ostarbeiterlager.

##### Rüstungsindustrie und Zwangsarbeit
Kriegswichtige Fabriken, die sich teils schon lange vor Kriegsausbruch hier angesiedelt hatten und Zuffenhausen und den direkt benachbarten Orten wie Feuerbach und Kornwestheim eine positive wirtschaftliche Entwicklung bescherten, waren vor allem Werke der Automobil- und Rüstungsindustrie. Die wichtigsten und größten in Zuffenhausen waren:
- Zur Fertigung von Flugmotoren gründete 1931 Hellmuth Hirth die Hirth Motoren GmbH, die in Zuffenhausen eine großzügige Werkanlage errichtete. Nach Hirths Tod 1938 wurde das Unternehmen von den Ernst Heinkel Flugzeugwerken übernommen. Ernst Heinkel setzte als einer von „Hitlers Waffenschmieden“ später massiv auf den Einsatz von Zwangsarbeitern und war auch in andere NS-Verbrechen verwickelt. Er nutzte die Ermordung von Juden zum eigenen Vorteil, indem er ihr Eigentum billig erwarb, sich dann nach dem Krieg aber mit Erfolg als NS-Gegner produzierte.[62] Hans Pabst von Ohain entwickelte bei Hirth ab 1936 die HeS-3b-Strahlturbine, mit der Testpilot Erich Warsitz am 27. August 1939 in Rostock-Marienehe mit einer Heinkel He 178 den weltweit ersten düsenbetriebenen Flug durchführte.
- Das Unternehmen Kolb siedelte sich 1937 in Zuffenhausen an, um ebenfalls Flugmotoren zu fertigen.
- An der Schwieberdinger Straße baute ab 1937 die Dr.-Ing. h. c. F. Porsche KG ein neues Werk. Das von Ferdinand Porsche im April 1931 in der Stuttgarter Kronenstraße 24 gegründete Unternehmen bot „Konstruktion und Beratung für Motoren- und Fahrzeugbau“ an. Porsche forderte persönlich am 7. März 1944 beim Reichsführer SS Heinrich Himmler sowjetische Kriegsgefangene zum Einsatz in Zwangsarbeit an. Als VW-Hauptgeschäftsführer bestellte er 1942 bei Hitler selbst KZ-Häftlinge zum Bau einer neuen Leichtmetallgießerei im Volkswagenwerk bei Fallersleben, heute Teil von Wolfsburg. Als Lager für die Zwangsarbeiter ließ er das „KZ Arbeitsdorf“ anlegen – kein Dorf, sondern der Bunker der Gießerei – das aus vier Einzellagern einschließlich eines Sterbelagers für Kinder bestand (das Kinderlager Rühen) und anderen KZ in nichts nachstand, was die schrecklichen Lebensbedingungen dort anging. Dass er davon gewusst hat, ist erwiesen. Porsche hatte das KZ Auschwitz sogar persönlich zur „Fleischbeschau“ aufgesucht. Die Hälfte der zuerst angeforderten Arbeitssklaven überlebte die halbjährige Erprobungsphase nicht, der Rest wurde nach Auschwitz zurückgeschickt und dort umgebracht; die Arbeitsverhältnisse sind mit denen anderer industrieller Sklavenlager vergleichbar gewesen. Dennoch hat man das Gymnasium Stuttgart-Zuffenhausen zu seinem 25-jährigen Bestehen 1983 in Ferdinand-Porsche-Gymnasium Stuttgart-Zuffenhausen umbenannt. Über die Verantwortung von Ferdinand Porsche äußerte sich der Historiker Hans Mommsen später sehr deutlich und negativ (z. B. in einer Fernsehsendung des ZDF am 15. Dezember 2004).[63]

Zuffenhausen war so zu einem bedeutenden Zentrum der Rüstungsindustrie geworden. Nach Kriegsbeginn, vor allem nach dem Beginn des Unternehmens Barbarossa, dem Angriff auf die Sowjetunion 1941, entstand bald ein gravierender Arbeitskräftemangel, den man durch die Errichtung weiterer und größerer Zwangsarbeiterlager zu lösen versuchte. Der Raum für solche Lager auf dem jeweiligen Betriebsgelände reichte bald nicht mehr, und sie mussten anderweitig angelegt werden, teils mitten in Zuffenhausen. Folgende Lager bestanden hier:

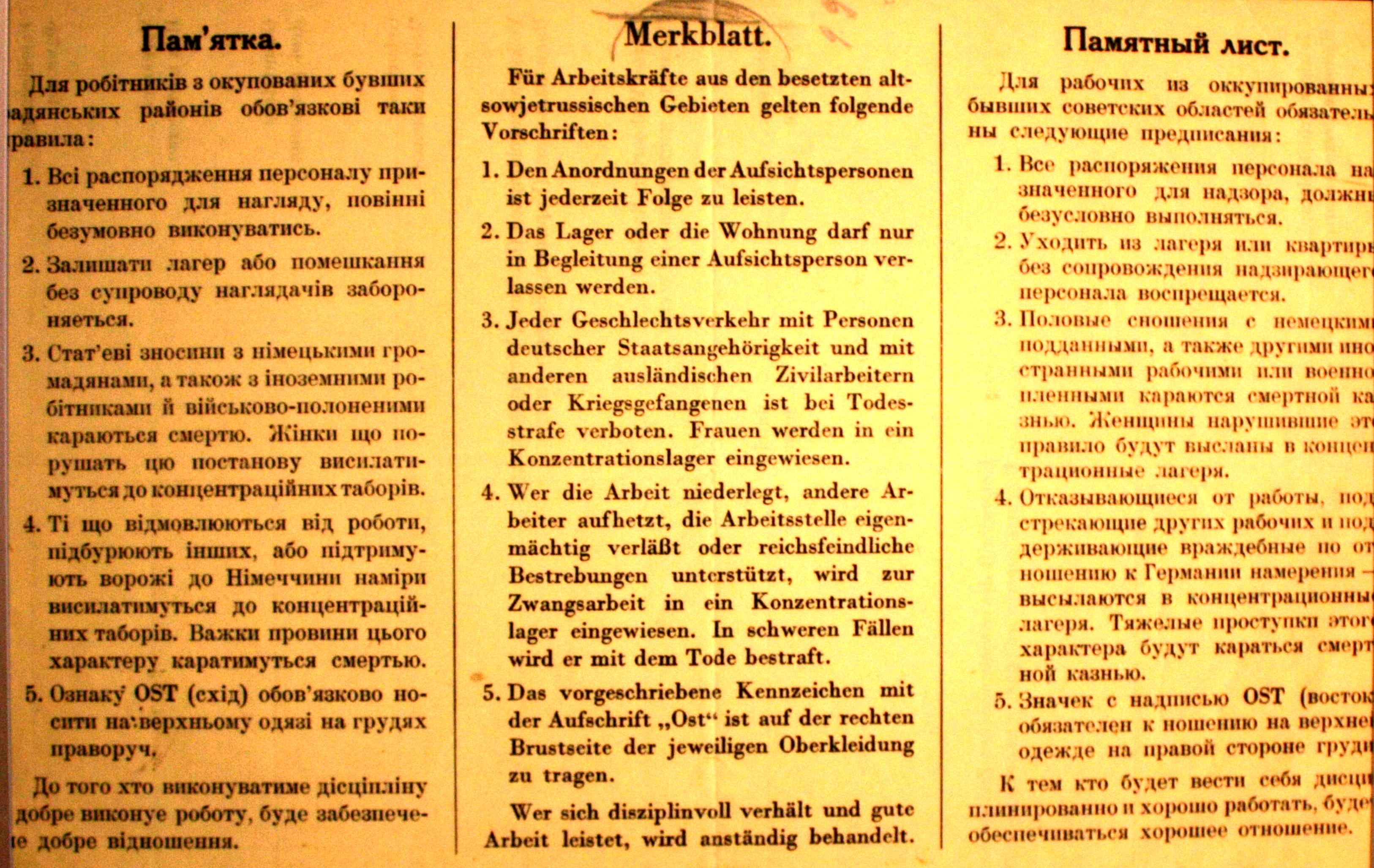
Merkblatt für Ostarbeiter aus der Sowjetunion

- bei der Knechtschen Ziegelei ein kleineres,
- das größte auf der Schlotwiese mit bis zu 3000 Insassen für das Unternehmen Hirth Motoren,
- das Lager Gehrenäcker an der Ludwigsburger Straße 244 mit 400 Insassen, ein Ostarbeiterlager, in dem auch Kranke, Alte und Kinder „lebten“,
- neben der Lederfabrik ein Lager mit 500 Zwangsarbeitern
- das Lager im Bereich Seedamm an der Grenze zu Feuerbach, über das man allerdings wenig weiß.

##### Heimatfront und Luftkrieg
Am 5. Mai 1942 erlebte Zuffenhausen seinen ersten Luftangriff. Die Briten hatten die Fa. Hirth angegriffen. Es gab 132 Tote. Bei weiteren Angriffen der Royal Air Force und später der Amerikaner starben nun immer mehr Menschen. Wegen der vielen zerbombten Häuser mussten zunehmend Notunterkünfte in Schulen usw. eingerichtet werden. Ab 1943 wurde die Lage so kritisch, dass man Kinder und Schüler im Zuge der Kinderlandverschickung evakuierte. Doch blieb Zuffenhausen in der nächsten Zeit von Angriffen nun weitgehend verschont, während Stuttgart in Trümmer sank und 1944 eine der am schwersten zerstörte Städte des Reiches war. Am 10. September 1944 traf es aber auch Zuffenhausen schwer. Am 19./20. Oktober gab es einen neuen Angriff mit schwersten Schäden und zahlreichen Todesopfern. Nur die Rüstungsindustrie war wiederum wie schon am 10. September relativ glimpflich davongekommen. Der nächste schwere Angriff, das letzte Flächenbombardement fand am 28. Januar 1945 statt. Dennoch war die Zerstörung insgesamt im Vergleich zu anderen Stadtteilen wie Stammheim nicht so groß.
Unmittelbare Kriegsfolgen:
Gefallene an der Front: 755
Todesopfer des Bombenkrieges: 256, einschließlich der überproportional betroffenen Zwangsarbeiter, dazu zahlreiche Verletzte
Gebäudeschäden: 3205, 1171 leicht, 468 mittel (darunter die Hohensteinschule), schwer 468 (darunter das Rathaus, der Bahnhof und die Pauluskirche sowie die völlig ausgebrannte Johanneskirche). Totalschäden: 313 (darunter die Silcher- und Kelter-Schule). Noch 1948 war nicht der gesamte Trümmerschutt beseitigt. Das Blindgängerproblem bestand noch wesentlich länger und besteht teils bis heute.

### Nach 1945
Das Kriegsende bildete auch Zuffenhausen einen dramatischen Einschnitt, und zwar politisch, sozial, wirtschaftlich, aber vor allem geistig-kulturell. Die Periode nach 1945 kann für Zuffenhausen grob in 4 Phasen unterteilt werden.
- Die unmittelbare Nachkriegszeit, in der das Überleben und die Stillung der Grundbedürfnisse zentral waren. Auch nach der Gründung der Bundesrepublik blieb jedoch die amerikanische Besatzungsmacht das Zentrum jeglichen politischen, administrativen oder ökonomischen Handelns in Stuttgart. Schon rein optisch wurde dies für Zuffenhausen dadurch unterstrichen, dass die Robinson Barracks das Plateau des Burgholzhofes beherrschten und eine für Normalbürger kaum zugängliche amerikanische Exklave bildeten, die quasi auf den Ort „herunter blickte“.
- Die nach der Währungsreform 1948 und der Etablierung der Sozialen Marktwirtschaft vom Wiederaufbau und vom sog. Wirtschaftswunder beherrschten 1950er- und 1960er-Jahre, die praktisch mit der Studentenrevolte der 68er und mit der ab 1955 (Aufhebung des Besatzungsstatuts) begonnenen, schrittweisen Übergabe der Souveränität an die Organe der Bundesrepublik durch die Besatzungsmächte und die Ostverträge zu Ende ging.
- Die 1970er- und 1980er-, in ihren Auswirkungen bis weit in die 1990er-Jahre und bis zur Wiedervereinigung reichende Phase, in deren Zentrum der Ausbau alter Strukturen stand und die zunächst in den 1970ern durch weltwirtschaftliche Umbrüche bestimmt waren, deren lokale Auswirkungen manches kostspielige Bauvorhaben entweder verzögerten oder ganz verhinderten.
- Die bis heute andauernde vierte Phase wiederum ist von Modernisierungen bestimmt gewesen, die für Zuffenhausen mit großen, vor allem verkehrlichen Baumaßnahmen verbunden waren und in deren Verlauf auch versucht wurde, die Folgen alter Fehlentwicklungen zu lindern oder zu beseitigen, sei es nun auf dem Gebiet der Umwelt, der Integration ausländischen Mitbürger oder der Infrastruktur oder ganz einfach nur, um die Lebensqualität in Zuffenhausen zu verbessern.

#### Erste Nachkriegszeit bis 1950: Überleben
Nach dem effektiven Ende des Krieges im April 1945 und nachdem der Nero-Befehl und der Einsatz der Werwolf-Verbände in Zuffenhausen keine Auswirkungen gehabt hatten – nur in Cannstatt war eine Neckarbrücke gesprengt worden –, wartete man zunächst sorgenvoll, was passieren würde. Die NS-Prominenz war geflohen, und die restlichen deutschen Truppen waren abgerückt. Auch beim Volkssturm unter dem Bäckermeister Kübler siegte die Vernunft, und die Waffen wurden niedergelegt, nicht zuletzt wohl auch, weil sich Antifaschisten in Zuffenhausen und Münster zusammengetan hatten, um weitere militärische Aktionen zu verhindern. So konnte am 21. April ein französisches Infanterieregiment Zuffenhausen kampflos besetzen und im alten Rathaus seine Kommandantur einrichten. Die Folgen waren allerdings unter anderem Ausgangssperren, Beschlagnahmungen, Plünderungen, Übergriffe der teilweise nordafrikanischen Besatzungssoldaten vor allem auch auf Frauen, Verhaftungen und Verschleppung Einzelner zur Zwangsarbeit nach Frankreich sowie ein allgemeiner Arbeitsdienst für Männer. Gewisse Revanchegelüste waren unverkennbar, angesichts der Dinge, die Deutsche in Frankreich angerichtet hatte, aber verständlich (historisch betrachtet). Allerdings verfolgte die französische Militärverwaltung dabei keine einheitliche Linie, denn während in anderen Stadtteilen blutige Exzesse, Plünderungen, willkürliche Verhaftungen und Vergewaltigungen an der Tagesordnung waren, genehmigte der französische Kommandant in Zuffenhausen eine Erste-Mai-Kundgebung vor dem Rathaus und kleinere Versammlungen, wovon vor allem die Kampfkomitees profitierten, die oft engere Kontakte zur Militärverwaltung hatten als die Stadtverwaltung unter Oberbürgermeister Klett.
Die erste Phase der Besatzung war denn auch gekennzeichnet durch die Aktivität dieser antifaschistisch orientierter Kampfkomitees, die später in „Arbeitsausschüsse“ umbenannt wurden. Sie hatten sich bereits am Tag der Kapitulation, am 8. Mai gegründet und dies mit einem Aufruf an die Bürger Zuffenhausens, Zazenhausens und Stammheims bekannt gegeben. Sie übernahmen nun Verwaltungs- und auch Polizeiaufgaben. Emil Schuler, Willi Pflugbeil, Fritz Eisele, Ernst Morlock und Adolf Rau waren einige ihrer Führer, die fast alle dem linken Spektrum entstammten, dazu bürgerliche Honoratioren und unbelastete Mitglieder einstiger bürgerlicher Parteien. Mehr als die Hälfte der Mitglieder hatte die KZs und Zuchthäuser der Nationalsozialisten von innen kennen gelernt, und eines ihrer Mitglieder war noch in den letzten Kriegstagen in Abwesenheit zum Tode verurteilt worden. Ihre Hauptaufgabe war die Sicherstellung von Ernährung und Unterkunft, der Arbeitseinsatz der Bürger etwa zur Räumung der Trümmer (die sog. Trümmerfrauen waren damals regelrecht das Symbol der Zeit) sowie die Verbindung zur Besatzungsmacht, zunächst auch der politische Kampf gegen die Reste des alten Regimes. Emil Schuler wurde im August in Zuffenhausen als Bezirksbürgermeister eingesetzt, nachdem die US-Amerikaner die Franzosen am 7. Juli 1945 als Besatzungsmacht in Stuttgart abgelöst hatten und nun ein weit gemäßigteres und weit weniger von Rachegelüsten geprägtes Regime praktizierten.
Inzwischen hatte aber auch die Neubildung der Parteien eingesetzt, und es kam zu Spannungen und Zielkonflikten zwischen den Arbeitsausschüssen und den neuen Parteizentralen sowie auch zur Besatzungsmacht, die einer demokratischen Selbstverwaltung der Besiegten zunächst eher ablehnend gegenüberstand, vor allem, nachdem allgemein bekannt geworden war, was sich in den Konzentrationslagern abgespielt hatte. Da den Arbeitsausschüssen derart aber sowohl von deutscher wie alliierter Seite jegliche politische Betätigung untersagt war, beschloss der Ausschuss von Zuffenhausen am 10. Mai 1946 als Erster seine Selbstauflösung, ein Vorgang mit großer Signalwirkung.
Die darauf folgende wesentlich längere zweite Phase war von den US-Amerikanern dominiert. Diese Zeit wurde im Wesentlichen von 6 Problemkreisen beherrscht.
1. Die Entnazifizierung: Besonderheiten der für Zuffenhausen zuständigen Spruchkammer finden sich nicht. Ihre Urteile (korrekte Bezeichnung: Sprüche) bewegten sich im üblichen, meist ziemlich beschönigenden Rahmen.
2. Die Behandlung der sog. Displaced Persons (DP). Zuffenhausen war ein Brennpunkt der Auseinandersetzungen wegen der vielen sowjetischen, polnischen und lettischen Zwangsarbeiter, von denen hier zunächst 13.000 lebten: in der Grenadierkaserne 7000, auf der Schlotwiese 3000, in der Knechtschen Ziegelei auf dem heutigen Friedhofsgelände 2000 und bei Hirth am Stadtpark 500. Auch nach der Repatriierung bleiben immer noch 7000 in Zuffenhausen. In der Bevölkerung wurden sie kriminalisiert, und es gab ständig Auseinandersetzungen mit den DPs, denen die Funktion eines Sündenbocks zugewiesen wurde, bei denen sich andererseits aber auch der jahrelang aufgestaute Hass auf die Deutschen entlud. Um ihr Schicksal zu erleichtern, beschlagnahmte die für sie zuständige UNRRA Privatwohnungen, unter anderem auch in der SS-Siedlung des Rotwegs, wo man bis 1947 592 einstige Fremdarbeiter unterbrachte, meist Polen. Dass die DPs während der Hungerkrise 1946/47 zudem höhere Rationen bekamen, verschärfte die Situation zusätzlich. Es entstand eine ideologisch noch in der NS-Zeit wurzelnde Ausländerfeindlichkeit.
3. Umgang mit den sogenannten Volksdeutschen, die nun als Flüchtlinge vor allem auf der Schlotwiese (1200) eingewiesen wurden. Das zuvor für Fremdarbeiter genutzte, äußerst primitive Schlotwiesenlager hatte nach dem Krieg zunächst kurz als Repatriierungslager für Russen gedient, die außerdem im Barackenlager der Knechtschen Ziegelei und am Seedamm im dortigen früheren Zwangsarbeiterlager unter sehr schlechten Bedingungen untergebracht waren. Auch sie wurden in der Bevölkerung verachtet und diskriminiert – „Flüchtling“ war lange fast eine Art Schimpfwort –, zumal sie gewöhnlich aus den alten Siedlungsgebieten im Osten oder als Auslandsdeutsche aus den seit dem Versailler Vertrag abgetrennten deutschen Gebieten stammten. Die später als „Vertriebene“ eingestuften Volksdeutschen galten zwar als Deutsche, unterschieden sich von den Einheimischen aber schon durch Sprache und Gebräuche teils erheblich. Da die UNRRA eine Gleichbehandlung mit den DPs ablehnte, mussten die deutschen Behörden am 17. November 1945 von den Amerikanern die Verantwortung für diese knapp 2000 Menschen übernehmen, die aus Jugoslawien, Rumänien und Ungarn stammten und wegen der NS-Umsiedlungsprozesse im Altreich gestrandet waren. In der Bevölkerung sah man sie wie die DPs als Faulenzer, Diebe und Schmarotzer an, die einem die ohnehin spärlichen Ressourcen wegnahmen und grenzte sie aus der „Volksgemeinschaft“ aus, zumal die meisten von ihnen auch noch katholisch waren und das Lager die Sportplätze und das Freibad von Zuffenhausen blockierten, was man ihnen zusätzlich übelnahm. Wie im Falle der DPs werfen einschlägige Kampagnen der lokalen Presse ein schlechtes Bild auf die damalige deutsche Bevölkerung Zuffenhausens. Als Unterkünfte für sozial Schwache wurden diese Lager zunehmend ein Stein des Anstoßes für die Bewohner des Bezirks und waren Orte, wo man nicht hinging und vor denen man die Kinder warnte.[69]
4. Kampf um die kleine Rotwegsiedlung, wo man die einstigen Bewohner, die allesamt Nationalsozialisten bzw. SS-Angehörige gewesen waren, zugunsten von Flüchtlingen ausquartiert hatte. Diese versuchten dann allerdings ab 1948 auf dem Klageweg, ihre Häuser wieder zurückzubekommen und bekamen in letzter Instanz 1953 auch Recht, ein Urteil, das in ganz Westdeutschland mit großem Unbehagen aufgenommen und als „Sieg der SS und Wiedergutmachung an bewährten Nationalsozialisten“ bezeichnet wurde, wobei die Stadt noch zur Zahlung von Schadenersatz verurteilt worden war, da sie vorangehende Urteile ignoriert und zumindest 63 der extremsten SS-Siedler den Wiedereinzug verwehrt hatte.
5. Versorgungsschwierigkeiten. Rationierung mit der Ausgabe von Lebensmittelmarken, Care-Pakete, Schwarzer Markt und Zigarettenwährung bestimmten auch in Zuffenhausen die Ernährungssituation bis zur Währungsreform am 20./21. Juni 1948. In den ersten Tagen nach Kriegsende spielte sich in Zuffenhausen zunächst jedoch die Versorgung, die auch während des Krieges dank der Plünderungen in den besetzten Ländern gewährleistet gewesen war, relativ schnell ein. Eine ausgeprägte Mangelversorgung entstand erst im Laufe von 1946. Allerdings brachte der strenge Winter 46/47 Versorgungsschwierigkeiten mit Brennmaterial mit sich, zumal viele Wohnungen halb zerstört und ohnehin kaum heizbar waren. Man ging verstärkt zum Tauschhandel über und tat das, was man hamstern nannte, fuhr aufs Land und tauschte eigene Luxusgüter wie Kameras, Teppiche, Bilder, Porzellan usw., aber auch Kleidung bei den Bauern gegen Nahrungsmittel ein. 1947 sank das Nahrungsmittelangebot auf einen Tiefstand, und der durchschnittliche tägliche Kalorienwert, der durch Lebensmittelkarten gewährt wurde, sank auf 1299 kcal (Vergleich: 1940 bis 1944 1700 kcal). Die Bäckereien in Zuffenhausen mussten zeitweise wegen Mehlmangels schließen, und das örtliche, mit der Verteilung der täglichen Güter beauftragte Ernährungs- und Wirtschaftsamt war zunehmend überfordert und verwaltete lediglich den Mangel. Ähnliches galt für das Wohlfahrtsamt, das 1946 alleine für 5600 Personen sog. Winterbeihilfe auszahlte. Wegen des Nahrungsmittelmangels kam es zu Arbeitsniederlegungen und Protesten. Auch andere tägliche Gebrauchsgüter und Brennstoffe wurden Mangelware, obwohl teilweise die Wälder für Fällungen freigegeben worden waren. Das Sammeln von Bucheckern und Holz, das sog. Ährenlesen und Nachsammeln von übrigen Kartoffeln auf den abgeernteten Feldern, der Kohlenklau und das Sammeln von Kohle an den Bahnstrecken, das Halten von Tieren an oder auch in den Stadthäusern, das Anlegen von Gärtchen wo immer es ging, waren weitere Methoden des Überlebens.
6. Wohnungsnot. Sie hielt wesentlich länger an als die Ernährungskrise. In Zuffenhausen war sie mit einer Belegungsrate von 2,3 Personen pro Raum besonders gravierend, da sich die Bevölkerung seit 1933 von 17.000 auf 26.000 1946 erhöht hatte und die dafür extra eingerichteten Wohnungsämter überdies besonders viel Ausgebombte hier in Wohnungen eingewiesen hatten, da Zuffenhausen später als andere Stadtteile vom Bombenkrieg betroffen gewesen war. Zudem beanspruchte die Besatzungsmacht zahlreiche Wohnungen für sich, und die US-Armee ließ ihren Plan, in Zuffenhausen nördlich der Unterländer Straße ein Wohnquartier für 8000 Soldaten mit Schwimmbad und anderen Freizeiteinrichtung anzulegen und die dortige Bevölkerung dabei komplett zu vertreiben erst nach heftigen Protesten wieder fallen. Wegen der desaströsen Lage, die Zuffenhausen zum überbevölkertsten Stadtbezirk Stuttgarts machte, konnten daher auch die fünf Barackenlager der ehemaligen Zwangsarbeiter 1948/49 noch nicht aufgeben werden.
So kam es denn 1949 zu der Entscheidung, im Rotweggebiet eine neue große Siedlung für 28.000 Einwohner zu errichten, eben die Zahl, für die Wohnungen vor allem für die 25.000 Stuttgart zugewiesenen Heimatvertriebenen fehlten, von denen 1650 Zuffenhausen zugeteilt worden waren. Getragen wurde das Projekt von der Baugenossenschaft Neues Heim, die auf der Schlotwiese gegründet worden war, weil dort zunächst hatte gebaut werden sollen (was der Bezirksbeirat aus recht egoistischen Gründen verweigerte, wie er auch andere Geländevorschläge ablehnte), sowie von einer Gemeinnützigen Baugenossenschaft Zuffenhausen. Gedacht war die Siedlung, aus der sich dann das größte Wohnungsbauprojekt Deutschlands entwickelte, als Flüchtlingssiedlung, trotz des Unbehagens über eine gewisse Ghettoisierung. Allerdings hat sich die Rotwegsiedlung, die immer noch erweitert wird, inzwischen völlig durchmischt. Andererseits blieben die alten Barackenlager am Seedamm, auf der Schlotwiese und bei der Knechtschen Ziegelei teilweise auch nach dem Bau der Rotwegsiedlung noch lange erhalten.

Eine Zäsur bildete in Zuffenhausen selbst die Errichtung eines neuen Bezirksrathauses, das gegenüber dem abgebrochenen alten, hundert Jahre zuvor aus dem „Gasthof Adler“ hervorgegangenen, 1950 eröffnet werden konnte.

#### Die 1950er- und 1960er-Jahre: Wiederaufbau
Besonders auffällig ist in dieser Periode die signifikante, ja teils atemberaubende generelle Veränderung des Stadtbildes, die vor allem, aber nicht nur dem Wiederaufbau und der Beseitigung der Ruinen geschuldet war. Bereits 1947 hatte es einen Generalbebauungsplan für Stuttgart gegeben, der etwa für Zuffenhausen neue Verkehrsführungen vorsah. Die Flächennutzung in Zuffenhausen war bereits hier durch die Funktion des Ortes als Industriestandort mit ausgedehnten Siedlungsbereichen für 20.000 bis 40.000 Einwohner bestimmt.
Die Planungseuphorie der ersten Nachkriegsjahre wirkte sich besonders auf Zuffenhausen aus und zeitigte nicht nur positive Beispiele, sowohl architektonisch, stadtplanerisch wie verkehrstechnisch und umweltpolitisch (z. B. die extreme Verschmutzung der Gewässer in den 1950ern und 1960ern). Besonders Umweltschutz und Denkmalschutz waren in der damaligen Zeit keine Begriffe, die Kommunalpolitiker sonderlich beunruhigten (man wollte ja sogar das ausgebrannte Neue Schloss abbrechen), und man war stets geneigt, „des alte Glomp“ im Zweifel erst mal abzureißen. Massive Eingriffe in die städtische Wohnstruktur gab es durch die Ausweitung der Schienen- und Verkehrswege im damals aktuellen Trend der sog. autogerechten Stadt. Der Mitte des 19. Jahrhunderts einsetzende Übergang vom viele Jahrhunderte alten Dorf zur modernen Industriestadt trat in eine neue, durch Flüchtlingsdynamik, Wiederaufbau und Reindustrialisierung im Verlauf des sog. Wirtschaftswunders geprägte Phase und verlief nicht zuletzt vor dem Hintergrund der massiven Veränderungen der Bevölkerungsstruktur nicht spannungsfrei.

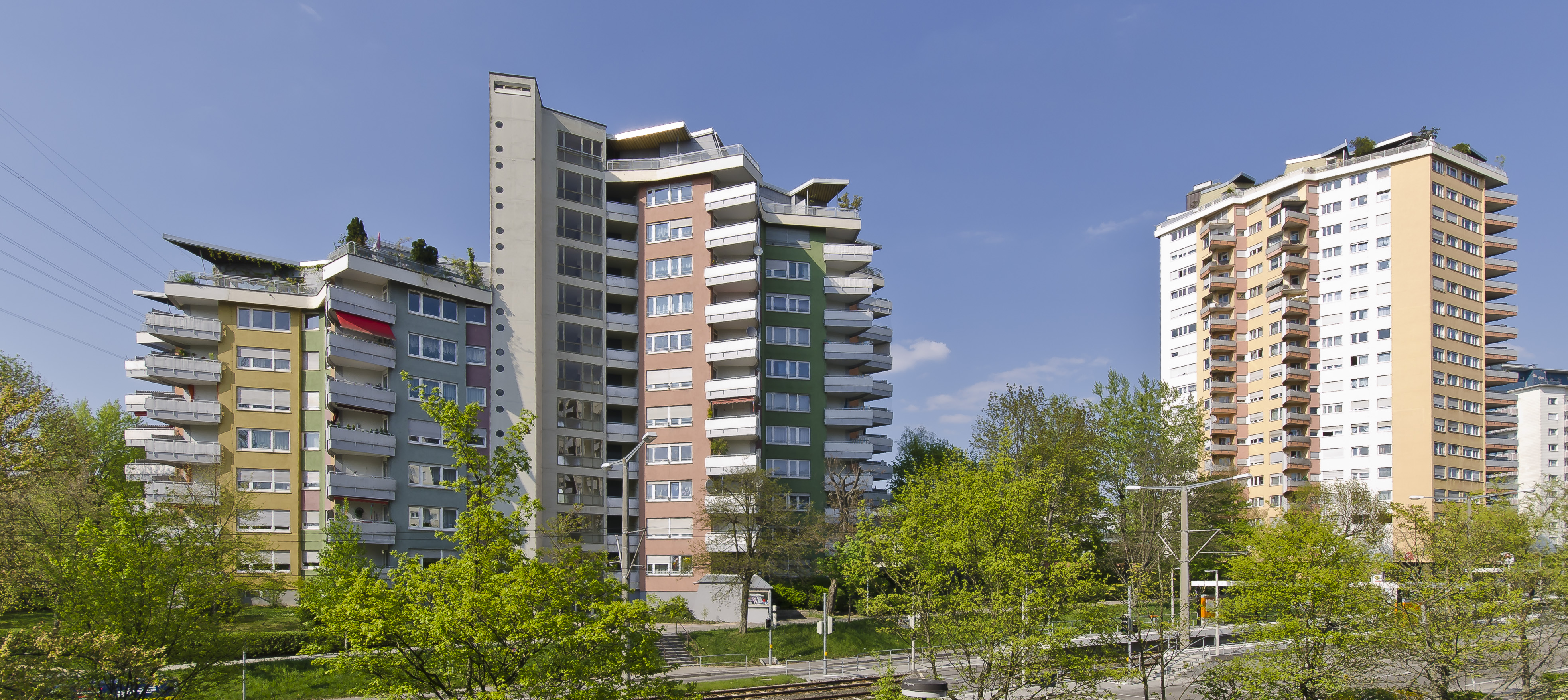
Die Hochhäuser Romeo (Mitte, zeitweise das höchste Wohngebäude in Deutschland) und Julia (links) in Stuttgart-Rot, erbaut 1955–1959

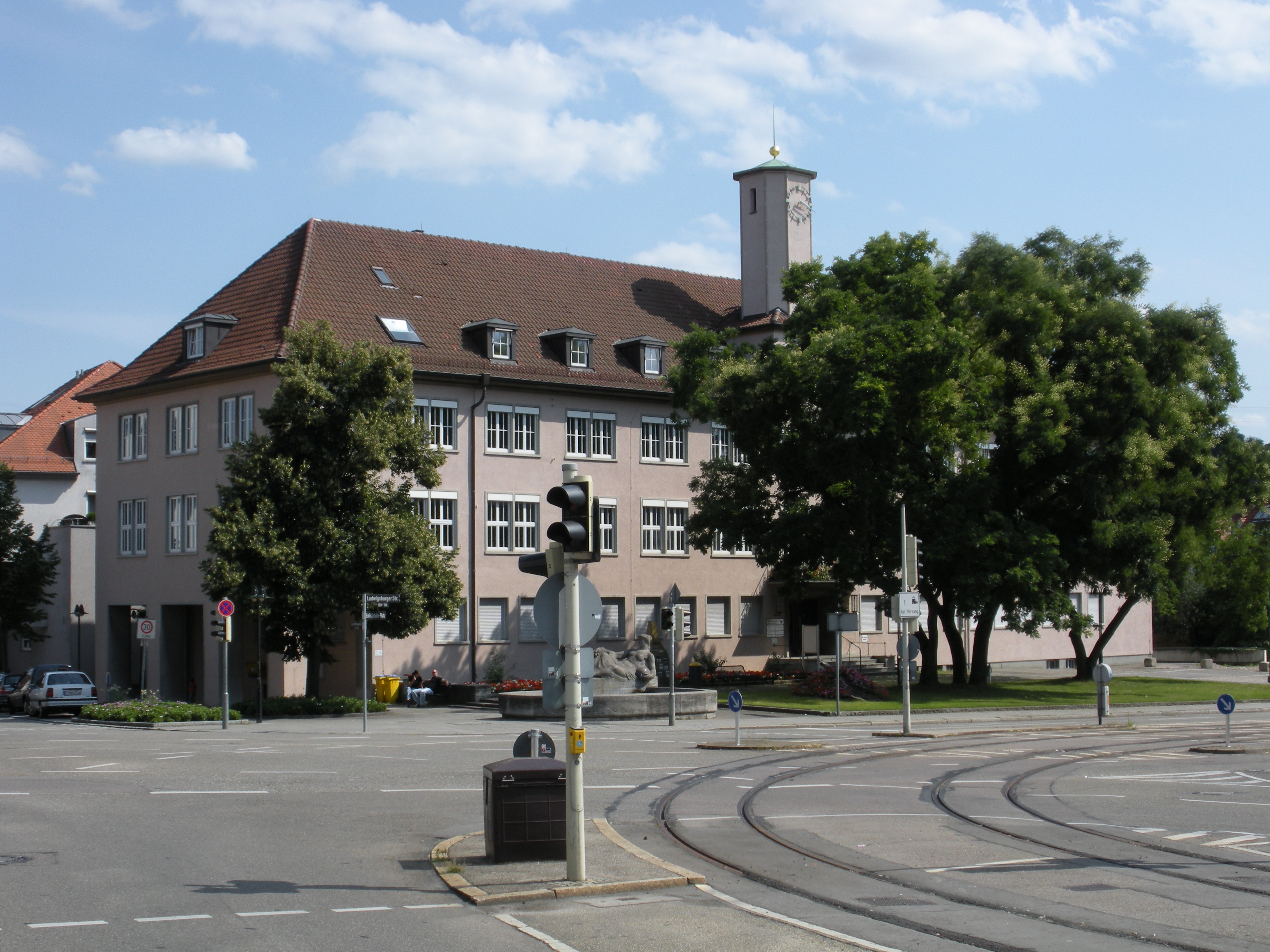
Bezirksrathaus Zuffenhausen, Neubau 1951

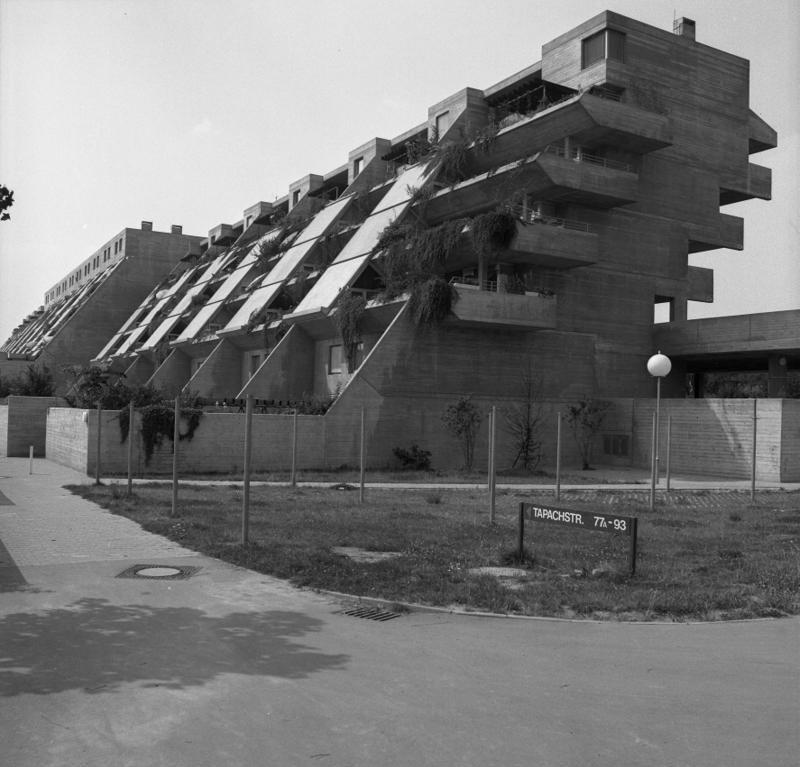
Terrassenhaus, Tapachstraße; erbaut 1969–1971 von P. Faller und H. Schröder

Einzelmaßnahmen und Entwicklungen: Neben den Gewerbegebieten vor allem im Nordwesten Zuffenhausens sind in diesem Zusammenhang der neu entstehende, zur Beseitigung der Wohnungsnot insbesondere der Flüchtlinge errichtete neue Wohnbezirk Zuffenhausen Rot sowie einige kleinere neue Wohnviertel zu nennen wie Elbelen, Tapach, Mönchsberg, Rappenberg, Schoßbühl, Haldenrain und Hofäcker, desgleichen das 1951 neu eröffnete große Bezirksrathaus, erst das dritte in der langen Geschichte Zuffenhausens, und später 1982 der neue Bahnhof. Der 1833 nun an der Straße nach Zazenhausen am nördlichen Ortsausgang angelegte neue Dorffriedhof (dessen Vorgänger hatte wie seinerzeit üblich im Umfeld der Johanneskirche gelegen, war offenbar aber bereits jetzt in der frühesten Industrialisierungsphase zu klein geworden) wurde in den Jahren 1963 bis 1989 in mehreren Schritten unter Ausnutzung eines inzwischen aufgefüllten Seitentales des Feuerbachs auf ca. 16 Hektar nach Norden enorm erweitert, und zwar über die Gewanne Espach, obere Hurth und Gehrenäcker. Hochhäuser entstanden, vor allem das von Hans Scharoun erbaute Doppelhochhaus „Romeo und Julia“ in Rot, das wegen seiner Architektur sogar deutschlandweit beachtet wurde, ebenso wie das Terrassenhaus an der Tapachstraße. In Zuffenhausen entstand zwischen Pauluskirche, Rathaus und Johanneskirche eine neue, repräsentative Ortsmitte außerhalb des alten Dorfkernes, parallel dazu der neue Kelterplatz, 1967 mit der inzwischen wieder aufgegebenen zentralen Post und der Abzweigung der Straßenbahn über die Haldenrainstraße nach Rot.
Hässliche und/oder baufällige Gebäude im und am neuen Ortskern wurden wie das alte Wirtshaus Zum Ochsen nach und nach abgetragen und durch Neubauten ersetzt. Vor allem betraf dies auch alte Bunkeranlagen, Behelfsunterkünfte, Ruinen und Baracken. Zunächst wurde das Barackenlager am Kelterplatz geräumt, um der neuen Straße, der Haldenrainstraße nach Rot Platz zu machen und einen Festplatz anzulegen. Die Räumung der übrigen, vor allem am Stadtrand gelegenen Elendsquartiere, in denen 1951 auf der Schlotwiese, dem Knechtschen Gelände, dem Seedamm und im Neuwirtshausbunker immer noch 1401 Menschen lebten, gestaltete sich aber schwieriger. Die beiden letzten blieben sogar bis über 1960 hinaus belegt. Erst als im Gewann Seedamm mehrere Blocks mit Einfachstwohnungen errichtet wurden, konnte dieser unwürdige Zustand für die dort lebenden sozial Schwachen beendet werden. Der dann missglückte Versuch, dort nun ersatzweise italienische Gastarbeiter in die alten Unterkünfte einzuweisen zeigt jedoch auch, wie sehr das soziale Gewissen durch die wirtschaftliche Dynamik schon damals beeinflusst war. Am längsten bestand das Schlotwiesen-Lager, dessen letzte Baracken erst 1967 abgebrochen wurden. Allerdings waren in der Zwischenzeit wiederum im Industriegebiet neue Baracken für Gastarbeiter entstanden, unter anderem bei den Unternehmen Porsche und Sümak. Der Bau weiterer dieser Lager konnte dann 1973 im Bezirksbeirat gerade noch verhindert werden, der die betreffenden Unternehmen damals schon aufforderte, menschenwürdige Behausungen zu errichten. Die Probleme eines Stadtteils, dessen Bevölkerung inzwischen zu über einem Viertel aus ausländischen Mitbürgern bestand, wurden bereits in diesen Jahren akut und ist bis heute akut geblieben, wenn nun auch mit vorwiegend türkisch-islamischem Akzent.
Neue Straßenführungen wurden nötig, und die Unterländer Straße entwickelte sich zur Haupteinkaufsstraße von Zuffenhausen, behielt aber bis in die 1970er-Jahre ihr Kopfsteinpflaster und die sie säumenden Alleebäume, bis man diese Dinge breiteren und effizienteren Verkehrswegen opferte (und sehr viel später zumindest einige neue Bäume wieder einpflanzte und die nach dem Krieg bis nach Stammheim verlängerte Straßenbahn unter die Straßen in einen Tunnel verlegte). Auch zwei neue Schulen, vor allem die für 1500 Schüler konzipierte neue Silcher-Schule, und Kindergärten wurden errichtet, teils um die alten, zerstörten zu ersetzen, teils um dem Bevölkerungszuwachs Genüge zu tun. Weitere Schulen, die in der Folgezeit auch wegen der zunehmenden Bildungsansprüche errichtet wurden, waren 1957 die Park-Realschule am Stadtpark und 1956 die Lenau-Schule in Rot (heute Uhland-Schule). In den folgenden Jahren kamen 1962 als Neubau in der Haldenrainstraße das Gymnasium Stuttgart-Zuffenhausen dazu, das bis dahin in der Hohensteinschule untergebracht war und 1983 in Ferdinand-Porsche-Gymnasium Stuttgart-Zuffenhausen umbenannt wurde, bis 1965 die aus der Lenau-Schule hervorgegangene Uhland-Volksschule, die Rilke-Mittelschule sowie die Robert-Bosch-Gewerbeschule und die Gustav-Werner-Schule für geistig Behinderte sowie 1970 in Rot die Ernst-Abbe-Schule für Sehbehinderte. Außerdem wurde am Mönchsberg ein Jugendhaus errichtet.

#### Die 1970er und 1980er: Ausbau
Bis Ende der 1960er-Jahre waren die wichtigsten Reparaturen erledigt und der größte Bedarf an Gemeinschaftseinrichtungen wie Friedhof, Schulen, Freizeiteinrichtungen, Wohnungen, Straßen, Nahverkehr usw. war gestillt oder die Objekte waren wenigstens in Planung. Tatsächlich war in den letzten gut 20 Jahren, die seit der Vorlage des letzten Generalbebauungsplans verstrichen waren, sehr viel umgesetzt worden. Einige wichtige Vorhaben standen jedoch noch aus, an erster Stelle war dies die Verbesserung der sich dramatisch verschlechternden Verkehrssituation in Zuffenhausen; insbesondere die fehlende Umgehungsstraße B 10/27 führte zu ständig zunehmenden Staus und Unfallzahlen. Weitere Projekte, auf deren Fertigstellung die Zuffenhäuser Bevölkerung ungeduldig wartete, waren eine Turn- und Versammlungshalle (die es bis heute so nicht gibt), ein Festplatz, ein Hallenbad und ein öffentliches Freibad (das 1981 als Projekt aufgegeben wurde). All diese Dinge, zu denen auch noch der steigende Bedarf an Sportplätzen auf der Schlotwiese kam, waren bereits 1949 versprochen worden.
Im Einzelnen hatten diese Projektwünsche, deren Realisierung zunächst teilweise auch durch die Wirtschaftskrise Anfang der 1970er verzögert wurde, folgendes Schicksal:
1. Hallenbadprojekt: Nach starkem öffentlichem Druck durch eine Aktionsgemeinschaft der Bürger wurden 1973 die Mittel genehmigt, und am 23. September 1975 wurde das Hallenbad auf dem Gelände der Talwiesen unterhalb der Silcher-Schule eröffnet, später durch einen Außenbereich und Zusatzeinrichtungen wie Saunen erweitert.
2. Neue Bundesstraße B 10/27: Den Entwurf der Streckenführung, die eine Bündelung entlang der Eisenbahntrasse vorsah, gab es schon seit 1966. Die Verkehrsbelastung für Zuffenhausen betrug damals 46.000 Fahrzeuge täglich. Im Folgejahr genehmigte daher der Bund das Projekt. Ab 1972 waren die Bauarbeiten an vier notwendigen Brückenprojekten voll im Gange, desgleichen Vorbereitungsarbeiten an anderen zuführenden Straßen. Doch wurden die Arbeiten in diesem Jahre gerichtlich gestoppt, da Anwohner den Lärmschutz nicht ausreichend berücksichtigt sahen. Die für 1976 geplante Fertigstellung konnte danach nicht eingehalten werden. Erst 1980 nahm man die Straße in Betrieb, und die Beruhigung des innerörtlichen Verkehrs trat wie gehofft ein. Die Lärm- und Abgasbelastung nahm hingegen zu, da die B 10/27 den Durchgangsverkehr stark anzog, so dass die tägliche Belastung heute bei ca. 60.000 Fahrzeugen liegt. Außerdem entwickelte sich die teilweise als Hochstraße entlang der Bahnlinie geführte, autobahnähnliche Verkehrsader zu einer den Stadtbezirk zusätzlich trennenden Grenze. Das kurz nach Ende des Krieges unter ganz anderen Prämissen, nämliche dem der autogerechten Stadt entworfene Konzept hatte nun vor allem negative Wirkungen und produzierte an beiden Enden massive Rückstaus in Richtung Autobahn und in Richtung Pragsattel. Auch das später an der Friedrichswahl am südlichen Ende der B 10/27 erbaute riesige sog. Ohr, das den Anschluss an eine projektierte, doch nach Protesten einer Interessengemeinschaft nie gebauten sog. Krailenshaldentrasse herstellen sollte, um derart den Pragsattel zu entlasten, soll wieder stillgelegt und durch ein neues, kleineres Auffahrts-Bauwerk ersetzt werden.[72]
3. Der neue Bahnhof: Schon 1953 hatte man sich im Bezirksbeirat damit auseinandergesetzt. Das alte, 1868 erbaute und vom Krieg mitgenommene Bahnhofsgebäude war schon damals unzureichend. Der 1978 aufgenommene S-Bahn-Verkehr, bei dem nun eine Linie in Zuffenhausen auf einem Hochbahnsteig nach Leonberg abzweigte und die Rolle Zuffenhausens als Verkehrsknotenpunkt verstärkte, machte einen Neubau nun immer dringlicher, zumal auch der Bau der B 10/27 neben der Bahnstrecke Teile des Bahngeländes mit einbezogen hatte und die Gleisanlagen wegen der dadurch entfallenden Gleise neu strukturiert werden mussten. 1982 wurde dann der neue Bahnhof in Betrieb genommen, der alte abgebrochen. 1983 entstand dabei am neuen Bahnhofsvorplatz auch ein neues Geschäfts- und Kulturzentrum, in dem nun auch die Stadtbücherei, die Volkshochschule und die Musikschule eine geeignete Unterkunft fanden. Ein kleinerer Veranstaltungssaal konnte den Mangel an geeigneten Räumlichkeiten für öffentliche Zwecke in Zuffenhausen nun wenigstens etwas lindern.
4. Festhalle und Freibad: Obwohl beide von der Zuffenhäuser Bevölkerung, vor allem von den Vereinen lange gewünscht wurden, sind sie bis heute als eigene Bauprojekte nicht realisiert, und als große Versammlungshalle dient daher nach wie vor die inzwischen passend umgebaute einstige Turnhalle der Hohensteinschule, als Freibad das ebenfalls renovierte Freibad des Naturheilvereins auf der Schlotwiese. Zum Bürgerhaus wurde die in der zweiten Hälfte der 1980er aufwändig restaurierte Zehntscheuer hergerichtet.
5. Die Schlotwiese: Es war lange geplant, das Gebiet als Naherholungsbereich und Sportzentrum aufzuwerten, doch war das dortige Lager viele Jahre ein limitierender Faktor. Anfängliche Pläne waren in den 1950ern nicht zuletzt deshalb stecken geblieben, obwohl sie für die damals 47.000 Einwohner Zuffenhausens immer dringlicher wurden. Ein erster Plan von 1967 scheiterte an der Finanzierung sowie an dem Problem, wohin die dortigen Kleingärten hätten verlegt werden können. Das mit Müll und Schutt übersäte Gebiet glich indes einer Wüste. Zunächst schuf man daher eine Art Minimallösung, indem das Gelände den Vereinen zur Nutzung zur Verfügung gestellt wurde, die es dann in Eigenleistung für ihre Zwecke herrichteten. Als Anfang der 1970er-Jahre Pläne bekannt wurden, die Schlotwiese nun für Parkplätze und eine große Verbindungsstraße durch die Wälder nach Feuerbach zu nutzen, um so den Pragsattel zu umgehen, regte sich heftiger Protest, und eine Bürgerinitiative entstand. Das Stadtplanungsamt legte darauf einen neuen Entwurf vor, der ein Freibad für 12.000 Besucher (das wurde 1981 aufgegeben) und eine Rundsporthalle vorsah, die es aber bis heute ebenfalls nicht gibt. Auf Betreiben der Kleingärtner wurde dieser Plan jedoch vom Verwaltungsgerichtshof Mannheim 1987 mit ökologischen Argumenten gestoppt. Seither sind im Rahmen einer stark reduzierten Planung neue Sportstätten, Vereinsgaststätten sowie drei Waldheime entstanden (ein evangelisches, ein katholisches und das einstige der Arbeiterbewegung, das ursprünglich beim Bahnhof Neuwirtshaus gelegen, von den Nationalsozialisten enteignet und nach dem Krieg auf ein Ersatzgelände an der Schlotwiese verlegt worden war); bestehende Anlagen sind teils erheblich vergrößert worden. (Karte und Satellitenansicht vgl.[73])

#### Das ausgehende 20. und beginnende 21. Jahrhundert: Modernisierung
Diese bisher letzte, etwa 20 Jahre umfassende Phase der Zuffenhäuser Stadtgeschichte ist zum einen durch eine Weiterentwicklung bestehender Strukturen geprägt, zum anderen aber auch durch neue Konzepte, die modernen Vorstellungen von Bürgerbeteiligung, Ökologie, Wirtschaftsentwicklung, Kultur, Sport usw. Rechnung zu tragen versuchen. Abgesehen von den umfangreichen Maßnahmen bei der 2011 abgeschlossenen Tieferlegung der Stadtbahn und der damit verbundenen Umgestaltung des Emil-Schuler-Platzes als Stadtmitte sind die meisten dieser Aktivitäten im 21. Jahrhundert allerdings weniger primär baulicher als organisatorischer und kooperativer Natur.
Es sind dies als wichtigste Konzepte und Bereiche:
- Die Weiterentwicklung der Verkehrsberuhigung durch differenzierte Maßnahmen, die den schweren Sündenfall, die autobahnähnliche B 10/27 mitten durch Zuffenhausen zu führen und den Stadtteil derart in zwei Hälften zu spalten, durch begleitende Maßnahmen wie Lärmschutz, Verkehrsberuhigung usw. zu entschärfen versuchen.

- Die Modernisierung des Öffentlichen Personennahverkehrs, die durch die Verlegung der Stadtbahn in einen Tunnel gleichzeitig eine Neuordnung der Stadtmitte ermöglichte, wobei das Bezirksrathaus mit der Neugestaltung des Emil-Schuler-Platzes eine noch stärkere zentrale Funktion erhielt, indem die Verbindung zur Unterländer Straße auf der einen und zum Kelterplatz auf der anderen Seite intensiviert wurde. Es präsentiert sich nun vor allem nach der Eröffnung eines modernen Dienstleistungszentrums seit 2003 auch als Anlaufstelle für Informationen suchende Bürger.

- Der Bau von Gemeinschaftseinrichtungen wie der renovierten Zehntscheuer, des Ärztehauses oder des Geschäfts- und Kulturzentrum am unteren Bahnhofsplatz, das durch den Neubau des Bahnhofes möglich wurde und nun Bücherei, Musikschule, Bürgersaal und Volkshochschule Räume bietet. Die ehemalige Turnhalle der Hohensteinschule wurde zu einem Fest- und Versammlungssaal umgebaut. Insgesamt wurden zudem die Möglichkeiten der Schulen etwa im Hinblick auf einen Ganztagsunterricht durch Erweiterungsbauten laufend verbessert, auch durch einen wohnortnahen Unterricht für Grundschüler zum Beispiel in Zazenhausen und Neuwirtshaus.

- Die Weiterentwicklung des Wohnens und sozialen Lebens durch den Bau neuer moderner Wohnviertel. In alten Wohnvierteln sind Maßnahmen wie Blockentkernung und Modernisierungen des bestehenden Bestandes mit Verkehrsberuhigung durchgeführt worden. In diesen Zusammenhang gehören auch erweiterte Angebote für Senioren und die Verbesserung des familiären Umfeldes mit besonderem Augenmerk auf die Bedürfnisse der Jugendlichen etwa durch Kindergärten, Jugendfarmen, Jugendsozialarbeit, Schulsozialarbeit, Beratungsstellen von Gesundheits- und Jugendamt usw., all dies in Zusammenarbeit mit den Vereinen, insbesondere Jugend- und Sportvereinen, aber auch Interessenverbänden älterer Mitbürger. Bereits in den 1990er-Jahren entstand dabei das Projekt „Zuffenhausen 21“ mit der Initiative „Schöneres Zuffenhausen“ bei der bereits die Untertunnelung der Unterländer Straße angedacht wurde, um dort eine Fußgängerzone einzurichten, was inzwischen realisiert wurde, was die Fußgängerzone angeht allerdings mit Abstrichen (Einschränkung und Verlangsamung des Durchfahrtsverkehrs, Kreisverkehr). Auch die Neuordnung von Zuffenhausen West, einem durch Wirtschaftsbetriebe wie Porsche, Wohnquartiere und der verkehrsreichen Schwieberdinger und Stammheimer Straße geprägten Mischgebiet mit Industriebereichen wurde in Angriff genommen.

Im Falle von Rot, einem Stadtteil, der in den 1960er-Jahren mit 17.000 Einwohnern einen Höchststand erreicht hatte und nun konstant bei etwa 10.000 liegt, stellten sich eigene Probleme, wie sie oft für am Reißbrett entworfene große Wohnbezirke ganz typisch waren und sind (Fehlen von Gemeinschaftseinrichtungen, Renovierungsbedarf, soziale Spannungen). So meldete man den Stadtteil im Herbst 2002 für das bundesweite Förderprogramm „Stadtteile mit besonderem Entwicklungsbedarf – die Soziale Stadt“ an, das vor allem ein gesamtheitliches Ziel durch Erneuerung der Bausubstanz zum Inhalt hatte und alle sozialen, kulturellen wirtschaftlichen, ökologischen und städtebaulichen Maßnahmen umfasste, wobei eine aktive Mitwirkung der Bevölkerung vorausgesetzt wurde. 2003 wurde dann ein 2,3 Millionen Euro umfassendes Förderprogramm aufgelegt. Die entsprechenden Baumaßnahmen sind eingeleitet bzw. meist abgeschlossen, so dass Rot inzwischen ein modernisiertes und bürgerfreundliches Gesicht hat und über ein Bürgerzentrum verfügt. Im Jahr 2002 wurde überdies der erste komplette Wohnblock aus den 1950er-Jahren, der Gründungszeit des Wohngebietes Rot, abgerissen.
- Die Weiterentwicklung der Bürgerbeteiligung. Dazu gehört auch das traditionelle „Fleckenfest“, das den Vereinen die Möglichkeit bietet, sich zu präsentieren und den Bürger, sich mit den Kommunalpolitikern zwanglos zu treffen. Die Städtepartnerschaft mit La Ferté erweiterte diese Dimension international und bringt Vereine und Schulen der Partner zusammen.

- Ökologie: Besonders wichtig war hier die Renaturierung des Feuerbaches mit den Talwiesen, die er durchzieht, als grünem Herz von Zuffenhausen. Im Rahmen eines Grünordnungsplanes sollen zudem die großen Verkehrsbauwerke landschaftlich eingebunden, Fahrradwege und Kleingartenanlagen angelegt werden. 2003 wurde ein Biotopverbundplan auf den Weg gebracht.

- Sport: Der Sport erhielt sowohl auf der Schlotwiese, in Zazenhausen und Rot durch die Renovierung, Erweiterung und Neugestaltung der Anlagen neue Impulse. Auf der Schlotwiese konnten dabei 75 % der Kleingartenanlage erhalten werden, lange ein heftiger, vor Gerichten ausgetragener Streitpunkt zwischen Sportlern und Gärtnern. Inzwischen ist die Schlotwiese ein modernes und vielfältig genutztes, durch die auf drei Seiten angrenzenden Wälder naturnahes Sportareal, das zahlreichen Sportarten ein Zuhause bietet und auch mit der benachbarten Waldheim-Gaststätte und anderen Lokalen über eine ergänzende Erholungsstruktur verfügt, die im Falle des Waldheims auch spezielle Angebote für Kinder wie eine Kinderfreizeit und einen Waldklettergarten bereithält.

- Kunst und Kultur: Der Alfred-Beck-Saal am Bahnhof und die Zehntscheuer ermöglichen nun Vorträge, Ausstellungen usw., so dass das früher mangels geeigneter Örtlichkeiten eher spärliche Zuffenhäuser Kulturleben nun Räume findet, sich zu präsentieren. Die Hohensteinhalle fasst sogar 450 Personen für größere Veranstaltungen und besitzt eine Bühne. Der Saal des zentral gelegenen Dietrich-Bonhoeffer-Hauses fasst 200 Besucher. Die Pauluskirche hat sich inzwischen überdies als sehr geeignet für Konzerte erwiesen und wird auch für Proben reichlich genutzt. Weitere Räumlichkeiten für ein differenziertes Kulturleben stehen ebenfalls zur Verfügung, so dass nach und nach ein breit gefächertes Angebot für Veranstaltungen aller Art entstanden ist.

## Gesellschaft, Wirtschaft und Infrastruktur
Diese Faktoren waren lange und bis weit ins 19. Jahrhundert hinein in die normalen Entwicklungen jener Perioden eingebettet und unterschieden sich nur punktuell von denen anderer Orte. Das änderte sich mit der Industrialisierung ab Mitte des 19. Jahrhunderts. Zwar verliefen die Entwicklungen auch hier in vergleichbaren Bahnen, doch zeigen sich dabei stärkere lokale Abweichungen und Sonderentwicklungen (etwa mit der Rotwegsiedlung und in der Verkehrssituation) sowohl was die gesellschaftlichen Faktoren und Strukturen wie auch die politischen Institutionen angeht, denn die Entwicklung vom Bauerndorf zur selbstständigen Stadt und von da zum Stadtteil Stuttgarts verlief in Zuffenhausen besonders explosiv und nahm nach dem Zweiten Weltkrieg wegen der Flüchtlingsströme später der Arbeitsimmigranten nochmals an Dynamik zu mit allen strukturellen Störungen und Verzerrungen, die so etwas mit sich bringt und die dann mühsam und aufwendig korrigiert werden müssen, was erst gegen Ende des 20. Jahrhunderts in Angriff genommen wurde und noch längst nicht abgeschlossen ist.

### Historische Entwicklung: Gesellschaft und Institutionen

#### Politische Institutionen
Politischen Institutionen in Dörfern wie Zuffenhausen, und zwar im eigentlichen Sinne als mehr oder weniger unabhängige Körperschaften oder Personen, gab es im Grunde erst ab dem Ende des Mittelalters. Die Gemeindeorgane blieben jedoch noch sehr lange von den kirchlichen und weltlichen Eigentümern und ihren Interessen abhängig und errangen eine eigentliche Selbstständigkeit, die vor allem ja auch eine finanzielle Selbstständigkeit ist, im Grunde erst im 19. Jahrhundert vor allem im Gefolge der Französischen Revolution.

##### Ursprünge im Mittelalter
Als Institution und nicht nur als Ortsangabe erscheint die Kirchengemeinde von Zuffenhausen historisch-juristisch fixierbar erstmals 1415 anlässlich der Entscheidung eines Streits zwischen dem Kloster Bebenhausen und den Heiligenpflegern von Zuffenhausen, die den „Heiligen“, also den Besitz der Kirche in Zuffenhausen verwalteten. Bei dem Streit ging es um einige Äcker. Um ihn zu schlichten, wurde ein Schiedsgericht eingesetzt. Beteiligt waren dabei neben den drei Richtern auch Bebenhauser Mönche und ein Stuttgarter Stiftspropst sowie sein Cellarius.
Die wichtigsten Gemeindeämter waren damals der Schultheiß als Vertreter des Gerichtsherrn vor Ort und Leiter der örtlichen Verwaltung. Es gibt ab diesem Datum immer wieder Dokumente über einschlägige Gerichts- und Verwaltungsakte, die gewöhnlich eigentumsrechtliche und organisatorische Belange regelten. In einem Dokument von 1493 erscheint dann auch die Gemeinde selbst bei einem Verkauf als dezidiert politisch agierende Institution mit Schultheiß und Gericht als Repräsentanten (es ging um eine Kreditaufnahme mit Pfandhinterlegung und längerfristigem Zinsfuß von 5 %).
Wesentliche Dokumente, in denen uns die Einwohner selbst mit ihren Pflichten begegnen, die sie den ja recht unterschiedlichen Herrschaften jeweils schuldeten, sind die sog. Lagerbücher. Darunter sind die auch „Urbare“ oder „Salbücher“ genannten Aufzeichnungen der Besitzungen und der damit verbundenen Rechte und Einkünfte einer bestimmten Herrschaft zu verstehen. Das älteste dieser Lagerbücher, in dem Zuffenhausen auftaucht, ist das von Bebenhausen von 1356. Das Kloster war damals die größte Grundherrschaft in Zuffenhausen. Eine weitere, jedoch wesentlich kleinere Grundherrschaft war die des Klosters Lorch im Remstal. Auch das Esslinger Spital und die Grafen von Württemberg hatten Eigentum in Zuffenhausen.
Die Lagerbücher sind die einzigen Quellen, die sich auf individuelle Einwohner beziehen und beschreiben von wenigen Ausnahmen abgesehen nur Pflichten und keine sonstigen persönlichen Lebensverhältnisse. Von zwei adeligen Familien, die es damals in Zuffenhausen ebenfalls gab, sind zumindest die Namen überliefert. So wird schon 1293 ein gewisser „Siboto von Zuffenhausen“ erwähnt, 1331 ein „Bertolt von Zuffenhausen“ als Mönch von Bebenhausen.

##### Frühe Neuzeit

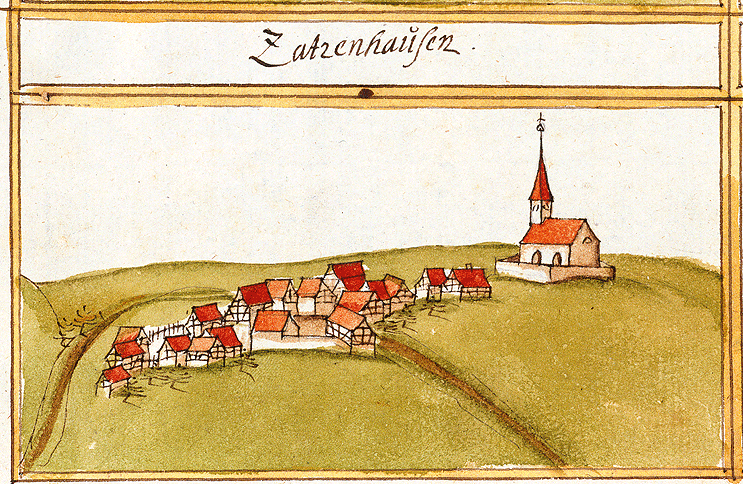
Ansicht von Zazenhausen im Jahr 1682, aus den Forstlagerbüchern von Andreas Kieser. Zazenhausen wurde erst 1956 bei der Neueinteilung der Stadtbezirke Zuffenhausen zugeschlagen. Blick von Süden her vom Rotweg herunter.

Zuffenhausen gehörte im 16. Jahrhundert schon lange zum Amt Cannstatt, während Stammheim und zeitweise auch Zazenhausen reichsritterschaftliche Orte waren mit Hans von Stammheim als dem Oberherrn. Es gab jedoch auch weiterhin geistliche Eigentumsrechte, und erst 1553 war der Herzog von Württemberg alleiniger Herr, so dass es zu einer Aufteilung der Einkünfte in Zuffenhausen (der Zehnte) zwischen ihm und den geistlichen Herren kam. Insgesamt kann man ein reges Hin und Herr der eigentumsrechtlichen Zuordnungen beobachten.
Die Selbstverwaltungsbefugnisse der Gemeinde beruhten in Württemberg damals noch auf althergebrachtem Gewohnheitsrecht. Organe waren nach wie vor Schultheiß, Gericht und Rat, wobei eine Anzahl der angesehenen Bürger diese Ämter besetzten und die mit ihnen verbundenen Verwaltungsaufgaben und die Rechtsprechung wahrnahmen sowie die kommunalen Pflichten der Bürger beaufsichtigte, etwa die bauliche Instandhaltung der Straßen und Brücken, meist in Form eines Frondienstes. Dem Gericht nachgeordnet war der Rat, teils von den Bürgern gewählt, teils vom Gericht ernannt, das wiederum vom Rat gewählt wurde. Den Vorsitz des aus Gericht und Rat gebildeten Magistrats hatte in den Dörfern der Schultheiß. (Eine ähnliche Magistratsverfassung besteht bis heute etwa in Hessen, während südlich davon die Bürgermeisterverfassung typisch ist.) Namen und Amtszeiten einiger dieser Zuffenhäuser Schultheißen zwischen 1550 und 1618 sind sogar bekannt. Amtssitz war das 1574 erwähnte Zuffenhäuser Rathaus. Eine Art Grundgesetz, das die Angelegenheiten des täglichen Lebens regelte, war das 1557 erstmals für Zuffenhausen erwähnte Dorfbuch, das noch bis in den Beginn des 18. Jahrhunderts ein wichtiges Beweismittel war und vermutlich identisch mit dem bereits 1538 erwähnten Fleckenlagerbuch gewesen ist. Bis 1610 bestand Zuffenhausen aus etwa 80 Wohngebäuden.

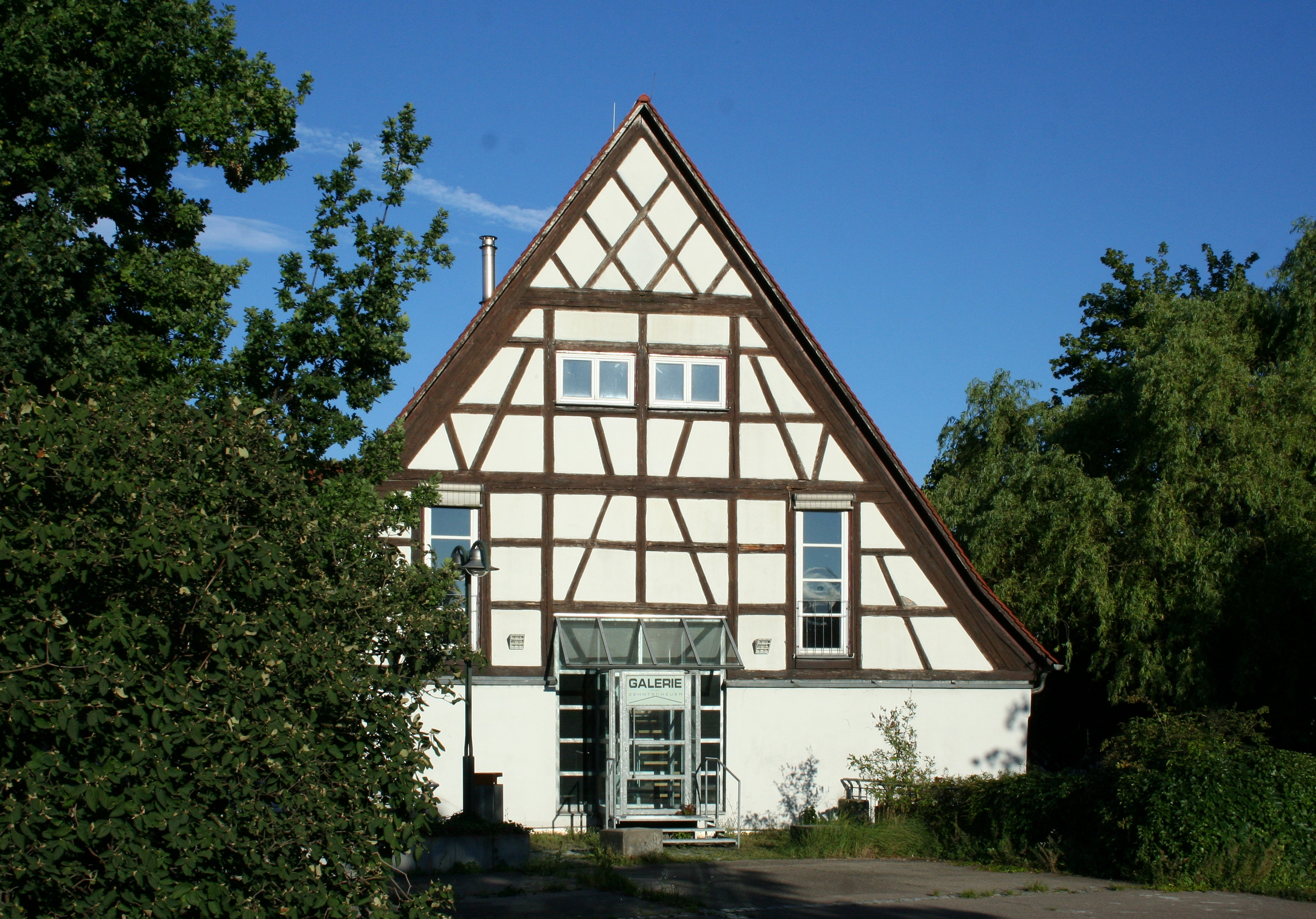
Die 1569 erbaute Zehntscheuer, die heute umgebaut als Kulturzentrum und Versammlungsort des Bezirksbeirates dient

Während und nach dem Dreißigjährigen Krieg und den drei darauf folgenden Franzosenkriegen geriet Zuffenhausen mehrmals an den Rand der Entvölkerung und wurde in großen Teilen zerstört, einschließlich Kirche und Pfarrhaus, so dass die Verwaltung zeitweise von Cannstatt aus organisiert werden musste. Zwischen 1619 und 1693 amtierten in Zuffenhausen fünf Schultheißen mit einer Amtsdauer zwischen 1 und 27 Jahre. Zu den Gemeindepflichten gehörte weiterhin die Erhaltung von Straßen und Wegen. Über die Kosten wurde immer wieder einmal vor Gericht mit Nachbargemeinden gestritten (die Akten sind noch vorhanden).
Auch im 17. Jahrhundert gehörte Zuffenhausen weiter zum Cannstatter Dekanat und zwischen 1622 und 1690 amtierten in Zuffenhausen sechs namentlich bekannte Pfarrer. Der Wiederaufbau des 1634 zerstörten Pfarrhauses samt Kirche, für die zunächst das nicht verbrannte Rathaus als Ersatz gedient hatte, wurde ab 1642 geplant und begonnen, konnte jedoch wegen neuer Truppendurchmärsche erst 1654 bis 1658 vollendet werden, nachdem der Herzog persönlich die Einkünfte von Stift und Kloster Bebenhausen gegen dessen Protest der Geistlichen Verwaltung in Cannstatt übertragen und so die Finanzierung erleichtert hatte. Entsprechend errichtete die Cannstatter Verwaltung nun auch eine neue Zehntscheuer (ein eingemauerter Stein verweist auf das Jahr 1569). Auch die halb zerstörte Schule wurde bis 1661 wiederhergestellt und erhielt ein Dach. 1689 gab es dort 63 Kinder, die lesen und schreiben lernten, wie vorher betreut von einem Lehrer, der auch das Amt des Mesners versah. Auch diese Schulmeister sind namentlich bekannt.
Im 18. Jahrhundert stabilisierten sich die Verwaltungsmechanismen weiter. Die Namen der Schultheißen sind ebenso bekannt wie ihre Amtszeiten. Dasselbe gilt für das durch die Cannstatter Lagerbücher überlieferte Eigentum der Gemeinde an Gebäuden, Flächen und Unternehmen. Darin aufgeführt sind auch die Aufgaben der Gemeinde einschließlich der Mitwirkung an der Landesverteidigung und die Pflichten der Einwohner wie Frondienste, Wegebau und Erheben und Abführen von Wegezoll. Auch über die Streitigkeiten mit den Nachbargemeinden, besonders häufig mit Stammheim, weiß man durch die Gerichtsakten relativ gut Bescheid, zumal wenn sie teils bis vor das Reichskammergericht führten. Gewöhnlich ging es dabei um finanzielle bzw. eigentumsrechtliche Ansprüche, etwa um Land und dessen Nutzung. Auch mit Cannstatt und Münster wurde immer wieder heftig gestritten.

##### Späte Neuzeit (nach der Französischen Revolution) bis 1945
Im 19. Jahrhundert führte ein von König Wilhelm I. von Württemberg erlassenes Verwaltungsedikt von 1822 auf Gemeindeebene zu einer ausgedehnten Verwaltungsreform mit der Institution eines Gemeinderates und des ihn kontrollierenden Bürgerausschusses (der 1919 wieder abgeschafft wurde). Der Zuffenhäuser Gemeinderat hatte zehn Mitglieder, den Vorsitz führte der Schultheiß. Der Bürgerausschuss hatte elf Mitglieder. Wahlberechtigt waren alle männlichen Bürger mit Bürgerrecht. Der Gemeinderat wurde später auf neun Mitglieder reduziert, was der Zahl der Zuffenhäuser Bürger von damals 1640 eher entsprach.
Die beiden Gremien als Träger des kommunalen Rechts und der Kommunalverwaltung hatten somit 19 bis 20 Mitglieder, ab 1899 24. Vorsitzender des Gemeinderats war der Ortsvorsteher, gewöhnlich Schultheiß genannt. Die Mitglieder wurden von den stimmberechtigten Bürgern mit relativer Mehrheit auf sechs Jahre gewählt. Diejenigen, welche die wenigsten Stimmen erhalten hatten, mussten jedoch schon nach zwei Jahren erneut zur Wahl antreten, ein weiteres Drittel nach nochmals zwei Jahren. Die Wahlbeteiligung war jedoch meist sehr schlecht, wohl weil sich die beteiligten Bürgervereine nicht sonderlich in ihren Programmen unterschieden. Da es ein Mindestquorum von 50 % gab, mussten daher immer wieder Ergänzungswahlen durchgeführt werden. Diese Situation änderte sich erst mit der zunehmenden politischen Polarisierung durch die SPD Ende der 1890er-Jahre und zu Beginn des 20. Jahrhunderts, wo es etwa bei den Bürgerausschusswahlen von 1906 eine Wahlbeteiligung von 85 % gab. Die Erhebung Zuffenhausens zur Stadt 1907 veränderte die institutionellen Mechanismen nicht grundsätzlich. Allerdings wurde das Fehlen eines nun repräsentativen Rathauses schmerzlich vermisst, denn der Gemeinderat tagte immer noch im einstigen Gasthaus „Zur Krone“ (Ecke Ludwigsburger/Unterländer Straße), das 1846 von der Gemeinde zu diesem Zweck erworben und umgebaut, inzwischen aber viel zu klein geworden war, zumal man den Vorgängerbau 1898 abgebrochen hatte, der damit auch nicht mehr als Ausweichquartier dienen konnte. Also erwarb man weitere Gebäude, die damals an der Stelle des heutigen Bezirksrathauses standen, nämlich das Pfandersche Anwesen sowie das Gasthaus „Zum Adler“, um den mit der Expansion Zuffenhausens ständig wachsenden Verwaltungsapparat und die bürgerlichen Kollegien unterbringen zu können.
20. Jahrhundert: 1919 veränderten sich die rechtlichen Grundlagen der bisherigen Gemeindeverfassung massiv durch das Gesetz über das Gemeindewahlrecht und die Gemeindevertretung sowie durch die Einführung des Frauenwahlrechts im Jahr zuvor. Der Bürgerausschuss wurde abgeschafft. Kumulieren und Panaschieren bei den Wahlen in Städten unter 50.000 Einwohnern wurde aber beibehalten (das gibt es bis heute). Die Wahl wurde (und wird bis heute) als strikte Listenwahl nach dem Prinzip der Verhältniswahl durchgeführt. Wahlberechtigt waren deutsche Staatsbürger beiderlei Geschlechts nach Vollendung des 20. Lebensjahres, sofern sie mindestens sechs Monate in der Gemeinde gewohnt hatten. Das bisher an die Gemeindezugehörigkeit gekoppelte Wahlrecht war also aufgehoben. Das passive Wahlrecht für den Gemeinderat begann mit 25 Jahren. Die Zahl der Ratsmitglieder lag in Zuffenhausen bei 24, die Hälfte von ihnen, die mit der höchsten Stimmenzahl, war auf sechs Jahre gewählt, der Rest für drei Jahre.
Die Gemeinderatswahl von 1919 ergab eine Mehrheit der Sitze im Gemeinderat für die DDP (12). Die SPD erhielt sechs Sitze und die USPD einen, ebenso wie die Württembergische Bürgerpartei; die Zentrumspartei der Katholiken ging leer aus. Die Teilwahlen drei Jahre später ergaben dann sogar eine Zweidrittelmehrheit der bürgerlichen Parteien und markierten zugleich einen Tiefpunkt der SPD. Auch die Gemeinderatswahlen von 1925 und 1928 änderten an dieser grundsätzlichen Situation nichts.
In der kurz nach der Eingemeindung 1931 durchgeführten Stuttgarter Gemeinderatswahl tauchte, nachdem zuvor der von den Konservativen und Nationalliberalen unterstützte Karl Lautenschlager die Oberbürgermeisterwahl gegen den NSDAP-Kandidaten und späteren NS-Oberbürgermeister Karl Strölin haushoch gewonnen hatte, auch die NSDAP auf, obwohl sie bisher weder kommunalpolitisch noch personell aufgefallen war und erhielt in Zuffenhausen 19,5 %, gegen 32,2 % der SPD und 18 % der KPD. Allerdings stammten von den 60 Stuttgarter Gemeinderäten nur 2 (1 SPD, 1 KPD) aus Zuffenhausen.
Nach dem Machtantritt der Nationalsozialisten 1933 verloren alle Parteien außer der NSDAP an Einfluss und wurden bald verboten. Die demokratische Selbstverwaltung der Kommunen wurde beseitigt, der Gemeinderat Stuttgarts wurde am 18. März 1933 ausgeschaltet und degenerierte wie alle anderen demokratischen Institutionen zum Akklamationsgremium für verdiente Parteigenossen. Die Befugnisse des Gemeinderates gingen auf den NSDAP-Staatskommissar Karl Strölin über.

##### Moderne und Zeitgeschichte seit 1945
Am 21. April 1945 besetzten die Franzosen Zuffenhausen kampflos, nachdem unter der Drohung von Artillerieeinschlägen die Wehrmacht abgezogen war, die letzten Reste des NS-Volkssturms – 60–70 Mann unter dem Kommando des Bäckermeisters Kübler – Waffen und Uniformen abgelegt hatten und die NS-Funktionäre geflohen waren, auch weil Antifaschisten sich in Zuffenhausen zusammen getan und gedroht hatten: „Wer einen Schuss abgibt, wird umgelegt“. Die ersten antifaschistischen Kampfkomitees gründeten sich dann in Zuffenhausen auch bereits am 23. April, also zwei Tage nach dem Einrücken der Franzosen.
Das Ende des Zweiten Weltkriegs 1945 kennzeichnet kommunalpolitisch aber auch ein Ende der während des Dritten Reiches gleichgeschalteten und völlig zentral auf Berlin ausgerichteten politischen und Verwaltungsstrukturen. Nach der Kapitulation 1945 trat an ihre Stelle zunächst das ebenso umfassende Herrschaftsmonopol der westalliierten Besatzungsmächte mit dem Kontrollrat als oberster Instanz.
Unter diesem Schirm agierten auch in Zuffenhausen die antifaschistischen Kampfkomitees, die sich später in „Arbeitsausschüsse“ umbenannten und vorläufig auf der untersten Ebene die Verwaltungs- und auch Polizeiaufgaben übernahmen sowie die Arbeitseinsätze der Bürger koordinierten (z. B. mit den sog. Trümmerfrauen). Ihre Hauptaufgabe war jedoch die Sicherstellung von Ernährung und Unterkunft. Doch wurde mit Genehmigung der Franzosen auch eine 40 Mann starke Hilfspolizei aufgestellt, während ein zwölfköpfiger Ausschuss dem 1933 entlassenen Verwaltungsfachmann Lindner bei der praktischen Arbeit zur Seite stand.
Emil Schuler wurde im August, nachdem im Vormonat die Amerikaner eingerückt waren und die Franzosen sich in Richtung Tübingen zurückgezogen hatten, in Zuffenhausen als erster Bezirksbürgermeister eingesetzt, nachdem er schon vorher inoffiziell den Ortsausschuss aus meist älteren Honoratioren geleitet hatte, die alle vor 1933 politisch aktiv gewesen waren und in ihrer Mehrheit linken (SPD, KPD), liberalen oder gemäßigt konservativen Parteien (Zentrum, DDP, Bauernbund) angehört hatten oder parteilos waren.
Nach der Neubildung der Parteien kam es aber bald zu Spannungen zwischen den Arbeitsausschüssen und den neuen Parteizentralen sowie auch zur Besatzungsmacht, die dann letztlich zur Selbstauflösung dieser Gremien führte, zuerst am 10. Mai 1946 in Zuffenhausen, und die gesamte Macht lag wieder bei der Verwaltung. Die Stuttgarter Bezirksverfassung mit Bezirksbeiräten und Bezirksvorstehern, wie sie bis heute besteht und wenn auch ohne bedeutende Befugnisse (außer beratenden) funktioniert – die liegen beim Gemeinderat und dem Oberbürgermeister mit seinen Fachbürgermeistern –, ist ohne die damaligen lokalen und dezentral ausgerichteten Arbeitsausschüsse aber nicht denkbar.
Nach dem Willen der Besatzungsmacht, ab Juli 1945 die US-Armee, die die Franzosen ablöste, sollte die Demokratie auf kommunaler Ebene wieder aufgebaut werden. Ende August wurden daher wieder Parteien zugelassen, die sich wie die Gewerkschaften schon vorher formiert hatten. Arnulf Klett wurde als Oberbürgermeister eingesetzt, und ein Gemeindebeirat wurde im Oktober berufen, von Klett allerdings weitgehend zugunsten der Verwaltung ignoriert, was prompt heftige Zusammenstöße mit altgedienten SPD-Gemeinderäten auslöste. Am 26. Mai 1946 schließlich kam es zur ersten freien Wahl seit 13 Jahren, bei der die SPD mit 34,6 % das beste Ergebnis erzielte (in Zuffenhausen 46 %), ähnlich wie in den dann folgenden Landtags- und Bundestagswahlen, bei denen die SPD allerdings der CDU mit 29 zu 31 % unterlag. Emil Schuler erzielte dabei das beste Ergebnis in ganz Stuttgart. Ehemalige NSDAP-Mitglieder hatten kein aktives und passives Wahlrecht.
Nach Verabschiedung der neuen Bezirksverfassung wurden in den Stadtbezirken im März 1947 Bezirksbeiräte entsprechend dem prozentualen Wahlergebnis im jeweiligen Bezirk als beratende Gremien eingerichtet. In Zuffenhausen errang die SPD die Hälfte der Sitze (6). Die Gemeinderatswahl vom 7. Dezember 1947, bei der nach dem alten Modus die Hälfte der Mandate für sechs, die andere Hälfte für drei Jahre vergeben wurden, brachte kaum Veränderungen, ebenso wenig wie die Wahl zur Verfassungsgebenden Landesversammlung (30. Juni 1946) und die Wahl zum ersten Landtag (24. November 1946). Um das demokratische Eigenleben der Gemeinde wieder aus der Erstarrung zu lösen und die Selbstverwaltung zu reaktivieren, führte Bezirksbürgermeister Emil Schuler alsbald eine jährliche Bürgerversammlung in Zuffenhausen ein, die erstmals im Mai 1947 in der Hohensteinschule stattfand. Zuffenhausen konnte somit dank seiner Tätigkeit an die Entwicklung zum Stadtbezirk vor 1933 anknüpfen und diese abschließen. Die weitere Entwicklung bis heute verlief dann auf dieser Basis in ruhigen demokratischen Bahnen. Als Emil Schuler 1953 starb, folgte ihm von 1953 bis 1967 Gustav Ohmenhäuser. 1967 bis 1979 amtierte Walter Frank als Bezirksvorsteher. Ihm folgte 1980 Wolfgang Meyle, der das Amt bis 2008 ausübte. Seither amtiert Gerhard Hanus in dieser Funktion.

##### Kirchen

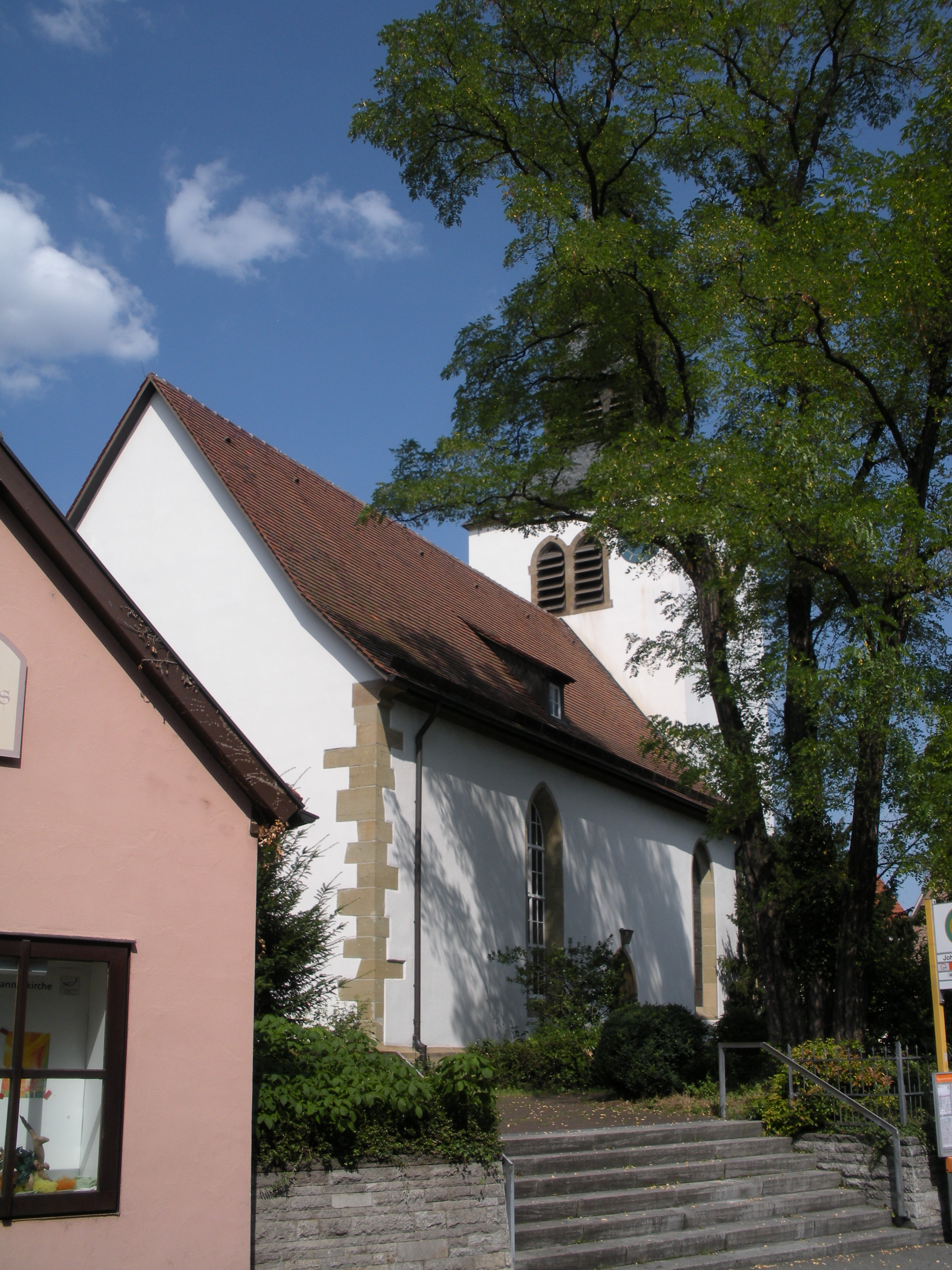
Die nach dem Dreißigjährigen Krieg bis 1654 wieder aufgebaute evangelische Johanneskirche, die damals noch dem Hl. Hippolytus geweiht war

Die evangelische Kirchengemeinde in Zuffenhausen unterstand zunächst weiterhin der Verwaltung des Cannstatter Dekanates, zwischen 1719 und 1736 wie schon die Gemeindeverwaltung dem dortigen Oberamt der neu geschaffenen Superintendenz in Ludwigsburg. In dieser Periode wurde 1723 auch die Konfirmation eingeführt. Zwischen 1690 und 1766 amtierten fünf namentlich bekannte Pfarrer in Zuffenhausen. Unter ihrer Ägide wurden unter anderem die inzwischen baufällige, immer noch dem heiligen Hippolyt geweihte Kirche – die Umbenennung in Johanneskirche erfolgte erst 1903 – erneuert, vor allem der baufällige Turm, ebenso das Pfarrhaus; auch gab es neue Glocken. Die Arbeiten zogen sich bis 1741 hin. 1764 und 1785 wurde die Kirche erneut renoviert und erhielt 1768 und 1776 eine neue Glocke, da die alte gesprungen war, und eine Orgel.
Nach einer königlichen Verordnung von 1851 mussten auch Kirchenälteste genannte Kirchengemeinderäte gewählt werden. Die Beteiligung an dieser ersten Wahl in Zuffenhausen war allerdings gering, denn von den 296 wahlberechtigten Männern machten nur 78 von ihrem Wahlrecht Gebrauch.
Die alte Johanneskirche war spätestens im letzten Drittel des 19. Jahrhunderts mit ihren 476 Sitzplätzen viel zu klein für die Gemeinde geworden, und so begann man ab den 1890er-Jahren über eine Renovierung des verfallenden Gebäudes und auch über einen Neubau nachzudenken. Schließlich wurde 1897 trotz Finanzierungsproblemen mit dem Bau der weit größeren Pauluskirche begonnen, die mindestens 1100 Plätze haben sollte und bei deren Einweihung 1903 sogar das Königspaar anwesend war.
Nach 1918 bestand die Zuffenhäuser Kirchengemeinde dann nach der enormen Einwohnerzunahme aus drei Pfarrämtern. Besonders Pfarrer Berner bekannte sich dabei im Dritten Reich im Rahmen des NS-Kirchenkampfes zu den NS-hörigen sog. Deutschen Christen ganz in der Tradition des protestantischen Antisemitismus bzw. eigentlich Antijudaismus, den bereits Martin Luther unter anderem in seiner 1543 erschienene Schrift „Von den Jüden und iren Lügen“ mit Vorschlägen propagiert hatte (Synagogen, Häuser, Schulen, Bücher verbrennen, enteignen, in Ställe sperren, Todesstrafe für Rabbiner, wirtschaftliche Tätigkeit verbieten, Zwangsarbeit, wie tolle Hunde vertreiben), die den späteren der Nationalsozialisten in nichts nachstanden und von ihnen in die Tat umgesetzt wurden. Dieser theologische Antisemitismus und Antijudaismus wurde erst im Stuttgarter Schuldbekenntnis vom Oktober 1945, dazu noch relativ halbherzig revidiert, und ist so auch von Otto Dibelius und Martin Niemöller vertreten worden, ja sogar von Dietrich Bonhoeffer bei all seinem Mitleid für das schreckliche Schicksal der Juden im Dritten Reich. Adolf Hitler sahen die Deutschen Christen, die nun in der nächsten Zeit vor allem das protestantische Leben in Zuffenhausen beeinflussten, als von Gott gesandt an, versuchten Jesus zu „entjuden“ und zum Arier zu erklären. Die Kirchenwahlen 1933 vollzogen sich entsprechend bereits unter NS-Kontrolle. Die Kontroverse um den wegen seiner linken Gesinnung verhafteten Pfarrer Gotthilf Schenkel, von dem sich der Kirchengemeinderat flugs distanziert hatte, stand dabei im Mittelpunkt. Im Herbst 1933 begann die NSDAP eine Kampagne gegen den Stadtpfarrer Völter, der nach massivem Druck des NSDAP-Ortsgruppenleiters auf das Dekanat in den Ruhestand geschickt wurde. Die Landeskirche wehrte sich jedoch nach Möglichkeit gegen derartige Manöver, obwohl ihr Vorsitzender, Landesbischof Wurm, abgesetzt und unter Hausarrest gestellt worden war. Nach dem faktischen Scheitern der deutschen Christen bis 1935 wandten sich allerdings alle Zuffenhäuser Pfarrer der evangelischen Kirche, auch die bisher eher linientreuen, gegen die Nationalsozialisten, obwohl die generelle Haltung der Kirchen gegenüber dem Dritten Reich eher ambivalent war und wie das unglückliche Beispiel des 1928 bis 1926 als Pfarrer in Zuffenhausen, später in Ulm als Dekan wirkenden Theodor Kappus ausweist, immer noch „zwischen Anpassung und Widerstand“ schwankte, wobei die Anpassung und Zustimmung zur NS-Politik bei weitem überwogen, auch wenn Pfarrernotbund und Bekennende Kirche wesentliche, allerdings von den Amtskirchen eher distanziert betrachtete Elemente des Widerstands waren.
Auch die katholische Gemeinde hatte sich unterdessen zusammen mit den wirtschaftlichen Aufschwung stark entwickelt und benötigte mit der Zeit eine eigene Kirche, die dann 1902 St. Antonius geweiht und prächtig mit (nicht mehr erhaltenen) Malereien im Nazarener-Stil ausgeschmückt wurde. Die katholische Gemeinde von St. Antonius in Zuffenhausen war allerdings wesentlich kleiner als die evangelische, und 1933 lebten gerade einmal 2000 Katholiken hier. Sie war zudem wegen ihrer Orientierung auf Rom grundsätzlich weit weniger selbstständig als die protestantische und überdies auch noch an das 1933 ausgehandelte Reichskonkordat gebunden. Doch hielt die Diözese Rottenburg, deren Bischof Joannes Baptista Sproll 1938 von den Nationalsozialisten sogar vertrieben worden war (dessen Geschäfte denn der einst in Feuerbach und Zuffenhausen als Pfarrverweser tätige Weihbischof Franz Joseph Fischer bis 1945 weiterführte), Distanz zu den Nationalsozialisten, und entsprechen verfuhr auch die lokale Gemeinde und ihr Pfarrer. Dabei kam dem 1929 an der Schlotwiese quasi als Konkurrenz zum SPD-Waldheim errichteten DJK-Heim eine besondere Bedeutung zu. Doch wie zuvor schon das Waldheim der Arbeiterschaft wurde es ebenfalls 1936 beschlagnahmt, zumal dort vor allem von der Kolpingfamilie eine katholische Jugendarbeit durchgeführt worden war, die der Hitlerjugend keinesfalls gefiel. Allerdings wurde die Jugendarbeit von der katholischen Geistlichkeit insgeheim weitergeführt, auch wenn dabei die Gefahr von Hausdurchsuchungen und Gestapoverhören bestand.

##### Schulwesen
Mitte des 16. Jahrhunderts erhielt Zuffenhausen erstmals eine Schule, die ab 1559 auch mit einem besoldeten Schulmeister ausgestattet war: Jörg Rörlin, der nun in dem kurz zuvor erbauten Schulhaus amtierte, zunächst fünf Knaben unterrichtete (Mädchen durften nicht zur Schule) und das Amt des Mesners versah.
Ebenfalls bekannt sind die Zuffenhäuser Schulmeister der frühneuzeitlichen Periode. Die erste Zuffenhäuser „Berühmtheit“ war sogar ein Sohn einer dieser Lehrerpersönlichkeiten: Christian Gottfried Elben, der Gründer der Zeitung Schwäbischer Merkur. Im Zuge der öffentlichen Baumaßnahmen wurde 1725/26 nun auch das alte Schulhaus erneuert, da sich das baufällige alte nun zunehmend auch noch als zu klein erwies für die inzwischen 140 Schüler, die dort nun nach dem dramatischen Rückgang während der Franzoseneinfälle lernten. Es gab dabei mit Rücksicht auf die landwirtschaftlichen Belastungen auch der Kinder eine Sommer- und eine Winterschule, letztere inzwischen 8 und 10 und zwischen 12 und 15 Uhr. Die Sommerschule dauerte von 6 bis 8 und für die noch nicht arbeitenden Kinder von 8 bis 10 Uhr. Nachmittagsunterricht war für alle zwischen 12 und 14 Uhr. 1789 war die Zahl der Schüler von ca. 110 im Winter und 100 im Sommer auf 169 im Winter und 153 im Sommer gestiegen, so dass 1809 ein neues Schulhaus gebaut werden musste. Die bisher auf Zucht und Ordnung basierende Unterrichtsmethode wurde am Ende des 18. Jahrhunderts langsam durch die neue Pestalozzische Methode ersetzt. Einer der bekanntesten Schulmeister war im Übrigen Carl Silcher, Vater Friedrich Silchers. Carl Silcher, pädagogisch wie musikalisch sehr begabt, trat 1774 in Zuffenhausen die Stelle eines Provisors an, eine Art Junglehrer in Ausbildung. Er blieb bis 1782 und heiratete 1783 die Zuffenhäuser Sattlerstochter Hedwig, die ihm 1789 in Schnait, wo er nun als Schulmeister amtierte, den Sohn Phillip Friedrich gebar.
Eine wichtige Neuerung brachte das Volksschulgesetz von 1836. In Zuffenhausen wurde nun in mehrere Klassen unterteilt, und 1846 gab es bei 420 Kindern vier Schulklassen, die von einem Schulmeister, zwei Unterlehrern und einem Lehrgehilfen unterrichtet wurden. Daneben hatte es jedoch schon seit 1820 sog. „Kinderindustrieschulen“ gegeben, in denen vorzugsweise saisonal Kinder, insbesondere Mädchen, in praktischen Fertigkeiten unterrichtet wurden, die sie bei der häuslichen Arbeit benötigen würden. Die Oberaufsicht führten hier der Pfarrer und seine Frau. 1851 wurde zudem eine Kleinkinderschule für Kinder ab drei Jahren eröffnet (also ein Kindergarten), die trotz Kostenpflicht mit über 100 Kindern überraschend stark angenommen wurde.

### Wirtschaft und Soziales

#### Wirtschaft und Wirtschaftsgeschichte

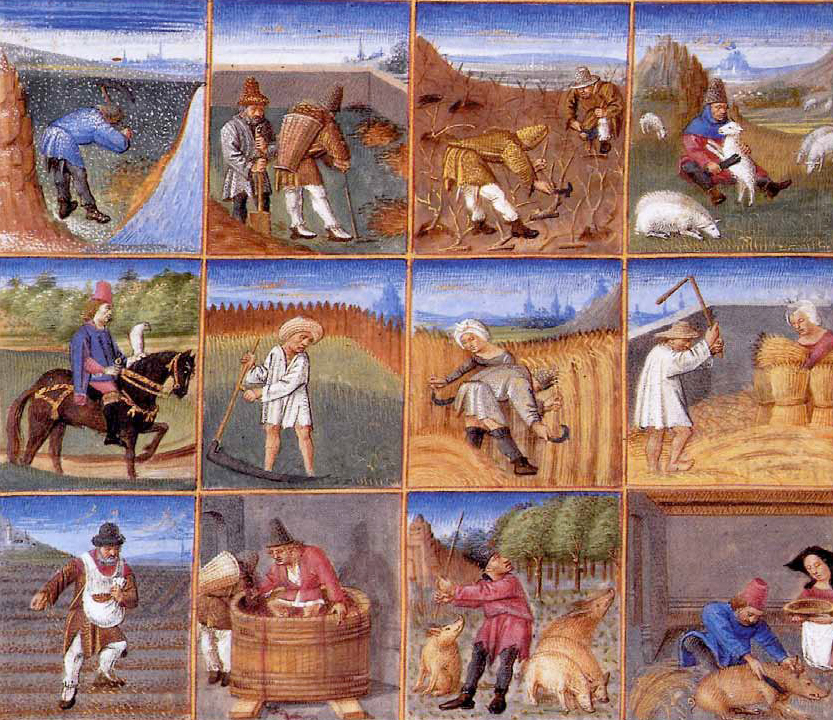
Bauernkalender um 1470 nach einem Text von Pietro Crescenzi aus dem Jahr 1306. Er zeigt die hauptsächlichen Tätigkeiten für den jeweiligen Monat.

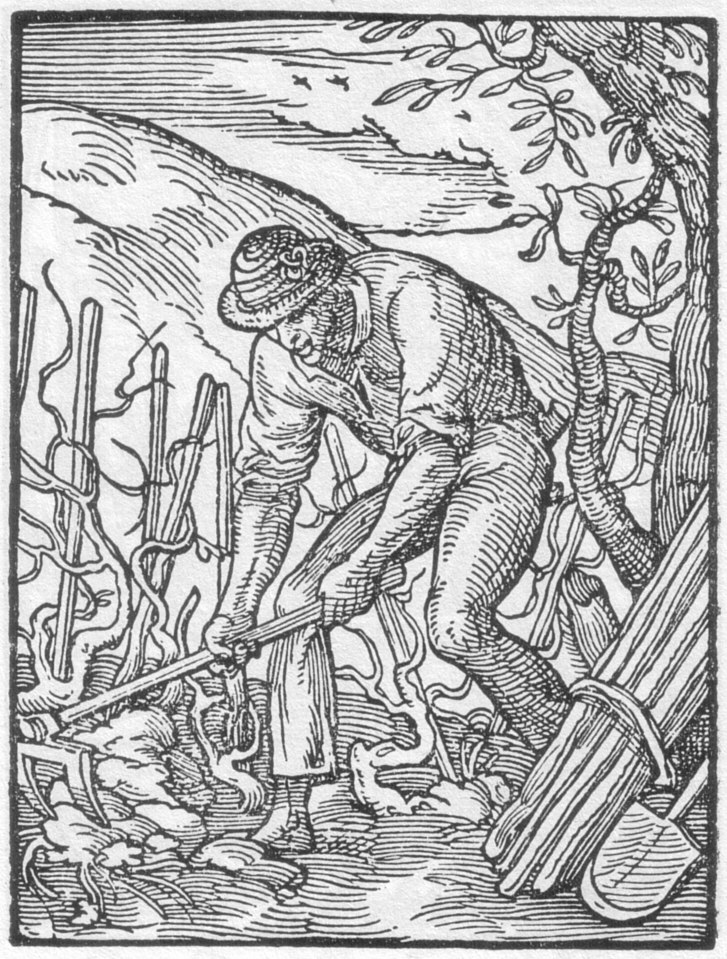
Der Rebmann. Holzschnitt aus: Jost Amman (1539–1591); erstmals Frankfurt am Main 1568; auch bekannt als Das Ständebuch

##### Mittelalter
Wirtschaftliche Grundlagen und Strukturen: Strukturell herrschte im mittelalterlichen Südwestdeutschland das Haufendorf vor, so wie Zuffenhausen auch eines gewesen ist. Die Flur eines solchen Haufendorfes war auch in Zuffenhausen in drei ringförmig von der Siedlung ausgehende Schichten unterteilt. Der innere Bereich umfasste die Siedlung selbst, die Hofstätten mit Gärten und Wohngebäude. In vielen Fällen, so auch in Zuffenhausen, wie alte Abbildungen ausweisen, war dieser Bereich durch einen Dorfzaun oder eine Hecke, den Etter, vom nächsten Ring abgegrenzt, der die eigentliche Feldflur mit Äckern und Wiesen bildete. Den äußeren Ring bis zur eigentlichen Dorfgrenze bestand aus gemeinschaftlich genutzten Allmendflächen, meist aus Wiesen und lockeren Wäldern. Die Feldflur konnte überdies nochmals in die Teile Sommerfeld, Winterfeld und Brache unterteilt sein, die wiederum von Zäunen abgegrenzt waren, die sog. Zelgen oder Ösche. Innerhalb der Zelgen waren jeweils mehrere Flurstücke zu Gewannen zusammengefasst, so dass jeder Bauer in jeder Zelge ungefähr ein Drittel seines Wirtschaftslandes hatte, die im jährlichen Wechsel für Sommer- und Wintergetreide oder als Brache genutzt wurde, so dass die vorhandenen Flächen effektiv genutzt werden konnten. Die letzten Reste dieser Dreifelderwirtschaft verschwanden meist erst im 19. Jahrhundert, als die künstliche Düngung und neue Bearbeitungsmethoden mit Futterpflanzen, Rüben und Kartoffeln aufkamen. Angebaut wurden damals vor allem Dinkel, Roggen, Emmer, Hafer und Gerste, in den Gärten Hülsenfrüchte, meist Linsen, und Gemüse. Hanf und Flachs dienten zur Textilproduktion. Weinbau war verbreitet, vor allem zeitweise während des mittelalterlichen Klimaoptimums zwischen 1000 und 1300.
Die Bearbeitung mit Egge und Hakenpflug war mühsam, zumal nicht alle über Zugtiere verfügten. Ein Korn Saatgut erbrachte drei bis vier Körner Ernte (heute ca. 1:60 und mehr). Davon mussten die Bauern nicht nur den Zehnten an den Grundherren abgeben, sondern auch noch das Saatgut abzweigen. Viehwirtschaft war hauptsächlich Weidewirtschaft, Stallhaltung gab es nur im Winter und so weit das Futter reichte. Die dabei überzähligen Tiere, vor allem Schweine, wurden dann geschlachtet und sicherten die Ernährung im Winter. Für diese Schweinemast war die Waldweide sehr wichtig. Besonders bei der Waldweide gab es aber auch häufig, wie zahlreich für Zuffenhausen belegt, Streitigkeiten, da die Wälder direkt den Herrschaften gehörten, die an der Nutzung teilhaben wollten. Zunehmende Wildschäden und Einschränkung der bäuerlichen Waldnutzung waren dann gegen Ende des Mittelalters auch Ursache für die wachsende Unzufriedenheit der Bauern gegenüber ihren Herren, die über diese noch das Jagdrecht hatten und es mit dem Aufkommen der großen Fürstenhöfe immer exzessiver nutzten, Wilderer dabei oft drakonisch bestraften.
Die Haupterwerbsquellen der Einwohner von Zuffenhausen waren bis ins 19. Jahrhundert Acker- und Weinbau sowie Viehzucht (Rinder, Schweine und Schafe) und Waldwirtschaft, soweit der Wald gemeindeeigen war (ca. 500 Morgen, ca. 150–250 Hektar, heute 58 Hektar). Hauptsächlich wurde auf der Gemeindemarkung Getreide im Rahmen einer Dreifelderwirtschaft angebaut. Von besonderer Bedeutung war der Wein. Die Abgaben waren bis zur Zehntablösung Mitte des 19. Jahrhunderts, als alle Steuern in Geldabgaben umgewandelt wurden, in Naturalien zu leisten. Vor allem das Kloster Bebenhausen bezog schon im Mittelalter hohe Einkünfte aus Zuffenhausen auch in Form von Wein. Über die Nutzung nicht gemeindeeigener Wälder als Waldweide entbrannte immer wieder Streit.
Wie in jedem anderen Dorf gab es in Zuffenhausen stets auch allerlei Wirte und Handwerker, also Bäcker, Küfer, Maurer, Schmied, Schneider, Wagner und Zimmermann, dazu wegen des lehmhaltigen Bodens eine Ziegelei. Vorübergehend war auch ein Krämer ansässig. Mühle und Kelter gehörten ebenfalls dem Kloster Bebenhausen, wie eine Urkunde für die Mühle aus dem Jahre 1293 belegt, ebenso das Lagerbuch von 1356. Weitere Eigentümer, die aus der Produktion des Dorfes ihren Nutzen zogen, waren das Esslinger Spital, das Kloster Lorch und die Grafen von Württemberg, denen es zudem im 15. Jahrhundert gelang, die Schirmvogtei über das Kloster Bebenhausen an sich zu bringen, so dass alle obrigkeitlichen Rechte nun an sie übergingen und auch ein Teil der Erträge. Wo diese Grundeigentümer nicht selbst wirtschafteten, zogen sie Gewinn auch Pachterträgen. Das führte wiederum später zu Beginn des 16. Jahrhunderts unter Herzog Ulrich mit zum Ausbruch der Bauernkriege, als dieser nämlich versuchte, seine steigenden Schulden durch Erhöhung der Abgaben bei den Bauern und Reduzierung der Maße und Gewichte zu begleichen.

##### Frühe Neuzeit
Einen dramatischen Einbruch der Wirtschaft brachte der Dreißigjährige Krieg mit sich. Vor allem ab 1634 entstanden massive wirtschaftliche Schäden durch Truppendurchzüge und Einquartierungen. Zudem hatten die Pest und kriegerische Handlungen sowie die Flucht der Einwohner entscheidende negative Auswirkungen. Selbst nach Ende des Krieges erholte sich die Wirtschaft nur langsam, auch wenn die brach liegenden Flächen nun wieder zunehmend bewirtschaftet wurden, wie Abrechnungslisten der externen Eigentümer zeigen. Das Handwerk erholte sich mit am schnellsten, nachdem die Einwohnerzahl durch Zuwanderungen und Rückkehrer wieder aufgefüllt wurde, und zwischen 1650 und 1692 weisen Tauf- und Sterbebücher folgende Handwerker auf: Bäcker, Fuhrleute, Kessler, Küfer, Maler und Gipser, Maurer, Metzger, Schmied, Schneider, Schreiner, Schuhmacher, Wagner, Weber, Wirte, Müller. Es gab bald auch wieder reiche Zuffenhäuser, allerdings auch sehr arme, die oft als Gestrandete im örtlichen Armenhaus ihr Leben fristeten, und solche mit hohen Schulden.
Der Franzoseneinfall Ende des 17. Jahrhunderts hatte der Landwirtschaft erneut schwere Schäden zugefügt, doch ging es danach wieder rasch aufwärts, denn schon die Steuerschätzung von 1702 nennt für Zuffenhausen rund 1286 Morgen bebautes und nur 11 Morgen brach liegendes Ackerland. 1716/17 wurde gar kein brach liegendes Land mehr festgestellt, auch bei den Weingärten nicht mehr. Als neue Frucht wurde zu Beginn des 18. Jahrhunderts nun auch Mais, das sog. „Welschkorn“, angebaut, der bereits 1734 zu den Kleinzehntfrüchten gehörte (alles, was nicht Großzehnt, also Großvieh und Getreide war); dazu wurde besonders von waldensischen Flüchtlingen die Kartoffel in Württemberg eingeführt, die relativ bald die minderwertigeren Hülsenfrüchte verdrängte. Schafzucht war verbreitet, und die Gemeinde besaß ein eigenes „Schafhaus“. Handwerk und Handel blühten ebenfalls, es gab eine große Mühle und mehrerer Wirtshäuser, darunter das erste, 1703 namentlich erwähnte, der „Hirsch“. Auch die mit Wirtschaften oft einhergehenden Schwierigkeiten wie Schlägereien und Prostitution sind ausführlich bezeugt. Die Tochter eines der Wirte, des Sonnenwirts, wurde später die Großmutter von Friedrich Silcher, denn ihre Tochter Hedwig Heinrica heiratete den Zuffenhäuser Sattler Christian Sprecher, die spätere Ehefrau von Carl Silcher und Mutter des Komponisten, ihres einzig überlebenden Kindes, das dann in Schnait zur Welt kam. Das Gasthaus „Sonne“, in dem Silchers Mutter aufwuchs, gibt es bis heute nebst einem „Silcherstüble“. Später diente es von 1858 an als Unterkunft für bis zu acht Geisteskranke, betreut von Andreas Frank. Wie lange die „Franksche Irrenanstalt“ dort blieb, ist aus den heute erhaltenen Akten nicht mehr feststellbar.

##### Späte Neuzeit und Moderne
Noch im 19. Jahrhundert war nach einer Beschreibung des Oberamtes Ludwigsburg von 1859 die bäuerliche und handwerkliche Erwerbstätigkeit vorherrschend. Die Landwirtschaft machte immer größere Fortschritte, was Anbaumethoden und Fruchtwahl anging. Auch die Vieh- und Milchwirtschaft war bedeutend. Der Wein allerdings galt als verbesserungsbedürftig. Gegen Mitte des 19. Jahrhunderts gewann die Geflügelzucht an Bedeutung.
Es gab mehrere Steinbrüche, eine Kelter, Mühle und Ölmühle sowie ein breites Spektrum offenbar prosperierender Handwerker, dazu Lohnabhängige, die als Dienstboden, Knechte oder Tagelöhnern teils auch außerhalb des Ortes ihr Brot verdienten, nicht zuletzt auch bei der Eisenbahn und in den Steinbrüchen oder der Ziegelei.
Besonders kennzeichnend für Zuffenhausen ist im 19. Jahrhundert jedoch der mit der industriellen Revolution einhergehende gesellschaftliche und soziale Wandel von einer dörflich-handwerklich strukturierten Bevölkerung mit vorwiegend bäuerlicher Subsistenzwirtschaft und eher geringem überörtlichem Handel zu einer Arbeiterbevölkerung in abhängigen Beschäftigungsverhältnissen mit einer starken Zunahme des vor allem mittelständischen Handelsgewerbes. Der Ort wurde so im Laufe der Jahrzehnte zu einem Industriestandort mit einer starken Prägung als Arbeiterstadt mit politisch linker Tradition. Die Oberamtsbeschreibung von 1859 stellt Zuffenhausen aber immer noch als idyllisches Dorf dar, wenn auch mit Anlagen zur Weiterentwicklung. Mit 2002 Einwohnern nahm es die erste Stelle unter den Dörfern des Bezirks ein. Es zeigte bereits städtische Züge. Nach der Flurkarte von 1827 (Württembergische Landesvermessung) hatte die Besiedlung bereits die Ludwigsburger Straße in westlicher Richtung bergauf leicht überschritten. 1869 belief sich der Gemeindeetat auf 3600 Gulden (ca. 140.000–180.000 €). Die Kriminalität war stark angestiegen, was der zuständige Schultheiß auf die zahlreichen Zuwanderer schob.
Die ersten Zeichen der beginnenden Industrialisierung des Ortes zeigten sich relativ früh. Nachdem man 1819 das herzogliche Jagdschlösschen auf der Schlotwiese abgebrochen und das Gelände an die Evangelische Brüdergemeinde Korntal verkauft hatte, richtete diese dort 1828 zunächst eine sog. Kinderrettungsanstalt für arme und verwahrloste Kinder ein, in der seit 1833 fortwährend 40 Kinder bis zum Alter von sechs Jahren lebten, die man zur Arbeit in einer ebenfalls hier untergebrachten Seidenraupenzucht „anhielt“. Die Schlotwieser Seide war ein profitables Produkt, und die Produktion expandierte stark. Als 1846 die Kinder in das alte Fabrikgebäude des Unternehmens Schüle nach Korntal verlegt wurden, wandelte diese die Gebäude in eine Textilfabrik zur Herstellung von Manchesterstoffen um. Mit dieser ersten Zuffenhäuser Fabrik kam auch die erste Dampfmaschine nach Zuffenhausen; sie leistete 20 PS. Insgesamt gab es 25 dampfgetriebene Webstühle.
Der zweite Industriebetrieb, der sich in Zuffenhausen ansiedelte, war 1865 die Glasfabrik Rominger (später Böhringer & Co.), die als erste den Zuffenhäuser Bahnhof für ein Anschlussgleis zu nutzen versuchte, allerdings erfolglos.

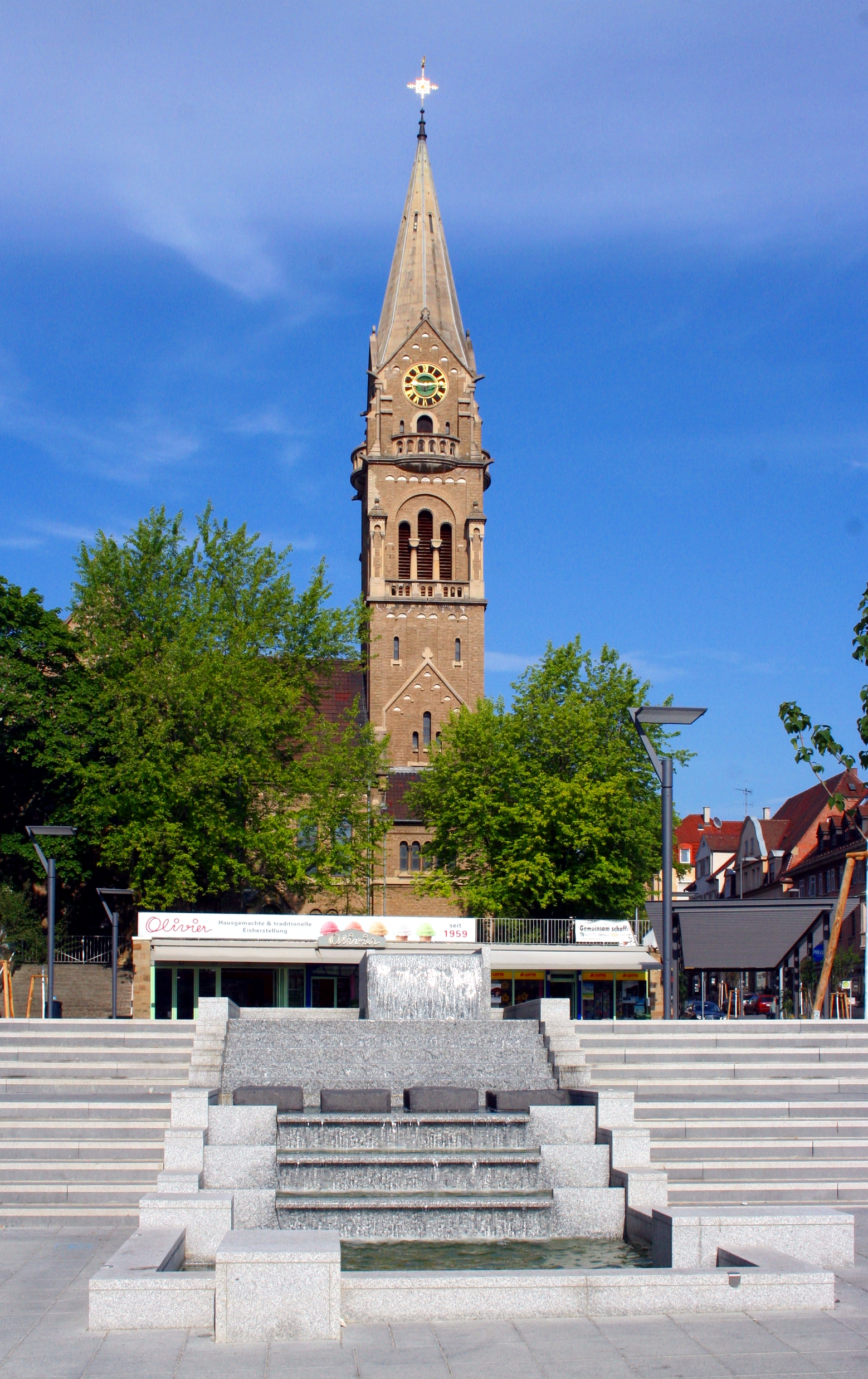
Evangelische Pauluskirche, erbaut um 1903, also vor der Stadterhebung 1907. Ihre repräsentative Architektur spiegelt das Selbstbewusstsein und die der Industrie zu dankende wirtschaftliche und finanzielle Potenz der Zuffenhäuser wider, die allerdings nicht anhielt. Vor der Eingemeindung 1931 war Zuffenhausen praktisch pleite (Hauptgrund der freiwilligen Eingemeindung). Hier die aktuelle Ansicht von 2011 mit dem renovierten Emil-Schuler-Platz als neuem Stadtzentrum.

Weitere Industrieansiedlungen folgten nach relativ schleppendem Beginn jetzt relativ dicht aufeinander, so dass die gewerbliche Entwicklung in Zuffenhausen im Kleinen der Entwicklung von Württemberg auf dem Weg vom Agrikulturstaat zum Industriestaat entspricht. Sie fanden naturgemäß vor allem entlang der seit 1846 bestehenden Bahntrasse statt, wo mehrere Gewerbegebiete entstanden, eine Struktur, die sich bis heute bewahrt hat. Die prosperierende, durch starke Bevölkerungszunahme geprägte Gemeinde wurde, nachdem zwei Zählungen ergeben hatten, dass die Einwohnerzahl nun 10.000 überstieg, 1907 zur Stadt erhoben (Gemeinde 1. Klasse).
Die Entwicklung der Einwohnerzahl verlief wie folgt:
1863: 1885, 2015, 1895, S. 3828: 5700, 1900: 7682, 1905: 10.036, 1928: 15.455, 1931: 15.622. Zwischen 1935 und 1939 nahm die Einwohnerzahl wegen der starken Industrieansiedlungen nochmals um 3000 auf fast 21.000 zu. Das Glaubensbekenntnis war vorwiegend protestantisch. Die Bevölkerung stieg somit zwischen Reichsgründung und NS-Zeit um das Achtfache, zeitweise der höchste Anstieg unter allen württembergischen Gemeinden.
Die wichtigsten Industrieansiedlungen nach den beiden oben genannten waren:
Bis 1868 neben Rominger die Dampfziegelei Knecht und die Ölmühle Veil, 1873 die Teerfabrik Burck, 1875 die Fa. Blessing für landwirtschaftliche Maschinen (ab 1904 Eisenmöbelfabrik Lämmle) als erste Zuffenhäuser Fabrik mit Weltgeltung, ebenfalls international bedeutend die Fa. Beer & Siegel (Schrotmühlen und Buttermaschinen), 1880 Fa. Zahn & Nopper (Eisen- und Stahlhandlung), 1882 die Maschinenfabrik Kiefer, 1896 die Eisengießerei Kuhn (danach Parkett-Frank, heute Autohaus Staiger), die Stuhlfabrik Julius Veith, die repräsentativ für das hiesige Schreinergewerbe war, das weit überregionale Bedeutung hatte, 1897 die Lederfabrik Sihler & Co. sowie ein Zweigwerk der Schuhfabrik J. Sigle, das von Rothschild an der Schwieberdinger Straße errichtet wurde, 1898 die Lumpensortieranstalt von Moritz Horkheimer (Vater des berühmten Philosophen Max Horkheimer), 1897/98 die Lederfabrik Zuffenhausen, 1906 die Metalldrahtfabrik Kreidler, 1910 die Eisengießerei Schuler, auf deren Gelände sich später die Speditionsgesellschaft H. v. Wirth niederließ, 1918 die Lack- und Farbenfabrik Karl Wörwag, die heute industrielle Beschichtungsstoffe herstellt.
Die Bahnlinien ermöglichten den Arbeitern ein bequemes Pendeln in die umliegenden Industrieorte wie Ludwigsburg, Stuttgart usw., und Zuffenhausen wandelte sich so endgültig von einer ländlichen zu einer Arbeiterwohngemeinde. Eine entsprechend rege Bautätigkeit zeugt davon, und der Ort wuchs ab 1870 westlich immer weiter über die Ludwigsburger Straße hinaus in Richtung Bahnhof, wobei eine schachbrettartige Anlage der Siedlung entstand. 1898 wurde zudem auf Beschluss des Gemeinderates ein Wochenmarkt eingeführt.
Im 20. Jahrhundert setzte sich die Industrialisierung Zuffenhausens verstärkt fort. Die in der ersten Jahrhunderthälfte hier angesiedelten, später von Heinkel übernommene Hirth Motoren GmbH sowie die enge Nachbarschaft zur Robert Bosch GmbH und andere lokale, rüstungswichtige Technologieunternehmen wie der Motorenhersteller Kolb (Flugzeugmotoren) machten die Stadt im Zweiten Weltkrieg zum bevorzugten Ziel alliierter Luftangriffe, die auch viele der mehrere tausend Insassen der hiesigen fünf Zwangsarbeiterlager töteten.
Nach Kriegsende 1945 kam es in den ersten beiden Jahrzehnten zu einem massiven Bevölkerungsanstieg in Zuffenhausen, der besonders hier auf einem dynamischen wirtschaftlichen Aufschwung beruhte, der sich anfangs auch aus der Währungsreform von 1948 und dem Marshallplan speiste, die mit zum sog. Wirtschaftswunder der 1950er-Jahre führten. Das Arbeitsplatzangebot stieg stark an, denn ansässige Unternehmen expandierten, andere verlegten ihren Sitz aus dem Stadtzentrum nach Zuffenhausen und neue Unternehmen siedelten sich an, so dass das im Nordwesten gelegene Gewerbegebiet stark ausgeweitet und verdichtet wurde. Vor allem Automobilindustrie (Porsche), Elektrotechnik- und Telekommunikation (C. Lorenz, Mix & Genest bzw. deren Nachfolgeunternehmen Standard Elektrik Lorenz) und der eher mittelständisch strukturierte Maschinenbau waren vertreten, etwa Behr, dazu Unternehmen wie Wörwag (Lacke). Gleichzeitig nahm der Umfang bäuerlichen Wirtschaftens in Zuffenhausen vor allem wegen des großen Flächenverlustes enorm ab, und aus dem Dorf war endgültig eine Stadt geworden.

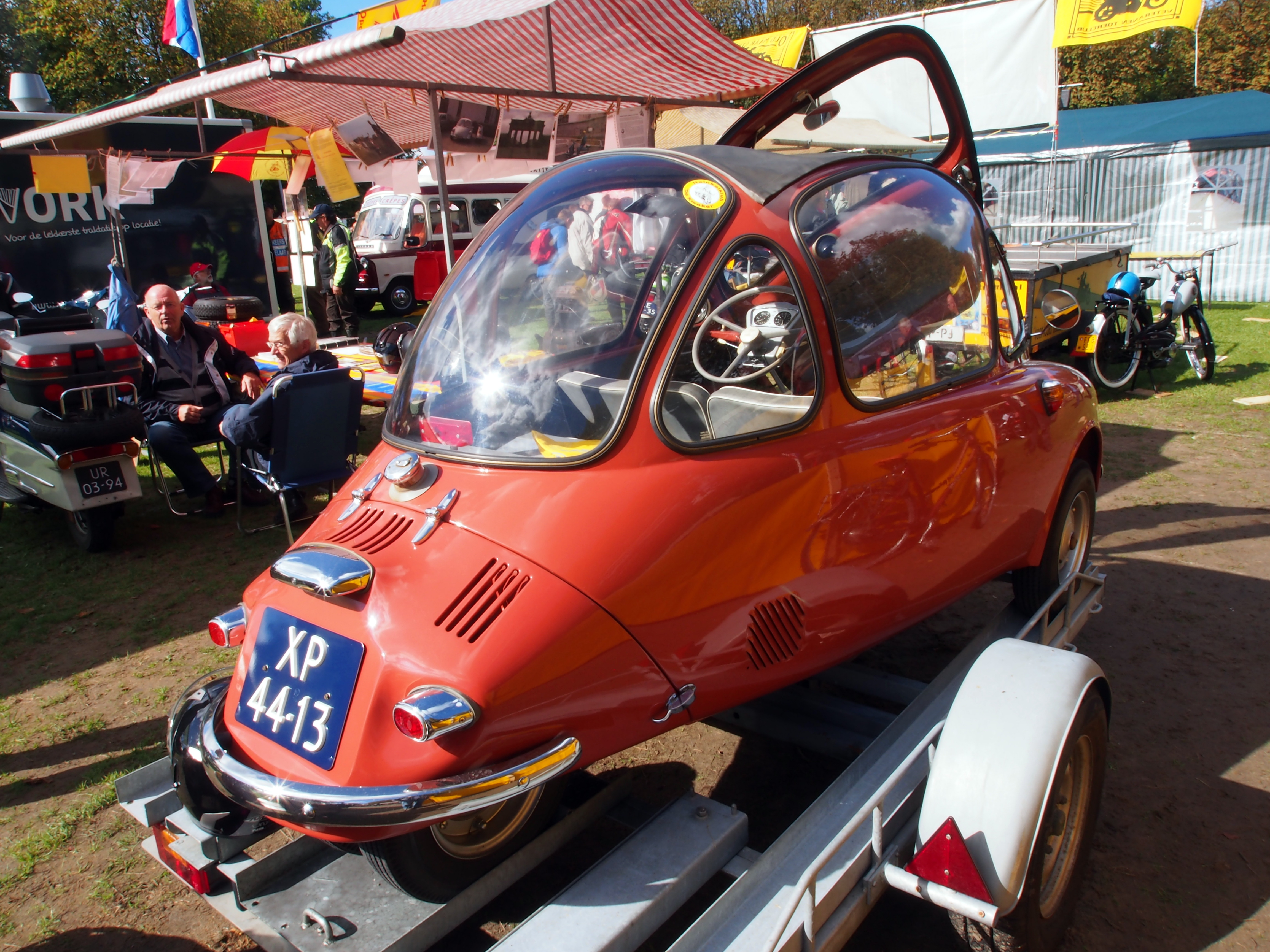
Der Mitte der 1950er in Zuffenhausen hergestellte dreirädrige Heinkel-Kabinenroller, hier als Heinkel 154, 1957

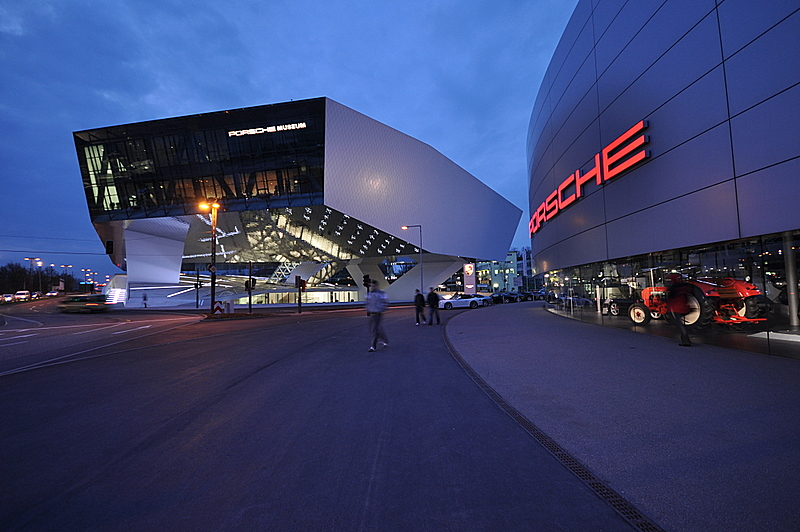
Neues Porsche-Museum, 2009 eröffnet, hier Ansicht bei Nacht

Heute ist Zuffenhausen u. a. Sitz des Automobilherstellers Porsche, des Telekommunikationsausrüsters Alcatel-Lucent und des Bauunternehmens Wolff & Müller. Gesamtstädtisch ist Zuffenhausen somit ein wichtiger Wirtschafts- und Arbeitsplatzstandort, nicht nur als Sitz von weltbekannten Unternehmen, sondern auch von deren Zweigbetrieben und zahlreichen mittelständischen und kleinen Betrieben, indes die Dürr AG heute nur noch durch ein Zweigwerk vertreten ist. Der Schwerpunkt liegt dabei auf dem produzierenden Gewerbe und weit weniger im Dienstleistungssektor. Allerdings sind in den letzten Jahrzehnten auch lange ansässige Unternehmen wieder verschwunden, etwa die Unternehmen Scharpf, Sümak, Zaisser, Kreidler oder Bodenmüller. Bei Porsche, dem größten Gewerbesteuerzahler in Stuttgart, entstand mit dem Porsche-Museum gleichzeitig ein neuer, künstlerisch gestalteter Platz an der S-Bahnhaltestelle Neuwirtshaus und ein repräsentatives Zentrum. Zuffenhausen ist heute der Stadtteil mit einem dem höchsten Migrantenanteile in der Bevölkerung.
Die Wirtschaft Zuffenhausens hat sich schon früh in mehreren Vereinigungen organisiert:
Anfänge:
- 1872 der Zuffenhäuser Gewerbeverein, der sowohl 1898 eine gewerbliche Fortbildungsschule gründete wie auch 1922 eine Bank: die Kreditgenossenschaft Gewerbe- und Handelsbank Zuffenhausen, aus der dann später die „Volksbank Zuffenhausen“ hervorging.
- Die Gründung eines Konsumvereins wurde ab 1900 in Angriff genommen. Eine Darlehenskasse gab es ebenfalls bald.
- Ein Zuffenhäuser Wirtsverein bestand seit den 90ern des 19. Jahrhunderts.

Heute bestehen vor allem:
- Bund der Selbständigen BDS. Seit 1909 Gewerbe- und Handelsverein Zuffenhausen, 1872 gegründet (123 Gewerbetreibende, 1900: 244 Einzel- und 376 Mehrpersonenbetriebe), 1933 von den Nationalsozialisten aufgelöst, 1951 neu gegründet[105]
- 1997 wurde der Handels- und Gewerbeverein Stuttgart-Rot gegründet, der mit mehreren anderen Vereinen die Initiative Soziale Stadt unterstützte.

#### Soziale Verhältnisse und politische Entwicklungen

##### Das dörfliche Mittelalter
Die gesellschaftliche Struktur Deutschlands im hohen Mittelalter unterschied sich grundlegend von der heutigen. So wie das Wirtschaftsleben in viele kleine Einheiten zerfiel, die nur wenig untereinander austauschten, lag entsprechend auch in der Gesellschaft das Schwergewicht auf den kleinen, engen Verbänden, und auf unmittelbaren persönlichen Beziehungen. Die sozialen Verhältnisse im mittelalterlichen Zuffenhausen waren jedenfalls typisch für ein Dorf jener Zeit, sie sind daher weiter im Detail oben im Zusammenhang mit der geschichtlichen und der wirtschaftlichen Entwicklung dargestellt.
Legt man die Dreiteilung der Gesellschaft in Geistliche, Adel und Bauern bzw. Handwerker zugrunde, wobei vor allem die ersten beiden Gruppen in sich sehr heterogen waren, was Macht und Eigentum anging, so waren zwei Faktoren hier absolut bestimmend: der Einfluss der Eigentümer und der Kirche, wobei beide oft identisch waren. Beide sorgten für ein während vieler Jahrhunderte relativ stabiles Sozialsystem, das abgesehen von natürlichen Faktoren, wie sie vor allem bäuerliches Wirtschaften bestimmen, oder dem Auftreten von Katastrophen wie der Pestzüge oder von klimatischen und anderen natürlichen Katastrophen, von den entsprechenden Abhängigkeiten der Einwohner bestimmt war.
Kerngröße war jedoch die Familie mit dem Haushaltsvorstand, wobei die eigentliche Familiengruppe alle Personen umfasste, die in einem Haus wohnten, also auch Gesinde und Unfreie, und die insgesamt wiederum als Hörige einem Grundherrn unterstand. Die Zahl der Freien war dabei gering. Daneben gab es noch Sippenverbände, hie und da Gilden sowie die Frühformen der Dorfgenossenschaft, die sich vor allem im späteren Mittelalter in den Städten zu machtvollen Organisationen auswuchsen. Alle sozialen Beziehungen orientierten sich an diesem Grundmuster, das sich im Verlaufe des Mittelalters nur sehr langsam wandelte, wobei die Bindungen an den Grundherren mit der Zeit schwächer wurden und sich zunehmend dörfliche Gemeinschaften ausbildeten.
Für das Rechtsverhältnis der Bauern gab es verschiedene Stufen und Bezeichnungen wie hörig, eigen, leibeigen oder zinspflichtig. Der Zehnt, der ursprünglich nur den Kirchen für deren Unterhalt zustand, war von allen Bauern zu leisten, auch von den freien. Die Leistungen der Bauern an ihren Grundherren waren vielfältig und reichten von Sach- bis zu Arbeitsleistungen, etwa Fron, aller Art und für alle Situationen von Geburt, Heirat bis hin zum Tod. Sozialer Auf- und Abstieg Einzelner war in diesem starren System selten, kam aber durchaus vor, auch für den Adel. Eheschließungen waren rein wirtschaftliche Vorgänge, die Stellung der Frau war unter der des Mannes; sie war nicht rechtsfähig und konnte kein Eigentum besitzen. Das Individuum trat hinter der Gemeinschaft zurück, eine Situation, die bis ins 18. Jahrhundert erhalten blieb. Bedürftige waren weitgehend auf die Kirche angewiesen, ein Recht auf Almosen bestand jedoch nicht, doch gab es wenn auch räumlich und im Umfang eng begrenzt sowie völlig regellos Hilfen von Nachbarn und Grundherren für individuelle Not, Hilfen, die allerdings in Fällen kollektiver Not völlig versagen mussten.

##### Frühe Neuzeit
Die sozialen Verhältnisse in Zuffenhausen zeigen vor allem bei den Finanzen und der Vermögensverteilung bereits in der frühen Neuzeit durchaus moderne Aspekte. Das gilt auch für vertraute aktuelle Tatbestände, denn schon 1591 weist eine Zusammenstellung der privaten und öffentlichen Schulden von Zuffenhausen eine nicht unbeträchtliche Summe aus. Neben Schuldnern mit Grundbesitz lebten in Zuffenhausen Ende des 16. Jahrhunderts aber auch einige besitzlose Almosenempfänger, dazu zahlreiche auswärtige Bettler, die die günstigen Verkehrsverbindungen hierher geführt hatten. Das Almosen wurde von der Kirche gesammelt und mit einem Zuschuss des Cannstatter Amtes als Naturalien (Brot usw.) in das schon früh errichtete Armenhaus gegeben. 1609 erhielten sechs derart Bedürftige solche Gaben. Es gab allerdings auch sehr reiche Zuffenhäuser, wie Erbschaftsberichte zeigen, die hohe Summen von bis zu 8000 Pfund Heller ausweisen (heute ca. 230.000 €).
Kaum jedoch hatte sich die Bevölkerung von der Not des Dreißigjährigen Krieges erholt und einen geringen Wohlstand erreicht, da brachten die Franzosenkriege im letzten Viertel des 17. und zu Beginn des 18. Jahrhunderts neues Elend. Zuffenhausen war durch seine verkehrsgünstige Lage wieder besonders betroffen, da hier, besonders 1693/94, viele Bettler und Flüchtlinge durchzogen und im Armenhaus Aufnahme fanden, das 1709 durch einen Neubau ersetzt wurde. Die Finanzierung der Armenwohlfahrt durch das monatlich von den Einwohnern zu zahlende Almosengeld erwies sich dabei immer wieder und bis 1750 als Problem, teils wegen der auch im Ort verbreiteten Armut, teils aber auch wegen des Geizes mancher Wohlhabender.
Rechtswesen: Einfachere Vergehen wurden durch das Dorfgericht abgeurteilt, schwerere vom Gericht der Amtsstadt (hier Cannstatt). Üblich waren Geld- aber auch Gefängnisstrafen. Häufig waren Erbstreitigkeiten, die mitunter den vollen Instanzenweg durchliefen. Höchster Gerichtsherr war der Herzog.
Die innergesellschaftlichen Zustände nach dem Dreißigjährigen Krieg waren durch den Verfall von „Moral und Sittlichkeit“ geprägt mit einer gewissen Verrohung der Sitten, die durch teils hohe Strafen bis hin zur Todesstrafe geahndet wurden, je nach Schwere des Vergehens teils auf dörflicher Ebene, teils durch höhere Instanzen etwa durch das Vogtgericht oder die kirchliche Gerichtsbarkeit, die auch Zensurmaßnahmen verhängen konnte wie den Zwang zum Kirchenbesuch oder das Verbot, den Sonntag zu entheiligen.
Kirchenkonvent und Dorfgericht waren auch im 18. Jahrhundert für die Bestrafung kleinerer Vergehen zuständig, größere wurden wie bisher durch das Cannstatter Vogtgericht erledigt. Zuständig war auch hier zunächst Cannstatt, dann zwischen 1718 und 1739 Ludwigsburg. Häufig waren hier insbesondere der Kindesmord durch Ledige, die so ihrer gesellschaftlichen Ächtung zu entgehen suchten. Psychisch Kranke wurden ebenfalls gerne als Kriminelle abgeurteilt. Folter war ebenso verbreitet wie Aberglaube und damit verbundene Delikte. Die Todesstrafe wurde mitunter auch für geringe Delikte wie Diebstahl verhängt.
Gesundheitswesen: Als Arzt fungierte ein Barbier oder Chirurgus, beides handwerkliche Berufe. Bei den nicht seltenen schwereren Erkrankungen war der Cannstatter Amtsphysikus zuständig. Kindersterblichkeit war hoch, dennoch nahm die Bevölkerung im 16. Jahrhundert stetig zu, eine Entwicklung, die am Ende des Jahrhunderts erst durch die Pest unterbrochen wurde. Die Pest trat relativ häufig auf, eine besonders schwere Epidemie grassierte 1594. In Zuffenhausen starben damals angeblich 360 Menschen. Viele Einwohner flohen. Dabei traten auch Wunder- und Naturheiler auf, denen vor allem die Kirche sehr kritisch gegenüberstand.
Im 18. Jahrhundert gab es glücklicherweise keine Seuchen mehr in Württemberg, doch gab es immer wieder kleinere Epidemien. Es wurden daher auch höhere Alter jenseits der 80 erreicht. Die medizinische Versorgung war allgemein stark verbessert. In Zuffenhausen kamen 1800 bei einer Gesamtbevölkerung von 800 bis 900 Menschen jährlich etwa 33 Kinder zur Welt, die von zwei Hebammen sowie einer Hilfskraft versorgt wurden.

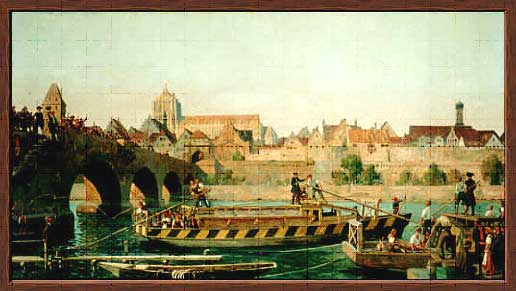
Abfahrt der Ulmer Schachteln, Gemälde von Michael Zeno Diemer

Die Bevölkerungsentwicklung verlief unregelmäßig. Die Zahl der Kommunikanten sank wegen der Pest zwischen 1580 und 1599 von 400 auf 278, doch lebten 1621 wieder 514 Menschen in Zuffenhausen, nicht zuletzt wohl auch durch Einheirat und Zuzug aus den Nachbardörfern. Bis 1760 stieg die Zahl der Einwohner auf 648. Im 18. Jahrhundert sind aber auch die ersten Auswanderer zu verzeichnen, doch gab es auch Zuwanderer, so zogen 1732 um die 250 Salzburger Exulanten durch Zuffenhausen, die man im Verlauf der Gegenreformation aus ihrer österreichischen Heimat vertrieben hatte.
Die erste Auswanderungswelle des 19. Jahrhunderts wurde durch die Hungerkrise von 1816/17 ausgelöst. Drei Zuffenhäuser Auswanderer sind hier überliefert; insgesamt verließen damals etwa 34.000 Menschen ihre Heimat in Südwestdeutschland vor allem in Richtung Südosteuropa. Am bekanntesten sind hier bis heute die sog. Ulmer Schachteln auf der Donau.
Weitaus mehr machten sich 40 bis 50 Jahre später auf den Weg, diesmal vor allem in Richtung Amerika; insgesamt bewirkte das im Südwesten einen Bevölkerungsrückgang von 7 %. Grund war wieder eine Hungersnot, die nach Missernten zwischen 1845 und 1847 bereits zur 48er Revolution geführt hatten und nun viele Menschen ihr Heil vor allem in den Vereinigten Staaten suchen ließ. Da Zuffenhausen allerdings ein wohlhabender Ort war, der keine Schulden hatte und die Armen gut versorgte, war dieses Phänomen hier nicht so stark ausgeprägt. Doch gab es 1852/54 eine Reihe von Familien, die unterstützt durch Zuwendungen der Gemeinde (zwischen 30 und über 100 Gulden, denn das war billiger als sie jahrelang zu unterstützen) nach Nordamerika zogen. Meist waren es in Zuffenhausen aber Ledige (1854: 20), die ihr Hab und Gut verkauften und das so erzielte Geldvermögen mitnahmen. Diese Auswanderungen waren in Württemberg im Gegensatz zu anderen deutschen Staaten rechtmäßig; es musste allerdings eine Bürgerrechtsverzichtsurkunde unterzeichnet werden, so dass hoch Verschuldete diesen Akt vermieden und illegal auswanderten. Die Zahl der Menschen, die Südwestdeutschland zwischen 1815 und 1870 verließen, wird auf etwa 500.000 geschätzt. Aber auch nach der Zeit der größten Emigrationswellen hielt die Auswanderung aus wirtschaftlichen Gründen in großem Umfang an.
Leibeigenschaft: An Gemeinschaftsleistungen erhielt jeder Bürger in Zuffenhausen eine Wagenladung Holz. Erschwerten Zugang zu solchen Leistungen und überhaupt zu Bürgerrechten hatten in der Regel Leibeigene. Leibeigenschaft, die keine Sklaverei war, sondern ein Schutz- und Schirmverhältnis, bei dem der Leibherr den Leibeigenen in Rechtssachen vertrat und schützte, wurde über die Frau vererbt und erst im 19. Jahrhundert abgeschafft; sie war noch bis ins 18. Jahrhundert von großer wirtschaftlicher Bedeutung und wurde in Württemberg erst 1817 abgeschafft (in Baden schon 1782/83).

##### 19. und 20. Jahrhundert
Vor allem die im 19. Jahrhundert einsetzende Industrialisierung veränderte den Charakter Zuffenhausens massiv, denn aus dem landwirtschaftlich geprägten Dorf wurde eine durch Industrie und Arbeiteransiedlungen geprägte Stadt, die zunächst auch den Arbeitern billigen Wohnraum bot und durch die Eisenbahnlinien mit der Umgebung verbunden waren. Doch nicht nur der Wohnungs-, Straßen- und Fabrikbau, auch der Bau des lokalen Elektrizitätswerks 1899, das Zuffenhausen unter anderem auch eine wenn auch instabile und unvollkommene elektrische Straßenbeleuchtung einbrachte, und des Gaswerks bot genügend Arbeitsplätze. Ähnliches gilt für den Ausbau der Wasserversorgung, der allerdings samt Kläranlage erst 1917 abgeschlossen war.
Die politischen Folgen dieser massiven strukturellen Veränderungen waren beträchtlich und zeigten sich neben einer fast schon rufschädigenden Unsicherheit auf den Zuffenhäuser Straßen mit Schlägereien und ähnlichem vor allem im Aufstieg von Gewerkschaftsbewegung und der SPD, die insbesondere nach dem Ende der Sozialistengesetze 1890 in kurzer Zeit zu einer der wichtigsten Parteien in Zuffenhausen heranwuchs. Allerdings entwickelte sich in Zuffenhausen eine klare parteipolitische Struktur ohnehin erst im letzten Jahrzehnt des 19. Jahrhunderts. Vorher und teils auch noch viele Jahre danach waren die aktiv politisch tätigen Zuffenhäuser in Vereinen organisiert, die sich meist Bürgervereine nannten und sich über die geographische Lage definierte, also Ober- und Unterdorf, Nord oder Süd. Diese Vereine erstellten auch die Vorschlagslisten für die Wahlen zum Gemeinderat und zum Bürgerausschuss. Wählbar war nur, wer männlich (Frauenwahlrecht erst seit 1918/19) und im Besitz der Bürgerrechte war, was viel Arbeiter zunächst ausschloss, da diese den Erwerb dieser Rechte nicht zuletzt aus Kosten- und Zeitgründen vor sich her schoben. Die generelle politische Ausrichtung in der Gemeinde war entsprechend stark liberal orientiert, und es dauerte relativ lange, bis sich politische Vereine wie etwa sog. Volksvereine und Parteien stabilisierten. Neben Liberalen, Nationalliberalen und Sozialdemokratie organisierte sich nun auch der 1893/94 gegründete Bund der Landwirte verstärkt auf kommunaler Ebene.
Eine besondere Rolle kam aber von Anfang an der schon 1889, also noch zur Zeit der Sozialistengesetze als „Arbeiter-Verein Zuffenhausen“ gegründeten Zuffenhäuser Sozialdemokratie zu, die über Jahrzehnte vor allem nach Mitgliederzahl stärkste Partei war. Sie wurde von der Obrigkeit noch lange nach der Aufhebung der Sozialistengesetze argwöhnisch beobachtet, und die Mitglieder mussten allerlei Repressionen wie Hausdurchsuchungen etc. erdulden. Dennoch erzielte die SPD bei Reichstags- und Landtagswahlen regelmäßig Traumergebnisse von um oder über 50 %. Selbst 1930 gegen Ende der Weimarer Republik erhielt die SPD bei den Reichstagswahlen in Konkurrenz zur NSDAP noch ein Drittel aller Stimmen. Grund für diese Erfolge war das hervorragende Organisationswesen der SPD mit Gründung neuer Ortsvereine wie 1899 in Stammheim. Dazu war die Verbindung zu den Arbeitervereinen sehr stark und brachte unter anderem 1896 den ersten Streik in Zuffenhausen (der Schreiner) hervor. Gegründet wurden zudem weitere Vereine wie Jugendvereine, Gesangsverein, Spar- und Konsumverein, Naturfreunde und Turner-Bund, der 1925/26 sogar ein eigenes Sportgelände mit Waldheim anlegte.
Auf kommunaler Ebene in Zuffenhausen sah das jedoch anders aus, da die SPD hier als einzige Partei antrat in Konkurrenz zu den etablierten Bürgervereinen und so gewöhnlich nur an zweiter oder dritter Stelle landete und wenige Vertreter in den Gemeinderat entsandte. Besonders deutlich wurde dies 1909 bei der ersten Wahl zum neuen Gemeinderat nach der Stadterhebung, als drei miteinander verbündete Bürgervereinigungen alle Kandidaten durchbrachten, die SPD jedoch keinen einzigen. Das blieb auch in der Weimarer Republik so, zumal die SPD damals durch die Abspaltung der linksextremen USPD zusätzlich geschwächt war und eine führende Rolle der SPD auf allen Ebenen so dauerhaft verhindert wurde.

### Verkehr

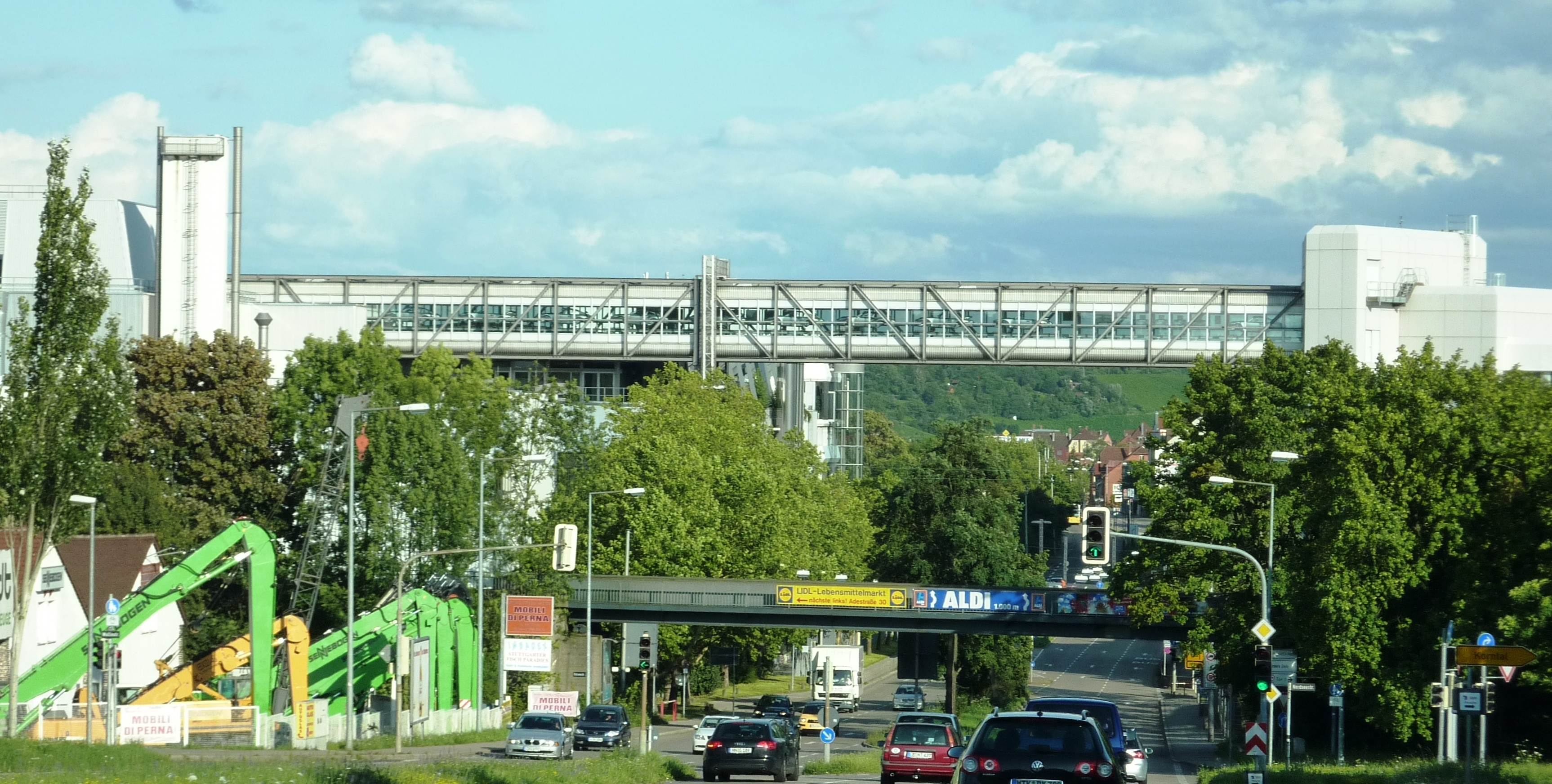
Die heute an der Zentrale von Porsche vorbeiführende Schwieberdinger Straße folgt exakt einer alten Römerstraße. Porsche liegt damit an einer fast 2000 Jahre alten und genutzten Straße.

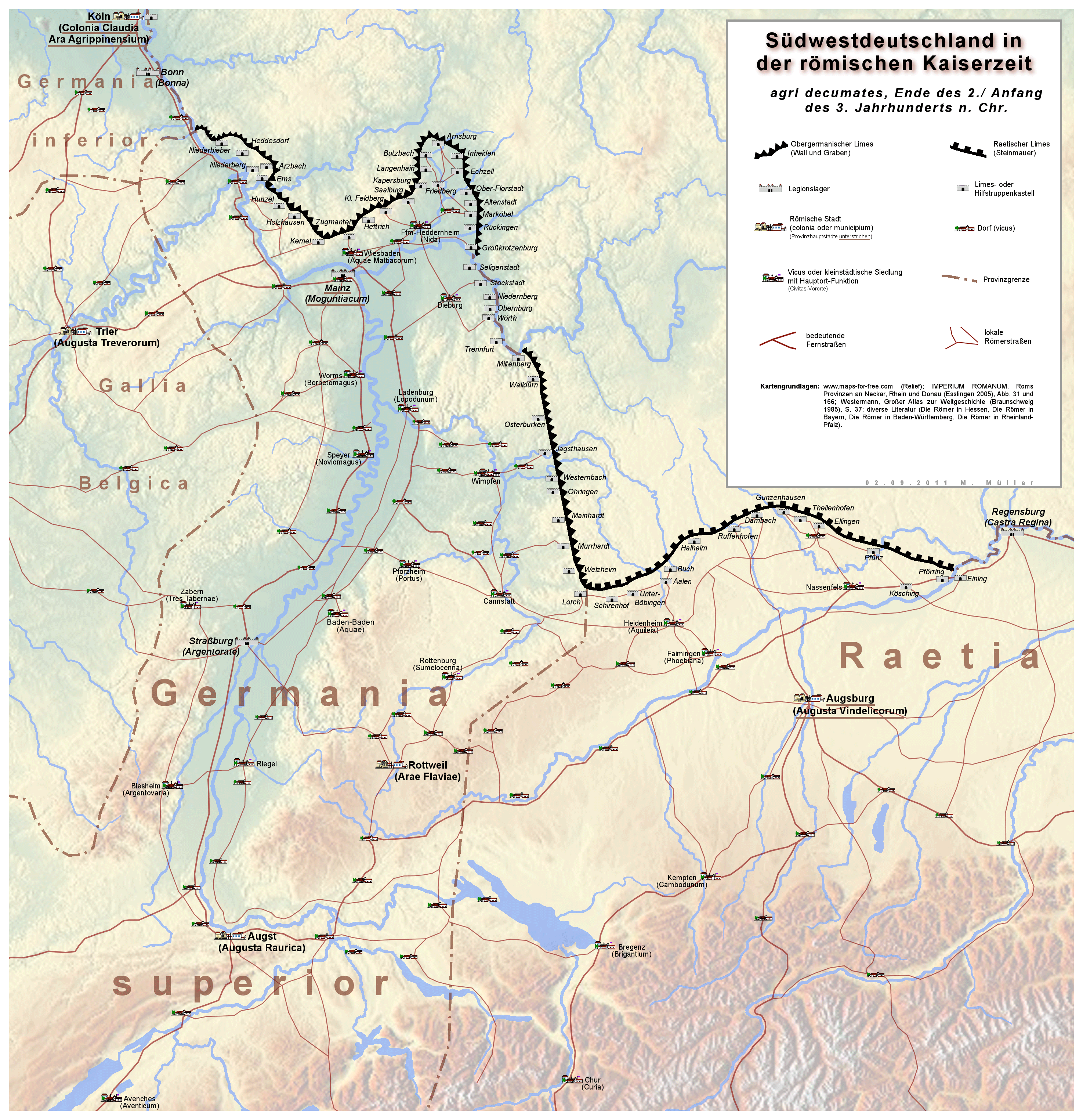
Südwestdeutschland gegen Ende des 2. / Anfang des 3. Jahrhunderts n. Chr. Karte des Limeshinterlandes (agri decumates) mit zivilen Siedlungen und Straßen. Man erkennt die nordwestlich von Cannstatt sich verzweigenden Römerstraßen, die über Zuffenhäuser Gemarkung führten, darunter die heutige B 10.

Schon seit Beginn des 20. Jahrhunderts und damit der Vorphase der späteren Massenmotorisierung war immer wieder darauf aufmerksam gemacht worden, dass Zuffenhausen als nördliches Einfallstor mutmaßlich in Zukunft mit großen und schwer lösbaren Verkehrsproblemen zu tun haben und einen potentiellen Flaschenhals ergeben würde, was sich dann leider bestätigte. Die großen Straßenbauprojekte der letzten Jahrzehnte konnten nämlich das Dauerthema Verkehr und die damit verbundenen Lärm- und Umweltbelastungen keinesfalls lösen, verschärften sie teilweise sogar noch, da sich die neue Führung der Bundesstraßen B 10 und B 27 zu einer Verkehrsachse entwickelte, die teils als Hochstraße entlang der Bahnlinie geführt, die bisherige schon bestehende Zweiteilung Zuffenhausens durch die Bahnlinie massiv verstärkte und das Naherholungs- und Sportgebiet auf der Schlotwiese vom Stadtkern noch stärker abschnitt. Die nördlich vorbeiführende Bundesautobahn A 81 führt jetzt zudem dazu, dass vor allem der LKW-Verkehr hier oft die Autobahn verlässt und die weite Autobahnumfahrung um Stuttgart abkürzt, indem er das Stadtgebiet durchquert und erst bei Wendlingen am Neckar wieder auf die A 8 gelangt, vor allem seit der Einführung der Autobahnmaut eine auch aus Ersparnisgründen bevorzugte Abkürzung des Schwerlastverkehrs. An vielen Stellen sind daher inzwischen auf aufwendige, oft von Bürgerinitiative erstrittene Lärmschutzeinrichtungen installiert worden, ebenso wie Stationen zur Messung der Luftqualität, seit 1981 mit kontinuierlichen Immissionsmessungen. Die B 10/B 27 entpuppte sich denn auch nicht zuletzt wegen des seit 1980 stark steigenden Verkehrsaufkommens als eine autobahnähnliche Doppelbundesstraße, die bald statt der erhofften Entlastung mehr Verkehr nach Zuffenhausen hinein führte, so dass man zeitweise plante, sie durch die den Pragsattel umgehende Krailenshaldentrasse zu entlasten, nach Bürgerprotesten jedoch den Ausbau der Heilbronner Straße vom Pragsattel herunter nach Zuffenhausen betrieb, was jedoch abermals Belastungen brachte, trotz Rückbaus und 30-km-Zonen, um die Schleichwege zu versperren, so dass inzwischen ein großflächiges Durchfahrtsverbot für Lkws, Pförtnerampeln und ähnliche Maßnahmen im Rahmen eines Lärmminderungsplans erwogen werden.
Innerhalb Zuffenhausens wurde im ersten Jahrzehnt des neuen Jahrtausends die alte Straßenbahn, die letzte dieser Art in Stuttgart überhaupt, aufgeben und durch eine im Zuge der Unterländer und Stammheimer Straße teilweise unterirdisch verlaufende Stadtbahnlinie ersetzt, was auch eine Neugestaltung des Rathausplatzes nötig machte. Weitere Veränderungen werden sich im Verlauf des Projektes Stuttgart 21 ergeben, falls dieses bis zur Mitte der 2020er-Jahre realisiert wird wie vorgesehen. Eine von den Bürgern geforderte Tieferlegung des gesamten Verkehrsstranges aus Straße und vielleicht sogar Bahn, um so die Zweiteilung Zuffenhausens aufzuheben bzw. zu mildern, vor allem aber um die Lärm- und Abgasbelastung zu minimieren, wurde allerdings aus Kostengründen verworfen.
Im Einzelnen bestehen heute folgende Verkehrseinrichtungen:
- Straßen: 

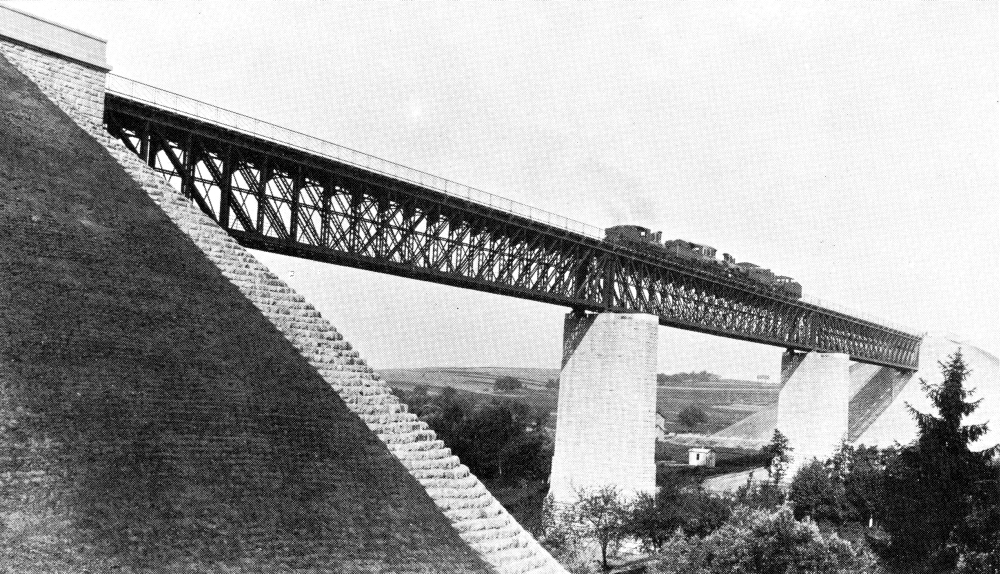
Eisenbahnviadukt Zazenhausen, Belastungsprobe 1896. Die Eisenkonstruktion wurde inzwischen durch eine Betonkonstruktion ersetzt.

  - Autobahn und Bundesstraßen: Zuffenhausen liegt heute an den Bundesstraßen 10 (Karlsruhe–Stuttgart–Ulm) und 27 (Heilbronn–Stuttgart–Tübingen), und es besteht über die B 10 eine Verbindung zur A 81 (Würzburg–Heilbronn–Stuttgart–Singen).
  - Lokale Durchgangsstraßen und Straßenzüge: Sie verbinden oft die Bundesstraßen und haben häufig ein ähnliches Verkehrsaufkommen wie diese. Es sind dies insbesondere: nord-südlich: Ludwigsburger Straße (alte B 27 vom Pragsattel herunter), Schwieberdinger Straße (alte B 10), Stammheimer- – Freihof-Straße; west-östlich: Haldenrain-Straße (nach Rot), Unterländer- – Zahn-Nopper-Straße, Strohgäu- – Zabergäu- – Rotweg-Straße (Richtung Freiberg, Mönchfeld, Neckartal).
- Städtische und regionale Bahnen und Buslinien: 
  - Der Stadtbezirk wird nun zudem von den S-Bahn-Linien S4 (Backnang–Marbach–Ludwigsburg–Stuttgart), S5 (Bietigheim–Ludwigsburg–Stuttgart) und von der hier westlich abzweigenden S6 (Weil der Stadt–Leonberg–Stuttgart) erschlossen.
  - Vom Bahnhof Zuffenhausen existierte mit der Strohgäubahn (R61) eine direkte Verbindung über Korntal Richtung Weissach, diese Verbindung wurde aber 2014 bis Korntal verkürzt. Die Frankenbahn verbindet über Zuffenhausen Stuttgart mit Würzburg.
  - Zuffenhausen ist auch durch die beiden Stadtbahnlinien U7 (Mönchfeld–Hauptbahnhof–Ruhbank/Fernsehturm–Heumaden–Ostfildern-Nellingen) und U15 (Stammheim-Zuffenhausen–Hauptbahnhof–Ruhbank/Fernsehturm) mit der Stuttgarter Innenstadt verbunden.
  - Außerdem wird Zuffenhausen von mehreren innerstädtischen Buslinien erschlossen. Ein Teil des Zentralen Omnibusbahnhofs befindet sich seit 1. April 2010 in Zuffenhausen.

- Radverkehr: 
  - Eine Alltagsroute aus dem Radnetz Baden-Württemberg[114] verbindet Zuffenhausen über den Pragsattel mit dem Stadtzentrum und in der anderen Richtung über Kornwestheim mit Ludwigsburg. Künftig soll die Route direkt auf der Ludwigsburger Straße verlaufen, wie die städtische Hauptradroute (HRR) 5,[115] möglicherweise als Radschnellverbindung. Aktuell ist die Route etwas weiter östlich an der Krailendhalde entlang („Seewiesen“) und durch die Marbacher Straße beschildert.
  - Die HRR 8 soll künftig von Mühlhausen kommend über den Rotweg und die Zabergäustraße durch das nördliche Zuffenhausen führen. Nach der Zabergäubrücke knickt die HRR 8 ab und führt nach Stammheim, geradeaus weiter soll die HRR 23 als Hauptradroute zweiter Ordnung nach Korntal führen.
  - Durch das Feuerbacher Tal verläuft die HRR 21, von Feuerbach kommend entlang der Krailenshalde und weiter über Zazenhausen nach Mühlhausen. Sie ist ab der Beilsteiner Straße talabwärts ausgeschildert.
  - Die HRR 22 soll vom Hegelplatz in Stuttgart-Mitte über den Killesberg in Stuttgart-Nord zum Feuerbacher Bahnhof und weiter über die Wernerstraße in den westlichen Teil Zuffenhausens führen und dort auf der Schwieberdinger Straße bis zum Porscheplatz. Am Siegelbergdurchlass bzw. an der Frankenstraße soll es eine Querverbindung zur HRR 5 geben (HRR 24).
  - Als Freizeitroute führt die beschilderte Rundstrecke Radel-Thon durch Zuffenhausen. Sie verläuft von Mühlhausen bis Zazenhausen, biegt aber vor dem Ort rechts ab und führt am Stadtrand von Kornwestheim vorbei nach Stammheim. Hinter Stammheim streift sie Neuwirtshaus und führt nach Korntal. Danach verläuft sie mit Umwegen durch den Wald nach Weilimdorf und kommt dabei in der Nähe der Schlotwiese vorbei.

- Güterverkehr: 
  - Die in geringem Maße auch für den Personenverkehr genutzte, auch Schusterbahn genannte Güterumgehungsbahn der Bahnstrecke Stuttgart-Untertürkheim–Kornwestheim quert von Kornwestheim kommend auf einem 855 m langen und 30 m hohen Viadukt das Feuerbachtal bei Zazenhausen, umgeht so über Münster den Hauptbahnhof und mündet südlich von Bad Cannstatt in die Hauptstrecke nach Tübingen und Ulm.
  - Eine stark befahrene Güterbahn-Stichlinie verbindet die Hauptstrecke nach Norden südlich von Stammheim, dem Stadtteil Elbelen und Neuwirtshaus bis Korntal verlaufend mit der Nebenstrecke nach Leonberg – Weil der Stadt.

- Fernbahnen: Die von München nach Ulm und über die Schwäbische Alb bzw. von Nürnberg über das Remstal sowie von Tübingen durch das Neckartal nach Stuttgart und von dort nach Heidelberg, Mannheim, Karlsruhe und Frankfurt bzw. Heilbronn und Würzburg führenden IC-Hauptlinien ziehen sich als breite Schneise auf einem hohen Damm quer durch das westliche Zuffenhausen, der es derart zusätzlich teilt, zumal parallel die B 10/B 27 als Hochstraße gebündelt wurde.

### Politik, Bevölkerung und Wohnen

#### Bezirksbeirat
Dem Bezirksbeirat Zuffenhausen gehören aufgrund der Einwohnerzahl des Stadtbezirks 16 ordentliche und ebenso viele stellvertretende Mitglieder an.
Seit der Kommunalwahl 2024 gilt folgende Sitzverteilung:
- CDU: 5
- Bündnis 90/Die Grünen: 3
- SPD: 2
- AfD: 3
- Freie Wähler: 1
- FDP: 1
- Die Linke: 1

Zudem sind in Zuffenhausen seit der Jugendratswahl 2008 16 Jugendräte aktiv, um sich für Interessen der Jugendlichen in Stuttgart einzusetzen.

#### Bevölkerungsentwicklung nach 1945
Statistisch: In der Zeit nach 1945 hat sich die Einwohnerschaft Zuffenhausens strukturell stark verändert, und es setzte ein geradezu explosionsartiger Bevölkerungsanstieg ein. Trotz der Kriegsverluste war die Bevölkerung Zuffenhausens von Kriegsbeginn bis 1947 um 5000 auf 26.600 gewachsen. 1949 waren es bereits 29.000. In den folgenden sechs Jahren schnellte die Bevölkerungszahl dann um 120 % auf 47.000 Einwohner hoch. 1960 schließlich war mit 48.500 der Höchststand erreicht. Von da an ging die Einwohnerzahl wieder zurück auf 45.000 1965 und 42.000 1969. In den 1970er-Jahren sank die Einwohnerzahl dann beträchtlich, und 1980 gab es nur noch 36.000 Einwohner. Bis 2002 pendelte sich die Einwohnerzahl dann zwischen 35.000 und 36.000 ein.
Altersstruktur 2011: 23 % der Einwohner sind über 60 Jahre, 17,9 % über 65, 17,2 % unter 28 Jahre alt. Das Durchschnittsalter liegt bei 41,6 Jahren. Weitere statistische Daten sind dem Datenkompass Stuttgart zu entnehmen.
Strukturell: Die sprunghafte Bevölkerungsentwicklung bis Anfang der 1960er beruhte neben der erstaunlichen Gebärfreudigkeit der Zuffenhäuser Frauen vor allem auf dem Zuzug von Menschen ganz unterschiedlicher Herkunft als Neubürger. Es waren dies die Displaced Persons, Volksdeutsche, Flüchtlinge aus den ehemaligen deutschen oder deutsch besetzten Ostgebieten (Heimatvertriebene, Kriegsheimkehrer, Binnenumsiedler und Evakuierte). Ab den 1950ern kamen die Arbeitsmigranten in die nördlichen Stadtbezirke mit ihren großen Industrien wie Daimler, Bosch, SEL, Porsche usw. Ab Mitte der 1950er schließlich kam die später als Gastarbeiter bezeichneten Gruppen aus Südeuropa, später aus der Türkei. In Zuffenhausen stieg damit der Anteil der ausländischen Bevölkerung stark an und betrug Anfang der 1970er bereits 15 %, im Jahr 2007 lag er sogar bei 26,2 % und damit 4 % über dem Durchschnitt Stuttgarts insgesamt. Gleichzeitig schrumpfte die bäuerliche Bevölkerung nicht zuletzt auch wegen des Verlustes von Agrarflächen für Wohnungsbau (etwa in Rot), Industrie und Verkehr gewaltig um zwei Drittel im Vergleich zu 1933. Zur aktuellen Bevölkerungsstruktur von Zuffenhausen siehe die Angaben des „Statistischen Amtes der Stadt Stuttgart“.
Wichtig ist hier die Zahl der Einwohner mit Migrationshintergrund. Nach statistischen Schätzungen, denn die Religion wird bei der Anmeldung nicht erhoben, geht man in Stuttgart von ca. 60.000 aus. Da Zuffenhausen einen Ausländeranteil von aktuell ca. 27 % hat, kann man annehmen, dass hier der Anteil von ausländischen Einwohnern plus der eingebürgerten Einwohner mit deutscher oder bei Jugendlichen auch doppelter Staatsangehörigkeit und Migrantenhintergrund zusammen bei etwa der Hälfte liegt (51 %), von denen viele Einwanderer aus muslimischen Ländern sind, vorwiegend Türken (23 %) und solche aus anderen Ländern außerhalb der EU (28 %). Die Mehrzahl hat einen muslimischen Hintergrund, so dass der Anteil der Muslime unter der Zuffenhäuser Bevölkerung grob geschätzt bei 8–10 % liegen dürfte (2301 Türkei + ca. 50 % der 2255 Sonstigen = ca. 3400). Das ist nicht überraschend, da in Zuffenhausen der Ausländeranteil weit höher liegt als in den übrigen Stadtbezirken. Bei einer Einwohnerzahl von rd. 36.000 wären das dann etwa 3000–4000 muslimische Mitbürger in Zuffenhausen. Das passt gut zur Religionsstatistik, nach der 17.000 (49 %) der Einwohner evangelisch oder römisch-katholisch sind, der Rest hingegen konfessionslos oder anderen Glaubens ist (z. B. andere christliche Richtungen wie russisch oder griechisch-orthodox, Sekten etc. oder aus den Kirchen ausgetreten).

#### Siedlungen und Wohnsituation
Die seit den 1970ern stark gesunkene Einwohnerzahl hatte allerdings keineswegs einen sinkenden Wohnungsbau zur Folge, denn die Bevölkerung beanspruchte im Laufe der Jahre immer mehr Wohnraum pro Person für sich. Stand 1957 durchschnittlich ein Raum pro Person zur Verfügung, so hatte sich die Belegung zu Beginn des 21. Jahrhunderts mit 1,8 Räumen/Einwohner fast verdoppelt. Die Mischung von Wohnen und Arbeiten mit einem Mangel an Grün-, Spiel- und anderen Freiflächen bei zunehmender Besetzung der Straßenränder durch parkende Fahrzeuge wirkte sich nach dem Krieg zunächst sehr nachteilig auf das Wohnumfeld aus, das außerdem überall durch Lärmbelästigungen und schlechte Luft weiter stark an Qualität abnahm, so dass viele Bewohner ins Umland wegzogen und Hausrenovierungen unterblieben. Da die Arbeitsplätze aber in Zuffenhausen blieben, führte das auch noch zu einem zusätzlichen Einpendelverkehr. Dem wurde durch eine Reihe von Maßnahmen und Projekten gegenzusteuern versucht. Dabei gestaltet sich die Wohnsituation in den verschiedenen Teilen des Stadtbezirks recht unterschiedlich und hat sich auch ganz verschieden entwickelt:

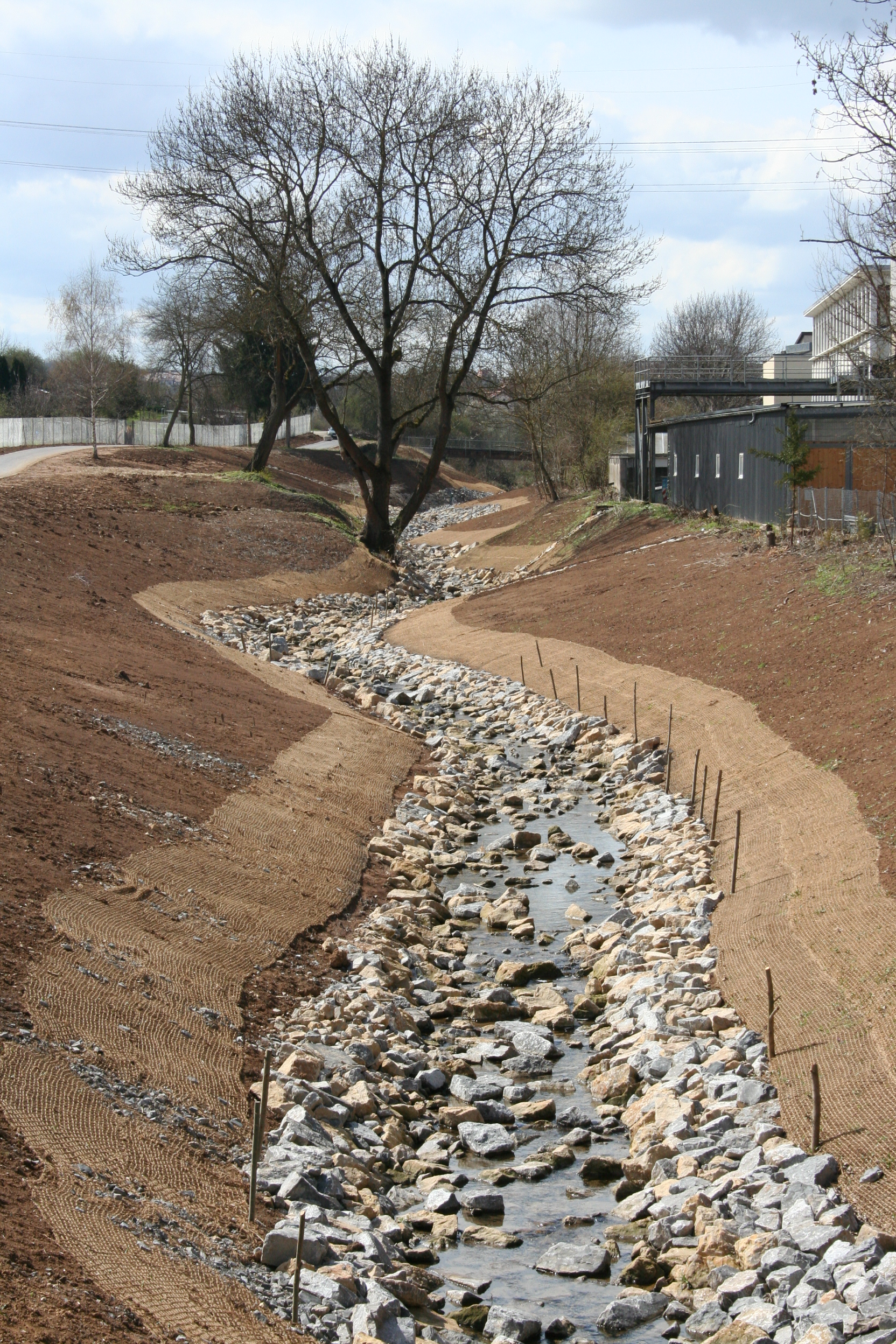
Renaturierung eines Teilstücks des vor allem nach dem Krieg zum Abwasserkanal degenerierten Feuerbaches in Stuttgart zwischen Stuttgart-Zazenhausen und Stuttgart-Rot im Jahr 2010

- Zazenhausen etwa hat seinen alten, rein dörflichen Charakter weitgehend und trotz kleinerer Neubaugebiete bewahrt.
- Neuwirtshaus, die Arbeitersiedlung aus den 1930er-Jahren ist ebenfalls ein relativ in sich geschlossener Ort am Waldrand geblieben, wo ausgebaute Doppelhäuser als Eigenheime dominieren.
- Rot, das nach dem Krieg eiligst als Riesenprojekt aus dem Boden gestampft wurde, um die gewaltigen Flüchtlingsströme aus dem Ost so bald wie möglich halbwegs menschenwürdig unterzubringen, auch wenn das zunächst eine Einfachbauweise in großen Wohnblocks bedeutete, hat sich durch mehrere Renovierungsphasen in der Wohnsubstanz stark verbessert und ist inzwischen nicht mehr Flüchtlingsghetto wie früher in den Anfangsjahren der 1950er. Auch das Projekt Soziale Stadt hat seit 2003 zu weiteren Strukturverbesserungen geführt, und zwar auch bei der Wohnsituation.
- Der lange und bis in die 1980er verfallende „Alte Flecken“, also das alte dörfliche Zuffenhausen um die Johanneskirche, die Zehntscheuer und den Zehnthof, Mühle, Kelter, in deren Waaghäusle ein Kulturcafé eingerichtet wurde, und das Dekanatsgebäude (also des alten, 1657/58 wieder aufgebauten und danach immer wieder reparierten Pfarrhauses), wurde durch Renovierungen wieder attraktiv für Wohnungssuchende gemacht und auch denkmalschützerisch zu einem kleinen Schmuckstück geformt, so dass das alte Dorf heute als bevorzugte und außerdem verkehrsberuhigte Wohngegend gilt, die zudem zentrumsnah und in Gehweite von zentralen Gemeindeeinrichtungen liegt und nach der Renaturierung des Feuerbaches entlang der Talwiesen und der alten Mühle auch direkt neben einem attraktiven Naherholungsgebiet mit Hallenbad und Wanderwegen bis hinunter zum Neckar.
- Die seit dem Ende des 19. Jahrhunderts entstandene umfangreiche Wohnbebauung westlich der Ludwigsburger Straße bis hin zur Bahnlinie wurde durch umfangreiche Einbahnstraßen-Regelungen und Errichtung von Fußgängerzonen verkehrsberuhigt. Die dortigen Jugendstilbauten gehören zu den architektonischen Perlen des Stadtbezirkes.
- Reine Neubaugebiete entstanden unter anderem in den 1980er-Jahren in den Hofäckern, in Zazenhausen (vor allem Kirchäcker, Hohlgrabenäcker), in Rot im Bereich Tapachstraße. An der Schwieberdinger Straße wurde nach dem Konkurs des Unternehmens in den 1980ern das alte Kreidler-Gelände mit Wohnungen überbaut.
- Das Wohngebiet Im Raiser wurde auf dem Gelände der ehemaligen Grenadierkaserne errichtet, die wie die Robinson Barracks auf dem Burgholzhof nach dem Ende des Ost-West-Konfliktes zu Beginn der 1990er von den Amerikanern aufgegeben worden war. Der Ende der 1990er bebaute Burgholzhof wurde nach erheblichen Kontroversen beider Stadtbezirke Cannstatt zugeschlagen. Das Wohngebiet Raiser wurde ab 2003 von seinen heute 900 Einwohnern bezogen.

## Religion, Kultur und Sport
Bereits um die Jahrhundertwende zeigte die Vereinslandschaft in Zuffenhausen eine beeindruckende Dichte. Es gab neben den bereits oben dargestellten Wirtschaftsvereinen unter anderem den Neuen Bürgerverein, den Athletenklub, Turnverein, Kriegsverein und Militärverein, Radfahrer-Verein, mehrere Gesangvereine, den Humoristisch-satirischen Verein und den Obstbauverein, Fußballverein, Spar- und Kohlenverein sowie den 1898 gegründeten Schwäbischen Albverein. Die Kirchen gründeten den Evangelischen Jünglingsverein und den Katholischen Jünglingsverein St. Antonius. Über den Stuttgarter Katholischen Gesellenverein wurde die Idee des Kolpingwerkes nach Zuffenhausen gebracht und ein Katholischer Gesellenverein St. Antonius gegründet, aus dem sich dann die Kolpingfamilie Zuffenhausen entwickelte.
Einbezogen in das Vereinswesen Zuffenhausens ist die 1977 mit La Ferté-sous-Jouarre vereinbarte Stadtteilpartnerschaft.

### Religiöse Gemeinschaften in Zuffenhausen
- Evangelische Kirchengemeinde. 2001 fusionierten die Johannes-, Paulus- und die Michaelsgemeinde in Neuwirtshaus zur Evangelischen Kirchengemeinde. 1955 entstand im Salzweg das „Johann-Albrecht Bengel-Haus“.
  - Die Johanneskirche ist möglicherweise karolingischen Ursprungs und wird als Hippolyt-Kirche 1275 erstmals urkundlich erwähnt. Der Name Johannes-Kirche ist relativ neu (1901 zunächst Johannis-Kirche, möglicherweise wegen eines damals dort hängenden Kreuzigungsbildes mit dem Jünger Johannes des Martin Schaffner). Einer der bekanntesten dort wirkende Pfarrer war wohl der strikte NS-Gegner Julius von Jan.
  - 1903 wurde die Paulus-Kirche eingeweiht.
  - Auferstehungskirche Rot: Die Evangelische Kirchengemeinde Rot bildet seit Mai 2005 zusammen mit den Nachbargemeinden Freiberg, Mönchfeld und der Nazariusgemeinde Zazenhausen die Evangelische Gesamtkirchengemeinde Himmelsleiter, die ihren Namen nach einer alten Gewannbezeichnung erhielt.
  - Die Michaels-Kirche wurde 1938 in Neuwirtshaus erbaut.
- Katholische Gemeinde St. Antonius. Die gleichnamige Kirche wurde 1902 geweiht. Die Kirche St. Albert in den Elbelen gehört zur Gemeinde.
- Baptistengemeinde seit 1932. Martin-Luther-King-Kirche.
- Neuapostolische Gemeinde. Sie wurde in Zuffenhausen 1919 selbstständig. Die Kirche in der Hohenloher Straße wurde 1958 errichtet. Die Neuapostolische Kirche von Neuwirtshaus befindet sich in der Usedomstraße 30.
- Evangelisch-Methodistische Kirchengemeinde Stuttgart-Nord.
- Zeugen Jehovas, Schwieberdinger Straße 26.
- Volksmission entschiedener Christen, Güglinger und Markgröninger Straße.
- Rumänisch-orthodoxe Kirchengemeinde „Jesu Christi Geburt“, Stammheimer Str. 104.
- Israelitische Messianische Gemeinde Adon Jeschua, Güglinger Str. 4.
- Die Islamische Gemeinde Zuffenhausen, Markgröninger Str. 57 (dort auch die Moschee). Mitglied im Landesverband der Islamischen Kulturzentren Baden-Württemberg e. V.
- Die Baha’i-Gemeinde Stuttgart, mit ihrem Zentrum in der Friesenstraße 26.

Die religiösen Gemeinden in Zuffenhausen sind über den „Runden Tisch der Religionen“ interkonfessionell miteinander verbunden.

### Museen
- Seit 1976 wurden im alten Porsche-Museum zirka 20 historische Fahrzeuge des Zuffenhäuser Sportwagenherstellers gezeigt. Seit dem 31. Januar 2009 befindet sich das Museum in dem über 100 Millionen Euro teuren Neubau am Porscheplatz. Das von dem Wiener Architekturbüro Delugan Meissl entworfene Museumsgebäude[127] sorgte aufgrund seines außergewöhnlichen Designs für Aufsehen.
- Das Straßenbahnmuseum: Die 1989 gegründete Ausstellung befand sich von 1995 bis 2007 im Zuffenhausen in der Strohgäustraße 1 und wurde danach aus technischen Gründen zur Straßenbahnwelt nach Bad Cannstatt verlegt. Es wird gemeinsam von einem gemeinnützigen Verein und der Stuttgarter Straßenbahn AG betrieben und zeigt die Entwicklung des Straßenbahnverkehrs vom Pferdewagen bis hin zur modernen Straßenbahn. Stuttgart betrieb ab 1868 die erste Pferde-Straßenbahn.
- Wechselnde Ausstellungen werden unter anderem in zwei Galerien sowie in der Zehntscheuer gezeigt.

### Schulen
In Zuffenhausen steht die Grund- und Hauptschule mit Werkrealschule „Hohensteinschule“, die Grundschule Rosenschule, die Rilke Realschule (Stadtteil Rot), die Grundschule „Silcherschule“, die „Park Realschule Zuffenhausen“, „Ferdinand-Porsche-Gymnasium-Zuffenhausen“, die Grund- und Hauptschule „Uhlandschule“, die Förderschule „Haldenrainschule“, die Schule für Menschen mit geistiger Behinderung „Gustav-Werner-Schule“, die Schule für Blinde und Sehbehinderte „Ernst-Abbé-Schule“ und die Grundschule „Zazenhausen“.
- Der Förder-Verein Park-Realschule besteht seit 1975.
- Der Verein Freunde der Robert-Bosch-Schule wurde 1962 gegründet.

### Kulturvereine
In Zuffenhausen sind alleine 27 Vereine und Gruppierungen mit musikalischer Ausrichtung aktiv, darunter die größten:
- Musikverein Zuffenhausen. Er wurde 1895 gegründet und firmiert seit 1921 unter diesem Namen. Als Stadtorchester war er vor dem Krieg lange eine feste Größe im Zuffenhäuser Kulturleben. 1947 neu gegründet gab er sich den Namen „Musik- und Theaterverein (Stadtorchester) Zuffenhausen e. V.“ und knüpfte rasch an seien frühere Bedeutung an.
- Gesangverein Zuffenhausen. Ebenfalls 1946 neu gegründet. Heutiger Name „Liederkranz“, nachdem sich der „Volkschor“ und die „Eintracht Harmonie“ wieder abgespalten hatten.
- Volkschor. Er wurde 1890 als „Arbeitergesangsverein Lassallia“ gegründet, unter den Nationalsozialisten verboten und nach dem Krieg wieder als Volkschor Zuffenhausen zugelassen.
- Handharmonika-Spielring Zuffenhausen, 1936 gegründet, 1978 in Handharmonika-Spielring Zuffenhausen-Stammheim umbenannt.
- Musikgruppen der Evangelischen Kirche:
  - 1897 wurde der Kirchenchor gegründet.
  - 1901 Posaunenchor.
  - 1987 Pauluskantorei. Sie führt auch umfangreiche Werke wie Oratorien auf.

### Vereine mit sozialer Zielrichtung, Brauchtum, Natur, Spezielle Interessen
In Zuffenhausen sind alleine 27 Vereine und Gruppierungen mit sozialer Ausrichtung aktiv, darunter die größten:
- Bürgervereine gibt es für Rot und für Zuffenhausen.
  - Der Bürgerverein Zuffenhausen wurde 1874 gegründet. 1933 gleichgeschaltet nahm er 1967 seine Arbeit wieder auf. Politisch und konfessionell neutral vertritt der Verein die Belange aller Zuffenhäuser Bürger und trägt mit seinen ca. 400 Mitgliedern bis heute maßgebend zur Meinungsbildung in wichtigen kommunalen Fragen bei. Der Bürgerverein hat sich heute insbesondere die Aufgabe gestellt, die örtliche Lebensqualität zu erhalten und zu verbessern und unterstützt entsprechende Projekte.
  - Der Bürgerverein Rot wurde erst 2003 gegründet mit dem Hauptziel, das Projekt „Soziale Stadt Rot“ zu unterstützen.
- Aktiv ist auch ein Bürgerverein Zazenhausen.
- Altenclub Zuffenhausen. ACZ. 1967 gegründet wird er getragen von der evangelischen und katholischen Kirchengemeinde Zuffenhausen, dem Deutschen Roten Kreuz und der Arbeiterwohlfahrt. Ziel ist die Pflege der Gemeinschaft, Geselligkeit und Unterhaltung älterer Mitbürger.
- Verein zur Förderung der Heimat- und Partnerschaftspflege sowie der Jugend- und Altenhilfe e. V. Förderverein Zuffenhausen.
- Frauencafé Zuffenhausen. 1993 innerhalb der evangelischen Paulusgemeinde als informelle Gruppe gegründet. Sie widmet sich unterschiedlichen Frauen-Themen wie Mütter- und Kinderbetreuung, Vorträgen usw.

Brauchtumspflege, Naturschutz:
- Gebirgs- und Volkstrachtenverein Stuttgart-Zuffenhausen 1921. Seit 1946 mit Trachtenkapelle zahlreiche einschlägige Veranstaltungen.
- Schwäbischer Albverein. Er besteht in Zuffenhausen seit 1898. Sportliches Wandern wird mit kulturellen Erkundungen auf den Wanderwegen verbunden.
- Waldheimverein Zuffenhausen. Gegründet 1911, verlor er im Dritten Reich sein altes Gelände am heutigen Bahnhof Neuwirtshaus. Ein neues Waldheim wurde dann 1949 an der Schlotwiese errichtet. In den Ferien wird das Gelände von der Arbeiterwohlfahrt für die Jugendfreizeit genutzt.
- Sudetendeutsche Landsmannschaft. 1953 in Zuffenhausen und Rot aus dem Zusammenschluss mehrerer benachbarter Ortsverbände entstanden.
- Kunstkreis Zuffenhausen.
- Zukunftswerkstatt e. V.
- Freiwillige Feuerwehren bestehen in Stammheim und Zazenhausen.
- Heimatgeschichtliche Themen verfolgen: 
  - Heimatgeschichtlicher Arbeitskreis.
  - Heimatverein Zuffenhausen e. V.
- Karnevalsvereine: 
  - Karnevalgesellschaft Blau-Weiß-Stuttgart 1955 e. V.
  - Karnevalsclub Stuttgarter Rößle e. V.
- Gruppierungen für Umweltschutz/Naturschutz
  - Arge Nord-Ost e. V. (Mühlhausen)
  - Schutzgemeinschaft Krailenshalde e. V.

In Zuffenhausen gibt es zehn interkulturelle Vereinigungen mit verschiedenen Themen wie Brauchtum, Sport Soziales usw.
Es gibt weitere, speziellen Interessen und Hobbys gewidmete Vereine wie etwa den Verein der Hundefreunde Zuffenhausen 1906 e. V. der Kleintierzuchtverein Neuwirtshaus oder die Gemeinschaft der Gartenfreunde Tapach.

### Sport
In Zuffenhausen sind alleine 21 Vereine und Gruppierungen mit sportlicher Ausrichtung aktiv.
- Größter Sportverein im Stadtbezirk ist der SSV Zuffenhausen e. V. mit rund 3500 Mitgliedern und den 10 Abteilungen Bädle (Freibad), Freizeit, Fußball, Handball, Karate, Radsport (Einrad), Schach, Schwimmen, Tennis und SG Altmitglieder. Er bietet zudem Aikido, Faustball, Capoeira, Rope Skipping und Volleyball (mit Beachvolleyball) als Freizeitsport. Der Verein ist im Jahr 2009 entstanden durch Zusammenschluss der drei Vereine:
  - Naturheilverein Zuffenhausen (NHV)
  - Sportgemeinschaft Zuffenhausen (SG)
  - Turn- und Sportverein Zuffenhausen (TSV)

2013 schloss sich auch der FV Zuffenhausen an.
- Der Turnverein 89 Zuffenhausen (TV 89), 1889 gegründet, ist der älteste Sportverein Zuffenhausens. Aus ihm hat sich der Turn- und Sportverein TSV Zuffenhausen entwickelt, der nach dem Krieg mit anderen, im Dritten Reich ebenfalls verbotenen Vereinen fusionierte und sich neu gründete. Jetzt SSV Zuffenhausen.
- Der 1904 gegründete Naturheilverein Zuffenhausen. Sein 1933 erbautes Schwimmbecken auf der Schlotwiese war lange Zeit die einzige Schwimmmöglichkeit und ist nach einer wesentlichen Vergrößerung 1985, bei der auch weitere Sportanlagen errichtet wurden, bis heute das einzige Freibad im Stuttgarter Norden. Jetzt SSV Zuffenhausen.
- Die 1949 gegründete Sportgemeinschaft Zuffenhausen (SG) ist ebenfalls jetzt Teil des SSV Zuffenhausen.
- Der 1898 gegründete Fußballverein Zuffenhausen (FV). Die erste Fußballherrenmannschaft war früher jahrelang hinter dem VfB Stuttgart und den Stuttgarter Kickers der höchstklassige Fußballverein aus der Schwabenmetropole, spielte zuletzt aber nur noch in der Bezirksliga Stuttgart. 2013 schloss sich der Verein dem SSV Zuffenhausen an.
- 2001 wurde der Dachverband Sport und Kultur Zuffenhausen gegründet als „Arbeitsgemeinschaft der Sportvereine auf der Schlotwiese Zuffenhausen“.
- Der Kraftsportverein Zuffenhausen, der 1899 gegründet wurde.
- Die 1955 gegründete Flugsportgruppe Heinkel e. V. für Segelflieger mit einer Vereinswerkstatt in Zazenhausen.
- Der 1906 gegründete Schützenverein Zuffenhausen, der seit 1980 über eine eigene Schießanlage auf dem Sportgelände von Neuwirtshaus verfügt.
- Die nach dem Zweiten Weltkrieg gegründete Skizunft 1948 Zuffenhausen.
- Die DJK Sportgemeinschaft Zuffenhausen SG der katholischen Kirche wurde 1949 gegründet.
- Der Sportflieger-Club Stuttgart. Der 1950 gegründete Segelfliegerverein SCS ist ein weiterer Verein für Segelflieger in Zazenhausen.
- Die Sportvereinigung Neuwirtshaus. 1948 gegründet widmete sie sich zunächst vor allem dem Fuß- und Handball sowie dem Tischtennis. Davon geblieben sind heute Tennis und Jugendfußball sowie Kleinkinderturnen.
- Der Kampfsportverein Zuffenhausen mit dem Taekwondo Center.
- Der Tennisclub TC Blau-Weiß, der sich 1921 vom FV Zuffenhausen abtrennte.
- Der HSV-Nord, der sich als Handballverein aus den Handballabteilungen der Vereine TSV, TV, SG und SV Rot bildete und zunächst HSV Zuffenhausen hieß.

## Persönlichkeiten

### Bekannte Personen und Familien aus Zuffenhausen
In Zuffenhausen geborene oder aufgewachsene Personen, die prominent sind oder waren oder von großer Bedeutung für die Gemeinde:
- Christian Gottfried Elben (* 4. Mai 1754 in Zuffenhausen; † 4. Februar 1829 in Stuttgart), Gründer und Herausgeber des Schwäbischen Merkur in Stuttgart.
- Hedwig Heinrica Sprecher (* 7. November 1766 in Zuffenhausen; † 14. August 1820 in Schnait), Mutter von Friedrich Silcher.
- Wilhelm Friedrich Aldinger (* 19. Januar 1841; † 8. Januar 1902 in Münchingen). 1889 bis 1902 der einzige aus Zuffenhausen stammende württembergische Landtagsabgeordnete in der zweiten Hälfte des 19. Jahrhunderts.
- Richard Bausch (* 3. November 1869 in Zuffenhausen; † 4. Januar 1947 in Dresden), Unternehmer.
- Emil Schuler (* 23. März 1888 in Zuffenhausen; † 20. Juni 1955 in Feuerbach). Linker Aktivist, Redakteur, NS-Gegner (KZ Heuberg), von 1945 bis 1953 Bezirksvorsteher in Zuffenhausen, von 1945/46 bis 1955 Mitglied im Stuttgarter Gemeinderat. Er vor allem war verantwortlich für die kommunale Re-Demokratisierung in Zuffenhausen nach dem Zweiten Weltkrieg und den ersten Wiederaufbau.

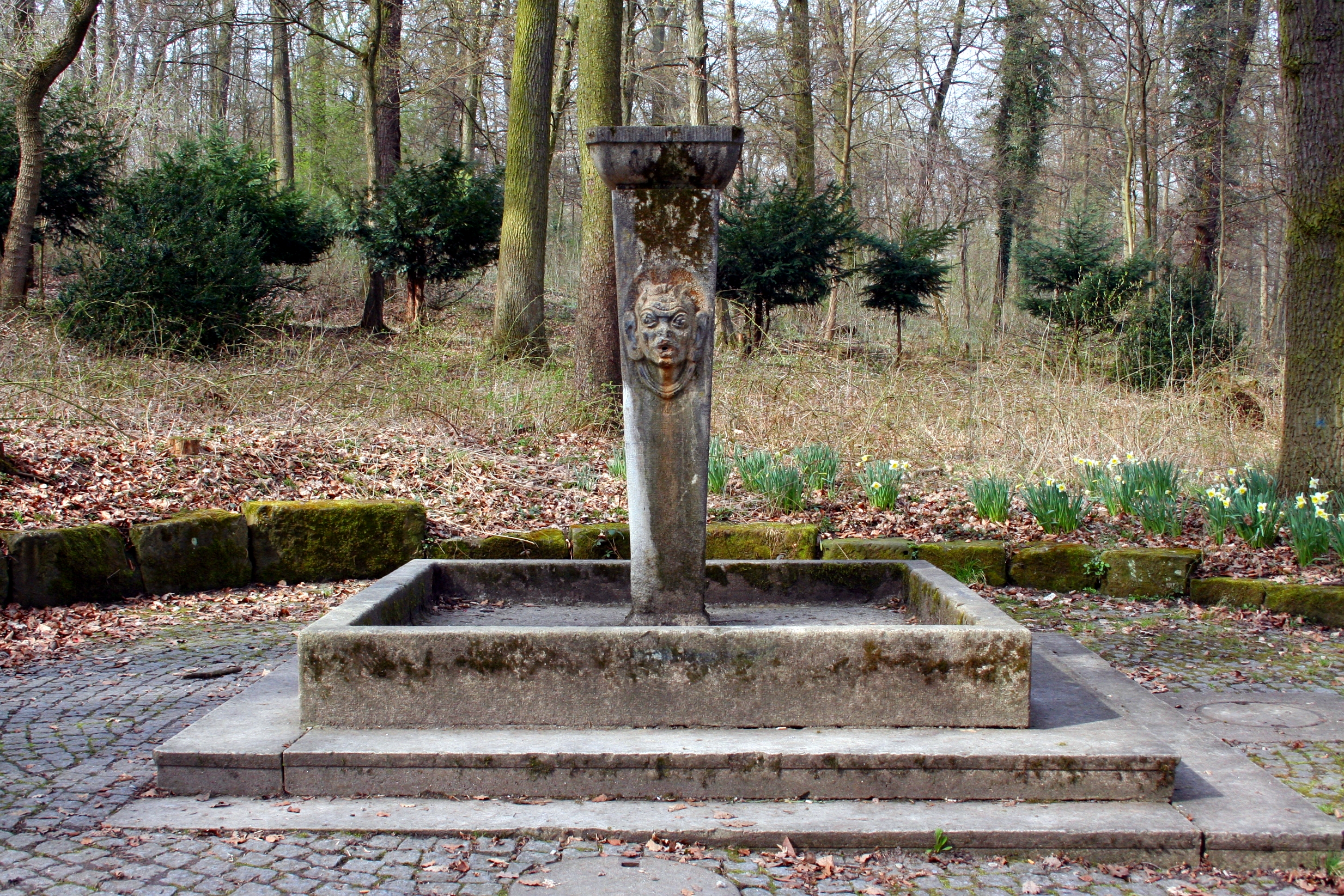
Max-Horkheimer-Brunnen am Rande des Stadtparks von Zuffenhausen unweit des Gebäudes der einstigen Spinnerei Horkheimer, eines Jugendstilhauses aus dem Jahr 1906 in der Schwieberdingerstraße 58

- Max Horkheimer (* 14. Februar 1895 in Zuffenhausen; † 7. Juli 1973 in Nürnberg), erster Träger der Bürgermedaille der Stadt Stuttgart (1970).
Sein Vater war Moritz (eig. Moses) Horkheimer (* 1858 Untergimpern, Baden; † 1945 Bern, Schweiz), Teilhaber einer Textilfabrik in Zuffenhausen, Kommerzienrat und seit 1918 Ehrenbürger von Zuffenhausen. 1939 Flucht in die Schweiz.
- Fritz Wenninger (* 5. Juni 1899 in Zuffenhausen; † 29. Oktober 1951 in Tübingen), Sportler.
- Theodor Koch (* 13. Mai 1905 in Zuffenhausen; † 21. Oktober 1976 in Oberndorf am Neckar), Ingenieur, Unternehmer, Mitbegründer des Waffenherstellers Heckler & Koch
- Wilhelm Boger (* 19. Dezember 1906 in Zuffenhausen; † 3. April 1977 in Bietigheim-Bissingen), SS-Oberscharführer.
- Robert Schlienz (* 3. Februar 1924 in Zuffenhausen; † 18. Juni 1995 in Dettenhausen), Fußballnationalspieler.
- Joachim Fuchsberger (* 11. März 1927 in Zuffenhausen; † 11. September 2014 in Grünwald), Schauspieler.
- Rainer Prewo (* 24. November 1945), Politiker (SPD).
- Horst Köppel (* 17. Mai 1948), Fußballnationalspieler.
- Werner Lener (* 11. Mai 1941), Jazzpianist.
- Andreas Mihatsch (* 11. Juni 1962 in Stuttgart-Zuffenhausen), Fotograf und Filmproduzent.

Bedeutende Zuffenhäuser Familien:
Die Familie, die auch ein eigenes Wappen mit Adelskrone führte, ist mit verschiedenen Namensvarianten in ganz Südwestdeutschland belegt.
Bekannteste Abkömmlinge, vor allem von Konrad Vaut und seinen Geschwistern, sind unter anderem die Familie Schenk von Stauffenberg, Wilhelm Hauff, Friedrich Hölderlin, Eduard Mörike, Friedrich Wilhelm Schelling, Ludwig Uhland und Friedrich Theodor Vischer, ebenso Karl Gerok, Friedrich Schiller und Wilhelm Waiblinger, desgleichen Theodor Heuss und der Zuffenhäuser Stadtpfarrer Richard Lauxmann.

#### Ehrenbürger
Die Ehrenbürgerwürde konnte naturgemäß nur während der Zeit verliehen werden, in der Zuffenhausen eine selbstständige Stadt war, also zwischen 1907 und 1931.
- 1918: Moritz Horkheimer, Fabrikant, Kommerzienrat (1858–1945).
- 1918: Samuel Rothschild, Fabrikant, Mitbegründer der Lederfabrik Zuffenhausen (1853–1924)
- 1922: Louis Bauer, Bäckermeister und Löwenwirt (1837–1930).

Die Ehrenbürger wurden danach von der Stadt Stuttgart in einer separaten Liste der Ehrenbürger ehemals selbstständiger Gemeinden übernommen.

## Wappen und Flagge

Wappen von Zuffenhausen

Flagge von Zuffenhausen

Das heutige, seit der Erhebung zur Stadt 1907 bestehende Wappen von Zuffenhausen ist in der offiziellen Darstellung wie folgt beschrieben (Silber ist hier als Wappenfarbe weiß gemeint):

„Von Silber und Grün zweimal schräg geteilt, oben in Silber ein vierspeichiges, zwölffaches, blaues Zahnrad, in Grün ein linkshin sitzender, silbern gekleideter Hirt in natürlichen Farben, auf einer silbernen Schalmei blasend mit einem schwarzen Hirtenstab in der rechten Armbeuge, unten in Silber eine blaue Pflugschar.“

Der Hirt ist der „Zuffenhäuser Hirt“, eine Nebenfigur in Ludwig Uhlands Ballade Die Döffinger Schlacht, die letzte der vier 1815 verfassten Balladen zu Ereignissen aus dem Leben des Grafen Eberhard II. der „Greiner“ (1344–1392), in diesem Falle die Schlacht bei Döffingen von 1388. Die Handlung der Ballade fußt wie die der drei anderen auf dem Bericht des Stuttgarter Ratsherrn Sebastian Küng, der wiederum die Schilderung des Tübinger Rhetorikprofessors Martin Crusius (1526–1607) verwendet hat. In einer nächtlichen Szene begegnet dabei der Zuffenhäuser Hirt dem alten Grafen und beklagt sich bei ihm darüber, dass einer von des Grafen Heerführern, der Gleißende Wolf von Wunnenstein, ihm einen Teil seiner Herde weggetrieben habe.
Die Pflugschar im unteren Teil des Wappens entstammt einem alten Fleckenzeichen. Bereits nach dem Dreißigjährigen Krieg waren diese Fleckenzeichen aufgekommen, für Zuffenhausen zunächst ein einfaches „Z“, wie es im Forstlagerbuch überliefert ist und wie man es bis heute auf alten Gemarkungs-Grenzsteinen findet, die ab dem 15. Jahrhundert üblich wurden und von denen heute noch 84 vor Ort stehen. Im 18. Jahrhundert zeigt das Fleckensiegel dann eine Pflugschar mit einem sechszackigen Stern in deren Mitte. Bis zur Stadterhebung 1907 diente der Gemeinde von Zuffenhausen auch das jeweilige Wappen Württembergs unter einer Krone als Siegel.
Auf welche Weise dann der Hirt hinzugekommen ist, weiß man nicht, doch scheint der Entwurf vom Bruder des Pfarrers und Historikers Lauxmann, dem Kunstmaler Theodor Lauxmann zu stammen, der den Hirt offenbar bei Uhland gefunden hatte und wohl meinte, er passe gut zu den traditionellen Schäfern des Ortes. Man wollte jedenfalls im Gemeinderat derart sicher auch optisch Fortschritt mit Tradition verbinden und fügte im oberen Feld ein Zahnrad für die jetzt die örtliche Wirtschaft bestimmende Industrie, im unteren die bereits bekannte Pflugschar für die traditionelle Landwirtschaft ein, dazu, heraldisch falsch, die daher später wieder weggelassene Jahreszahl 1907.
Nach der Eingemeindung 1931 wurde das Wappen rechtlich wieder frei und taucht entsprechend gewerblich, politisch, künstlerisch etc. genutzt in zahlreichen Varianten auf, ist jedoch bis heute dennoch als „Zuffenhäuser Hirt“ das Gemeindesymbol von Zuffenhausen geblieben.

## Sehenswürdigkeiten

### Prähistorische und historische Sehenswürdigkeiten und Stile

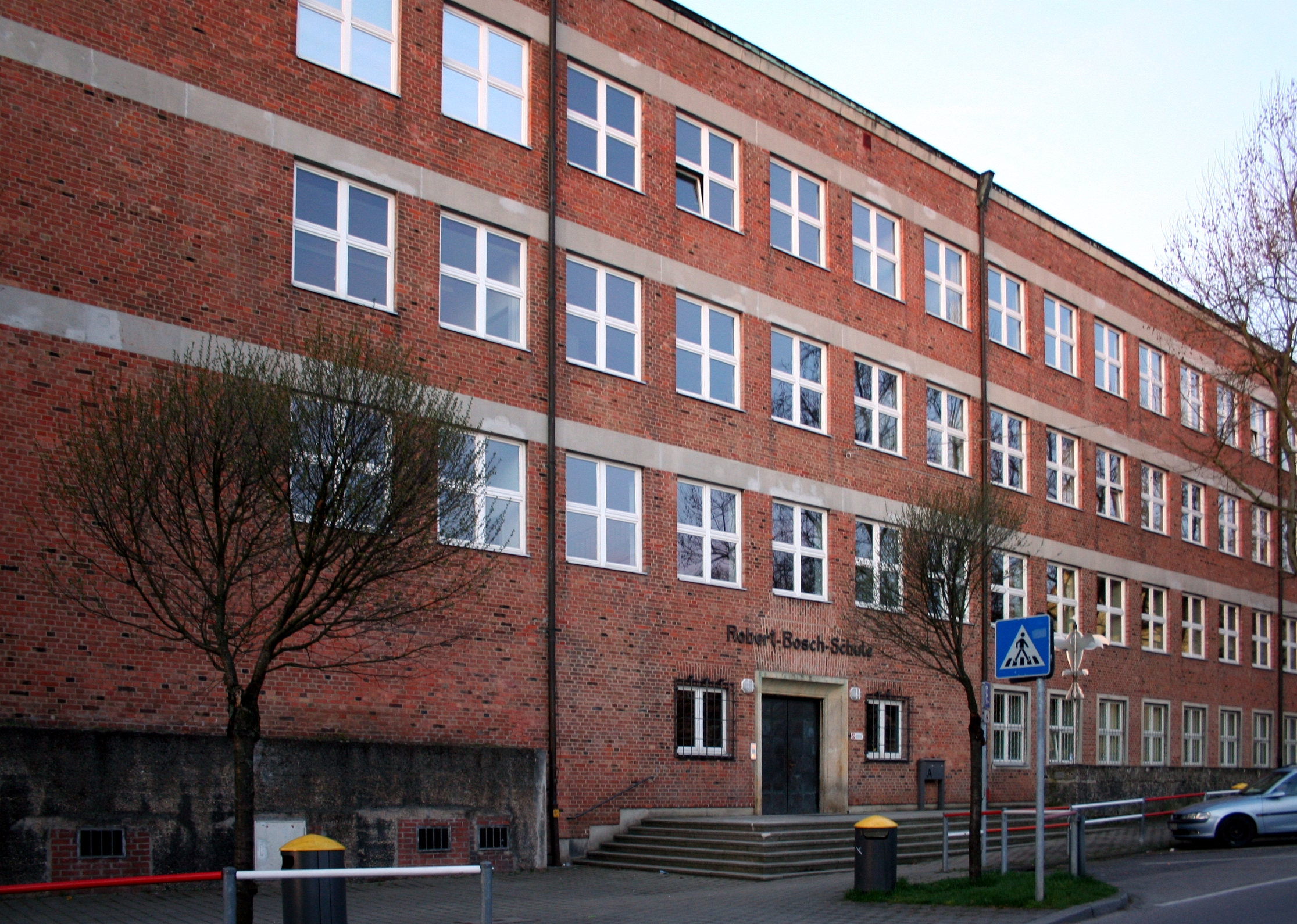
Die Robert-Bosch-Schule im Gebäudekomplex der Hohensteinschule, einem repräsentativen Großbauwerk der sog. Stuttgarter Schule der 1920er-Jahre. (Vorderer der drei Flügel.)

Im Gebiet von Zuffenhausen und seinen Randbereichen, die ja früher oft (z. B. Stammheim Süd/Nonnenäcker, Lemberg/Horn, Burgholzhof oder die Hohlgrabenäcker) ebenfalls, wie alte Flurkarten ausweisen zur Gemarkung gehörten, finden sich vor allem 4 stilistische und entstehungsgeschichtliche Arten von Sehenswürdigkeiten:
1. Archäologisch erschlossene vor- und frühgeschichtliche Stätten vom Jungpaläolithikum über Kelten bis zur Zeit der Römer und Alamannen. Sie sind über das gesamte Gebiet und die angrenzenden Gemarkungen verstreut, oft aber überbaut. Funde werden vor allem im Württembergischen Landesmuseum aufbewahrt und sind kaum zugänglich. Insgesamt hat der Zweite Weltkrieg hier wenig zerstört, eher die Wiederaufbauphase der Nachkriegszeit, als Archäologie und Denkmalschutz die geringsten Sorgen waren.
2. Mittelalterliche bis frühneuzeitliche. Sie sind naturgemäß so gut wie ausschließlich auf das alte Dorf Zuffenhausen (und stärker noch Zazenhausen) konzentriert und zeigen neben spätmittelalterlichen vor allem barocke Merkmale. Insbesondere weisen mehrere Gebäude in der Steinheimer Straße barocke Züge auf (etwa der „Gasthof zum Lamm“) und bilden dort mit den Hausnummern 1, 3, 7, 24, 24B ein zwischen 1519 und 1790 entstandenes Ensemble mit dem ehemaligen Bebenhäuser Klosterhof samt Zehntscheuer, Gesinde- und Haupthaus im Zentrum.
3. Neuzeitliche und frühe Moderne. Sie findet man in dem seit Mitte des 19. Jahrhunderts besiedelten großen Bereich westlich der Ludwigsburger Straße bis zum Stadtpark, und zwar als Wohn- wie als Zweckbauten, etwa Fabriken, aber auch die Neuwirtshaussiedlung als Ensemble. Auch die von Paul Schmitthenner, wie Paul Bonatz, dem Erbauer des Stuttgarter Hauptbahnhofes, ein Vertreter der Stuttgarter Schule, 1927–1930 erbaute Hohensteinschule ist erwähnenswert, da sie die Prinzipien dieser, dem Bauhausstil entgegengesetzten architektonischen Stilrichtung besonders gut demonstriert, wonach die Gestalt eines Bauwerks aus der Konstruktion einer material- und werkgerechten Bauweise, ausgeführt in handwerklichen Traditionen und mit natürlichen Materialien entstehen sollte (hier als unverputzter roter Backsteinbau in Z-Form). Stilistisch finden sich vor allem der Klassizismus, Historismus in seinen verschiedenen Spielarten vom Neobarock über die Neoromantik zur Neorenaissance, Neoklassizismus, Jugendstil, Expressionismus und Bauhaus bis hin zum Heimatstil und zur Stuttgarter Schule.
4. Die Bauten der Moderne liegen dabei wiederum insbesondere in den neuen Siedlungen nach 1945, also vor allem in der Rotwegsiedlung mit den bekannten Hochhäusern Romeo und Julia und dem Terrassenhaus in der Tapachstraße sowie der Auferstehungskirche und in den Elbelen mit St. Albert und andere kleinere Anlagen. Das Porsche-Museum bei der Porsche-Zentrale ist dabei eines der zurzeit spektakulärsten und jüngsten Bauwerke. Stilistisch sind dabei das organische Bauen und der Internationale Stil vor allem seit 1950 häufig.

Im Einzelnen gibt es folgende in denkmalgeschichtliche relevante Orte und Bauten:

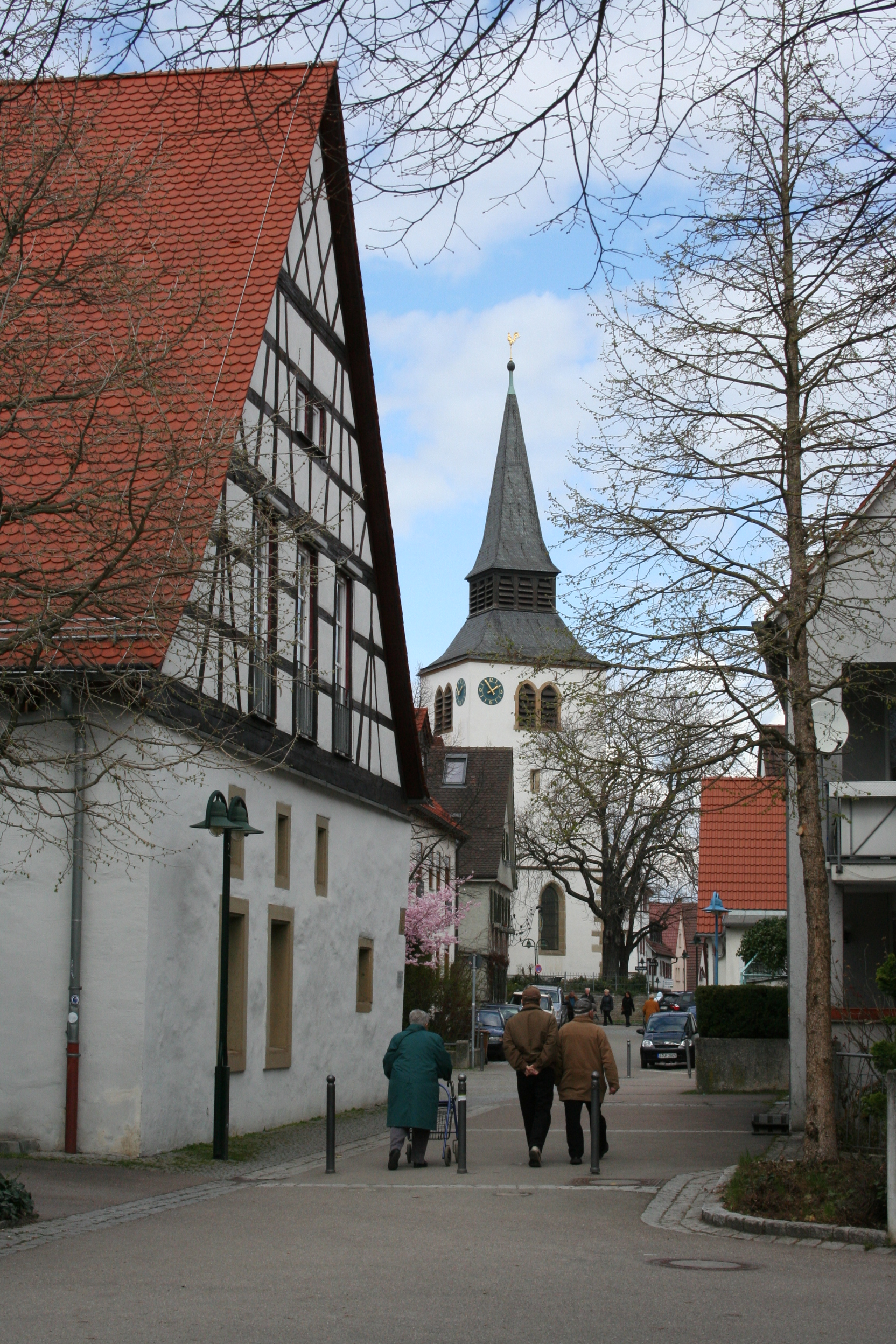
Der alte Ortskern von Zuffenhausen mit Zehntscheuer und Johanneskirche, beide aus dem Hochmittelalter

- Zuffenhäuser Alter Flecken: Das einstige Dorf, von den Zuffenhäusern liebevoll auch „Alter Flecken“ genannte, ist noch sehr geschlossen erhalten. Hauptgebäude sind die Johanneskirche, das alte Pfarrhaus daneben, der Zehnthof und die Zehntscheuer, deren eingemauerter Stein die älteste noch sichtbare Jahreszahl 1569 trägt. Die alte Mühle in Zuffenhausen wurde mit Stall und Remisengebäude bereits im Jahre 1293 erstmals erwähnt und 1772 barock umgebaut, später sorgfältig restauriert. Die Hausmarke trägt daher die Jahreszahl 1772. Gut erhalten oder nach dem Dreißigjährigen Krieg wieder aufgebaut wurden unter anderem die Gebäude Marbacher Str. 17 (1681), 18 (1660) und 37 sowie die Steinheimer Str. 7. Das einzige säkulare Gebäude mit gotischer Bausubstanz Zuffenhausens findet sich im ehemaligen Haupthaus des Esslinger Spitalhofes (1325–1375) in der Bottwarstr. 16. Die Johanneskirche ist jedoch ebenfalls im Kern gotisch. In Zazenhausen gibt es hingegen mehrere gotische Beispiele sowie einen Bau aus der Renaissance, nämlich Teile des Haupthauses des Dionysiushofs, vormals Klarahof.
- Vorderberg: Ursprünglicher Weinberg mit Mauern und Häuschen. Auf dem vorspringenden Höhenrücken befand sich eine vorgeschichtliche Siedlungsstätte, die ausgegraben wurde.
- Alte Römerstraße: Dunkle Pflastersteine zeigen den schrägen Verlauf am Ende des Sauerkirschenweges in der neuen Siedlung Hohlgrabenäcker.
- Stammheim Süd: Am östlichen Ende gibt es eine ausführliche Hinweistafel „Die Kelten in Stammheim“ (Ausgrabungen einer einstigen kleinen Keltensiedlung und von Gräbern).
- Stadtpark-Grabhügel: Keltenzeit ca. 500 v. Chr. und ein „3-Märker-Grenzstein“. Drei Gemarkungen stoßen hier aneinander.
- Kotzenloch/Horn: Geologisches Naturdenkmal. Erdgeschichtlicher Aufschluss. Schichtfolge im obersten Teil des Gipskeupers. Mehrere Verwerfungen.
- Am Horn (über Feuerbach): Vorgeschichtliche Befestigung mit Befestigungswälle aus der Urnenfelderzeit (um 1000 v. Chr.) und der späten Hallstatt- bzw. frühen Latènezeit (um 500 v. Chr.) Sie wurden erst 2011/12 weiter ausgegraben.
- Stadtpark: Grabhügel aus der Keltenzeit (ca. 500 v. Chr.), von ursprünglich sieben Hügeln sind noch zwei gut sichtbar.
- Im neueren Teil von Zuffenhausen die Pauluskirche, zahlreiche Jugendstilbauten, klassizistische und neoklassizistische Fabrikantenvillen (Villa Morlock, Villen Lothringer Str. 2–5, Villa Blessing), frühe Genossenschaftsbauten und historische Fabrikbauten (z. B. Horkheimer, Rominger/Böhringer, Reutter) des 19. Jahrhunderts.

Zazenhausen: Weitere, vor allem mittelalterliche Sehenswürdigkeiten siehe dort.